# Modeste Verlinden
Pour les articles homonymes, voir Verlinden.
Modeste Verlinden, né Médard Modeste Gérard Egide Verlinden le 16 novembre 1840 à Merksplas, commune d'Anvers, et mort le 10 juillet 1909 à Roulers est un ébéniste, sculpteur et chef d'entreprise belge.
Spécialisé dans la sculpture religieuse et l'ameublement d'église, ses œuvres se rencontrent fréquemment dans le Nord de la France et en Belgique. Il est très actif dans les années 1875-1900.

## Biographie
Modeste Verlinden naît le 16 novembre 1840 à Merksplas, commune d'Anvers en Belgique. Il est le fils de Livin Urbain Verlinden, commerçant, et de Marie Thérèse Vaes,.
Les études artistiques qu'il a pu suivre nous sont encore inconnus. Néanmoins, lors de son premier mariage à Reims en 1867, à l'âge de 27 ans, il habite dans le 15e arrondissement de Paris, bien loin de sa province natale,. Il y travaille comme "sculpteur sur bois". Malheureusement, peu de temps après son mariage, la femme qu'il vient d'épouser, Julienne Zoé Léontine Liebaert, décède.
Il se remarie en 1870 avec une certaine Antonetta Maria van Gauberge. Un premier fils nait en 1871 à Cambrai, puis un deuxième en 1874 à Anvers où il est désormais domicilié. De cette union, naissent au moins 6 autres enfants dont les naissances s'échelonnent de 1877 à 1888.
Les premières œuvres connues de Verlinden apparaissent vers la seconde moitié des années 1870. Son atelier est alors installé à Anvers. Ses œuvres sont déjà impressionnantes en dimensions, en finesse et présente une iconographie très riche.
 

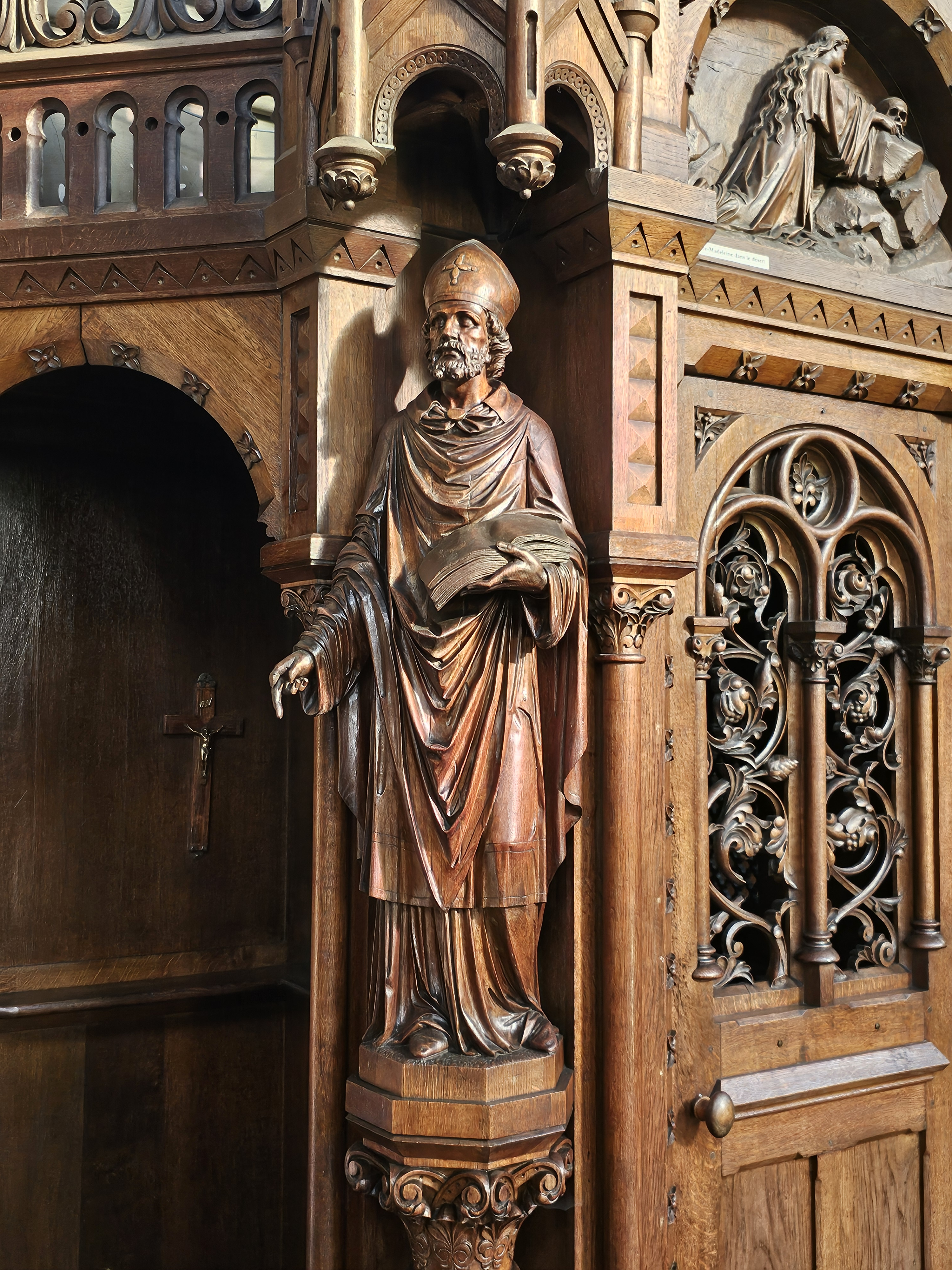
Statue d'un évêque sur un confessional de l'église Saint-Piat de Roncq

En 1885, il participe à l'Exposition Universelle d'Anvers où il présente un autel en marbre de Carrare et en bronze doré. L'ensemble impressionne les visiteurs, d'autant plus que le retable de l'autel culmine à onze mètres de hauteur. Il remporte deux médailles d'or et ses collaborateurs reçoivent également des récompenses. Une fois l'exposition terminée, l'autel est acheté 60 000 francs,par l'architecte Charles Maillard pour l'église Saint-Maclou de Wattrelos. 

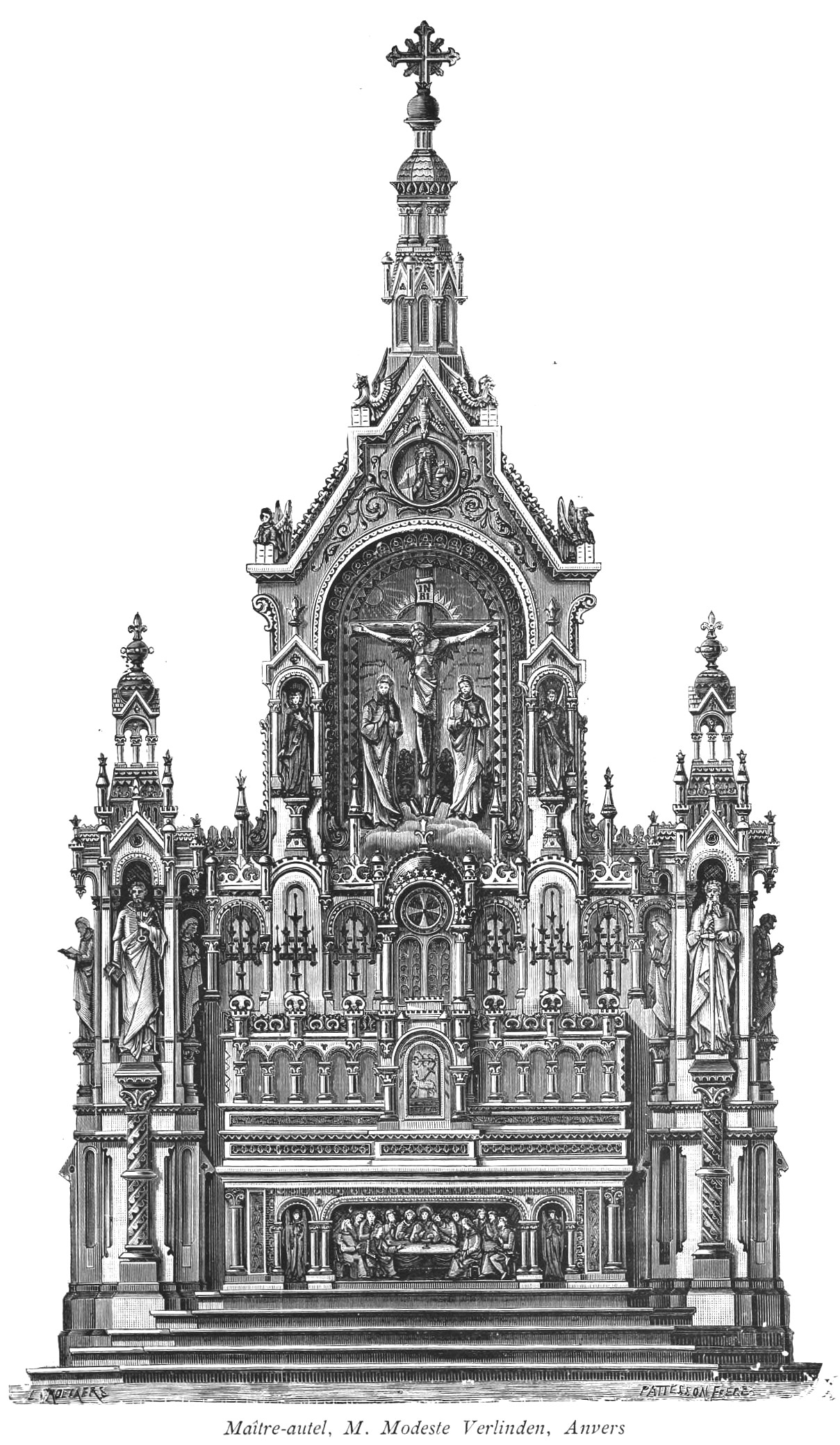
Maître-autel de l'église Saint-Maclou de Wattrelos, 1885

Vers 1890, il déménage son atelier d'Anvers à Roulers,,. Là bas, il s'associe avec plusieurs de ses fils comme l'atteste la signature "M.Verlinden et Fils, sculpteurs à Roulers, Belgique" sur un plan de maitre-autel conservé par ses descendants. 

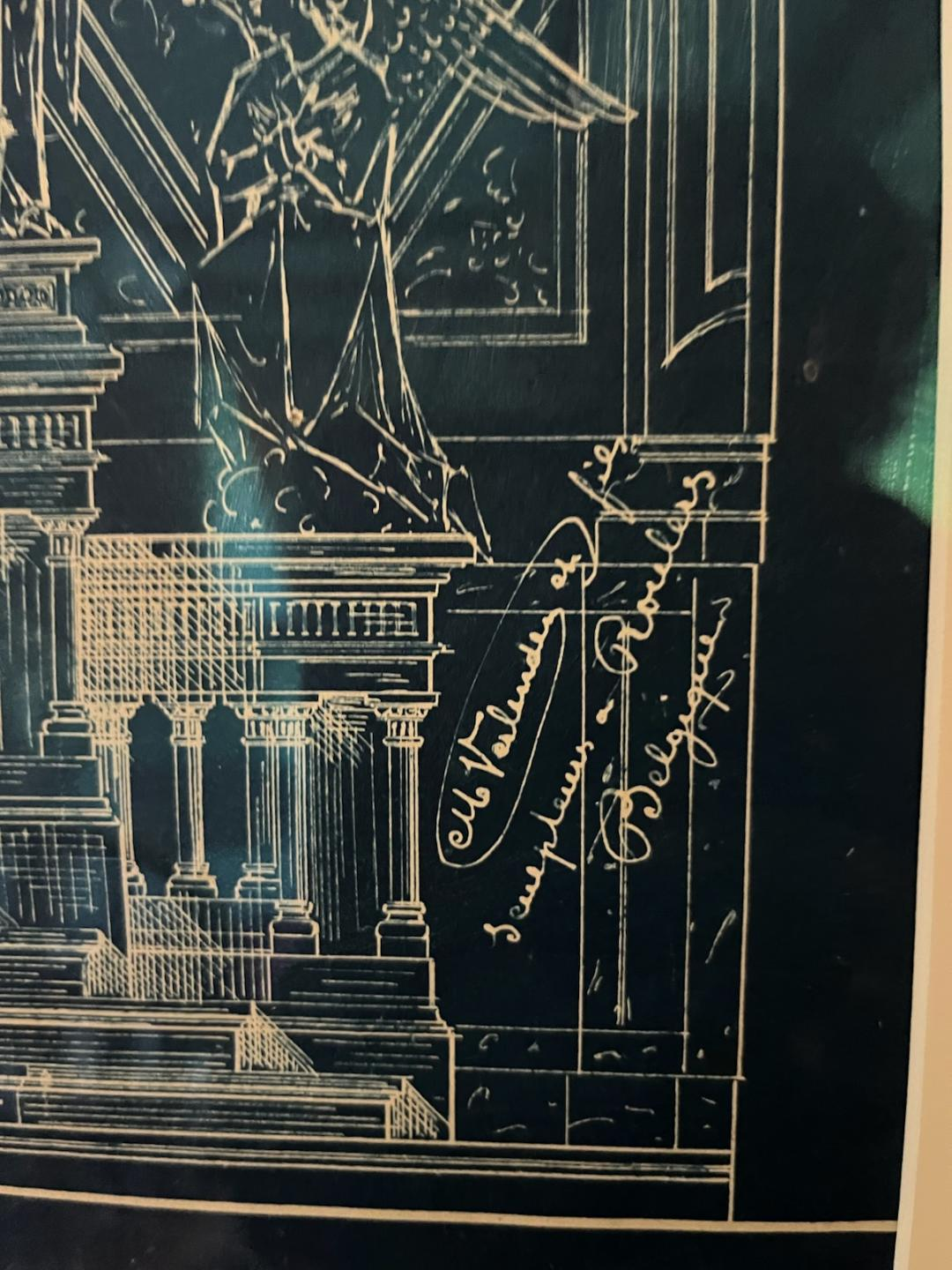
Signature M. Verlinden et Fils, Sculpteurs à Roulers, Belgique

Son entreprise, dont nous savons qu'elle était présente à Lille et à Roulers, a probablement pris le nom d' "Institut Saint-Luc d'art chrétien", dans les années 1900.

Divers projets dessinés par Verlinden
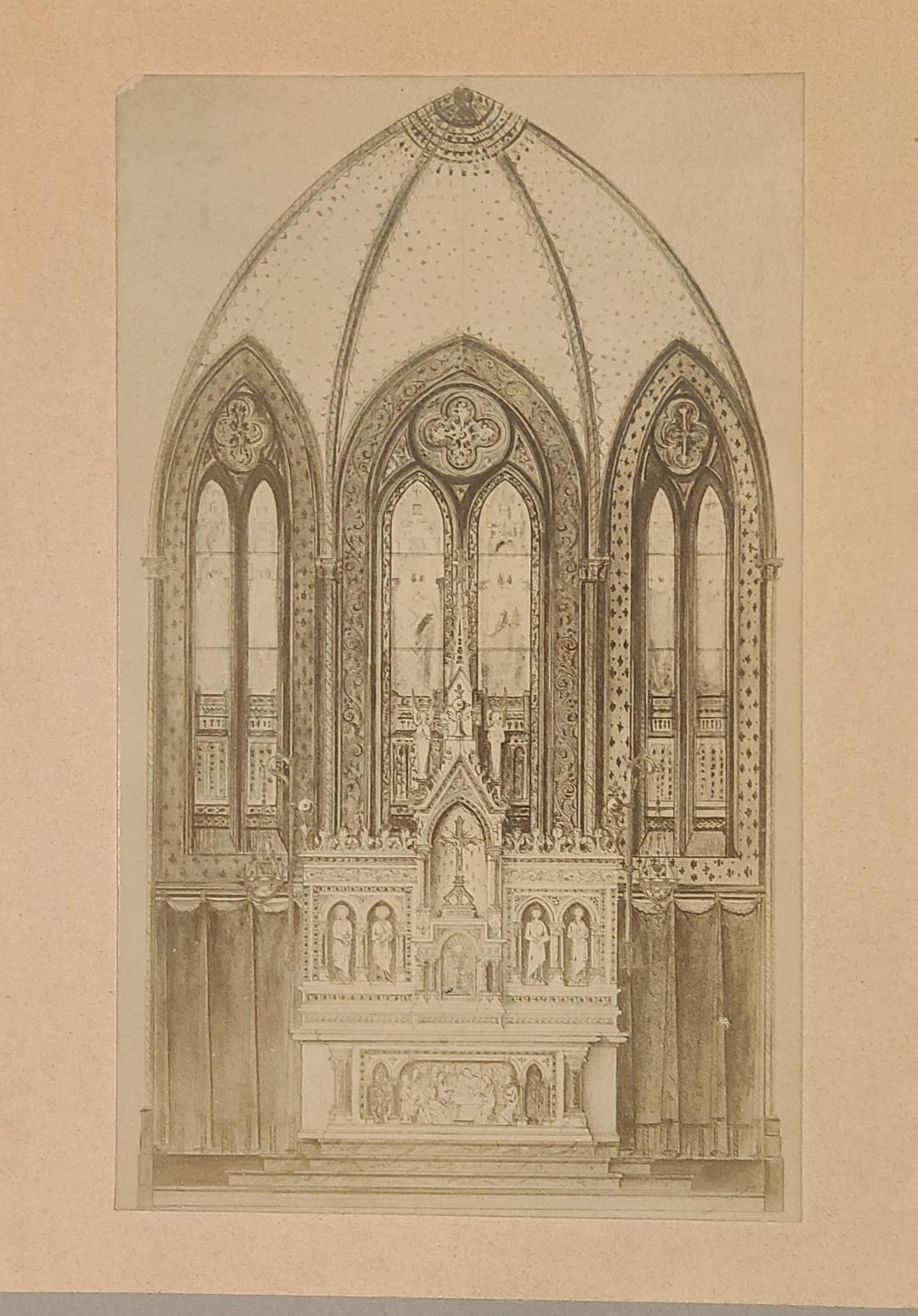
Maître-autel néogothique
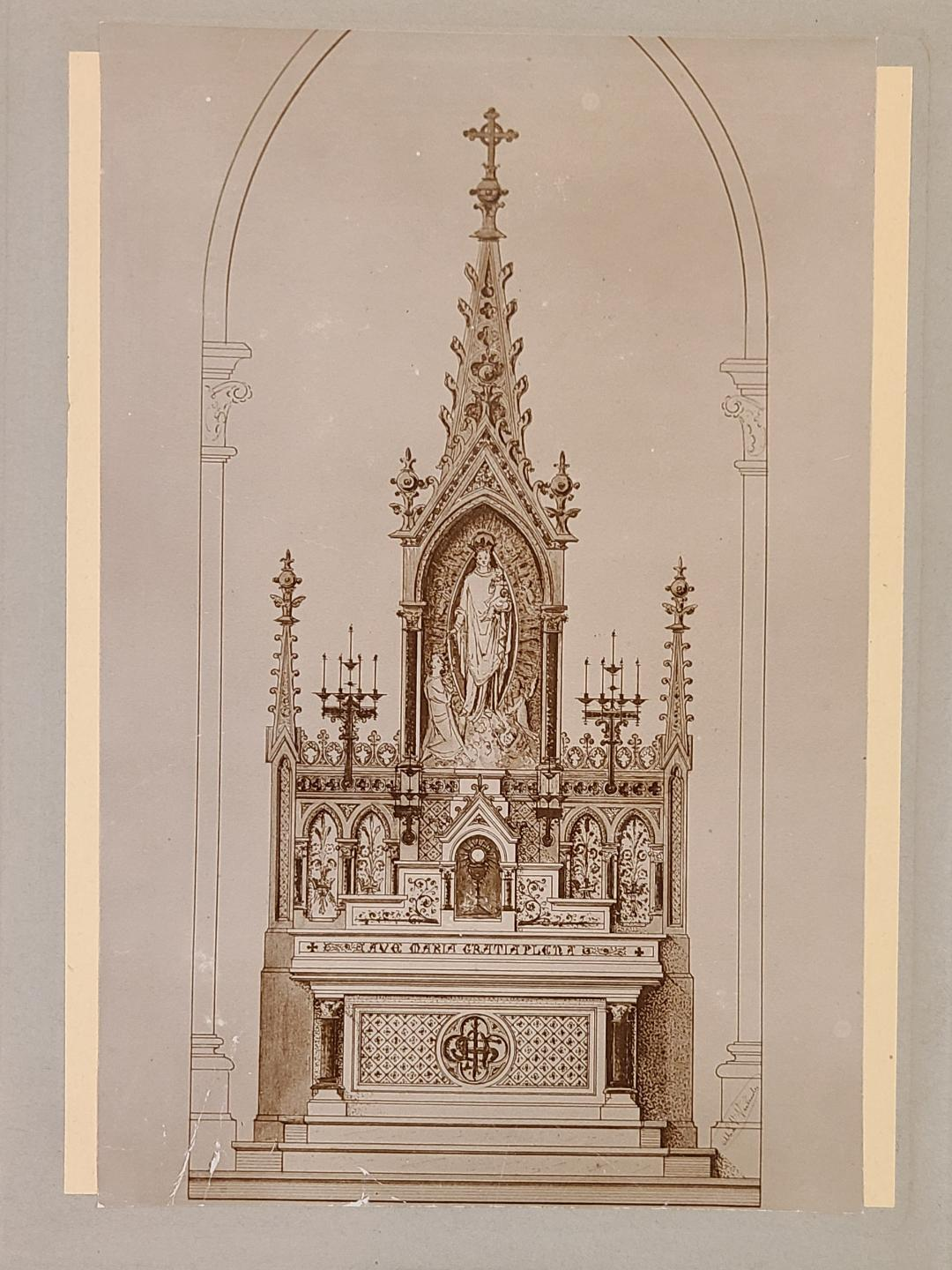
Autel néogothique
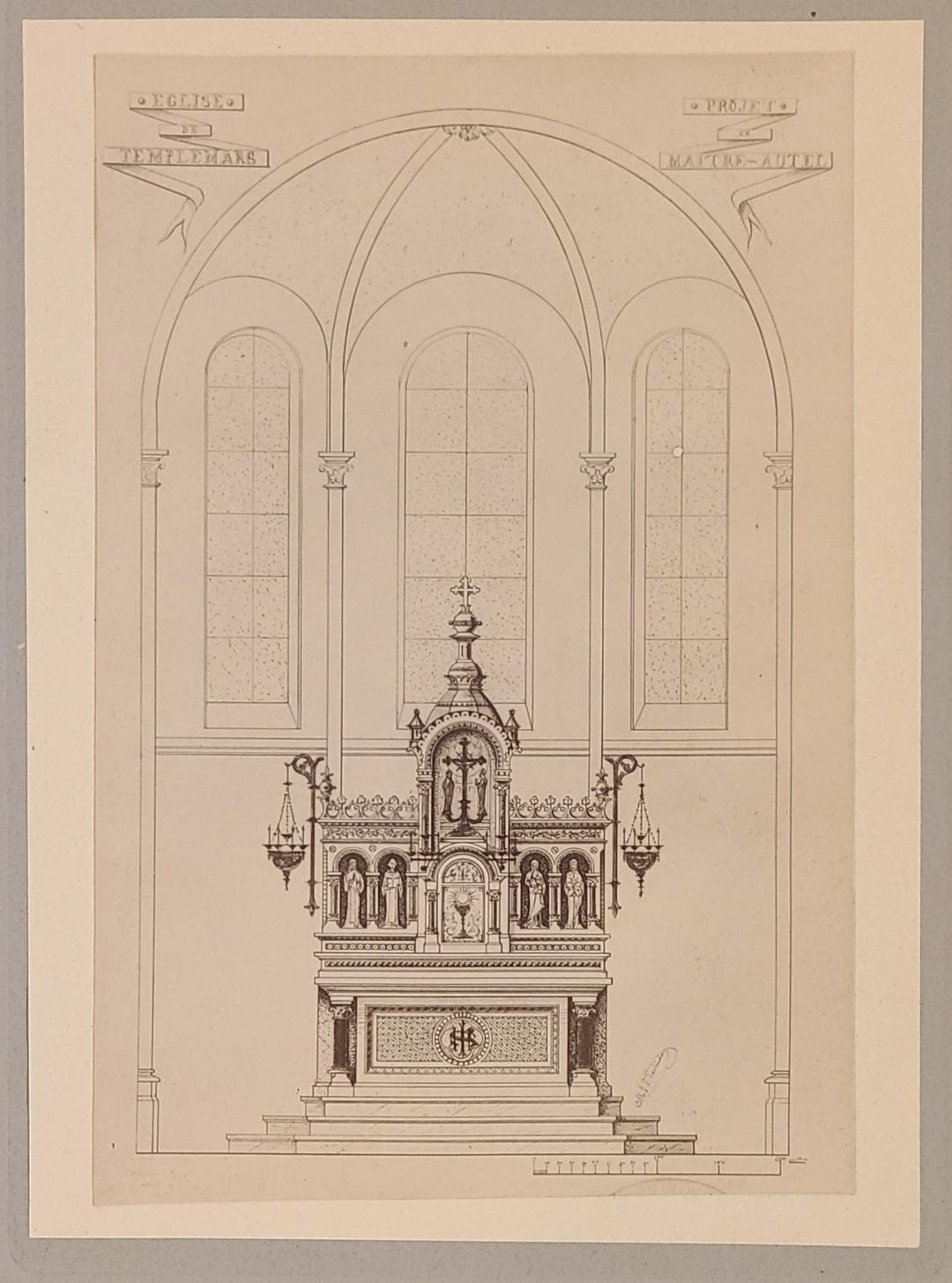
Maître-autel néoroman pour l'église de Templemars
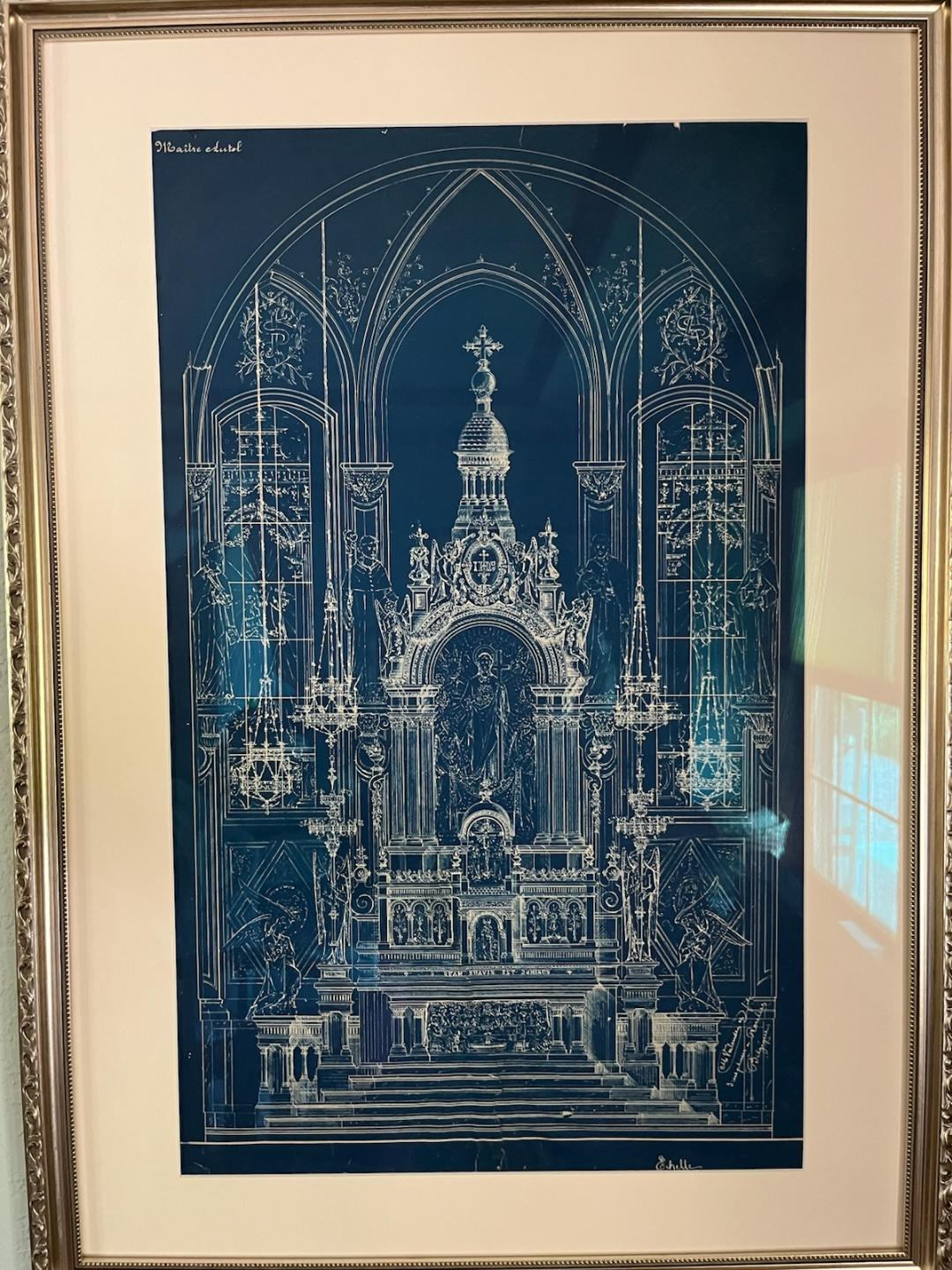
Maître-autel pour une grande église

Il est toujours actif durant cette période puisqu'il fournit un banc de communion pour l'église Saint-Piat de Roncq (1896), un autre pour l'église Saint-Joseph de Namur (1897) et une série d'autels pour l'église Saint-Piat de Roncq dans les années 1900.

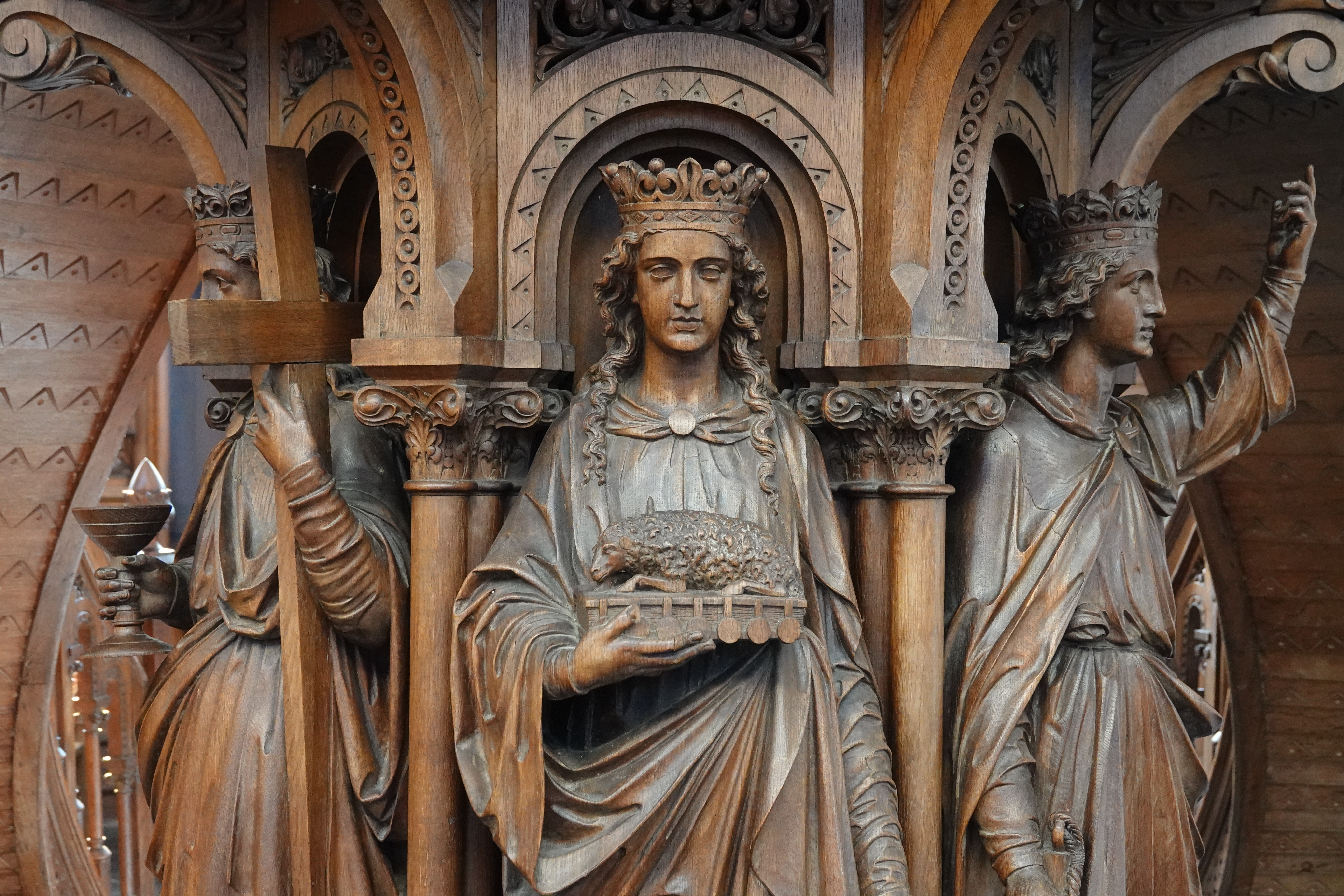
Allégorie de la Charité (entourée de la Foi et de l'Espérance), église Saint-Piat de Roncq

Il meurt le 10 juillet 1909 à Roulers où il est domicilié,.

## Descendance
Son fils ainé, Léon Antoine Urbain Verlinden, né à Cambrai en 1871, exerce à Paris la profession de marbrier au début du XXe siècle.
Son deuxième fils, Louis Victor Verlinden, né à Anvers le 30 décembre 1874, est également sculpteur.
Son troisième fils, Edmond August Verlinden, né à Anvers le 27 septembre 1881, architecte et peut être aussi sculpteur, quitte Roulers et immigre aux États-Unis en 1909. Il s'installe dans le Wisconsin et devient un important facteur d'orgue en fondant la société "Verlinden Organ Company" basée à Milwaukee,. Il meurt en 1961. 
Son plus jeune fils, Josephus Maria Pius Verlinden, né le 4 septembre 1988, lui aussi sculpteur, décède en 1913 à l'âge de 24 ans.

## Collaborations artistiques
Modeste Verlinden a souvent travaillé pour les grands architectes du Nord construisant des églises comme Charles Maillard (église Saint Piat de Roncq, église Saint-Martin de Bousbecque, église de l'Immaculée Conception de Wervicq-Sud), Louis Le Blan (église Saint-Roch de Roncq), Henri Boudin (église Saint-Calixte de Lambersart, église Notre-Dame de Lourdes de Lille-Lomme) et Paul Destombes (église Saint-Vaast de Bondues, église Saint-Nicolas de Cappelle-en-Pévèle, église Saint-Martin de Provin, église Saint-Martin de Templemars)
Il est à noter que, sur plusieurs chantiers, Modeste Verlinden s'occupe du mobilier en pierre ou en marbre tandis que Gustave Pattein réalise le mobilier en chêne. C'est le cas, par exemple, pour l'église de l'Immaculée Conception de Wervicq-Sud, l'église Saint-Calixte de Lambersart ou encore l'église Notre-Dame de Libercourt.

## Œuvres

### Style et production
Les œuvres de Verlinden sont marquées par le néoroman et les styles néo médiévaux alors en vogue à l'époque. Néanmoins, la physionomie des personnages reste réaliste et naturaliste. Quand ils sont sculptés sur bois, les plis des vêtements sont particulièrement abondants et complexes. Les meubles produits sont d'une grande richesse et reflète le goût des catholiques du Nord de la France et de la Belgique pour des églises richement décorées de boiserie, de marbres divers, de statues, etc...

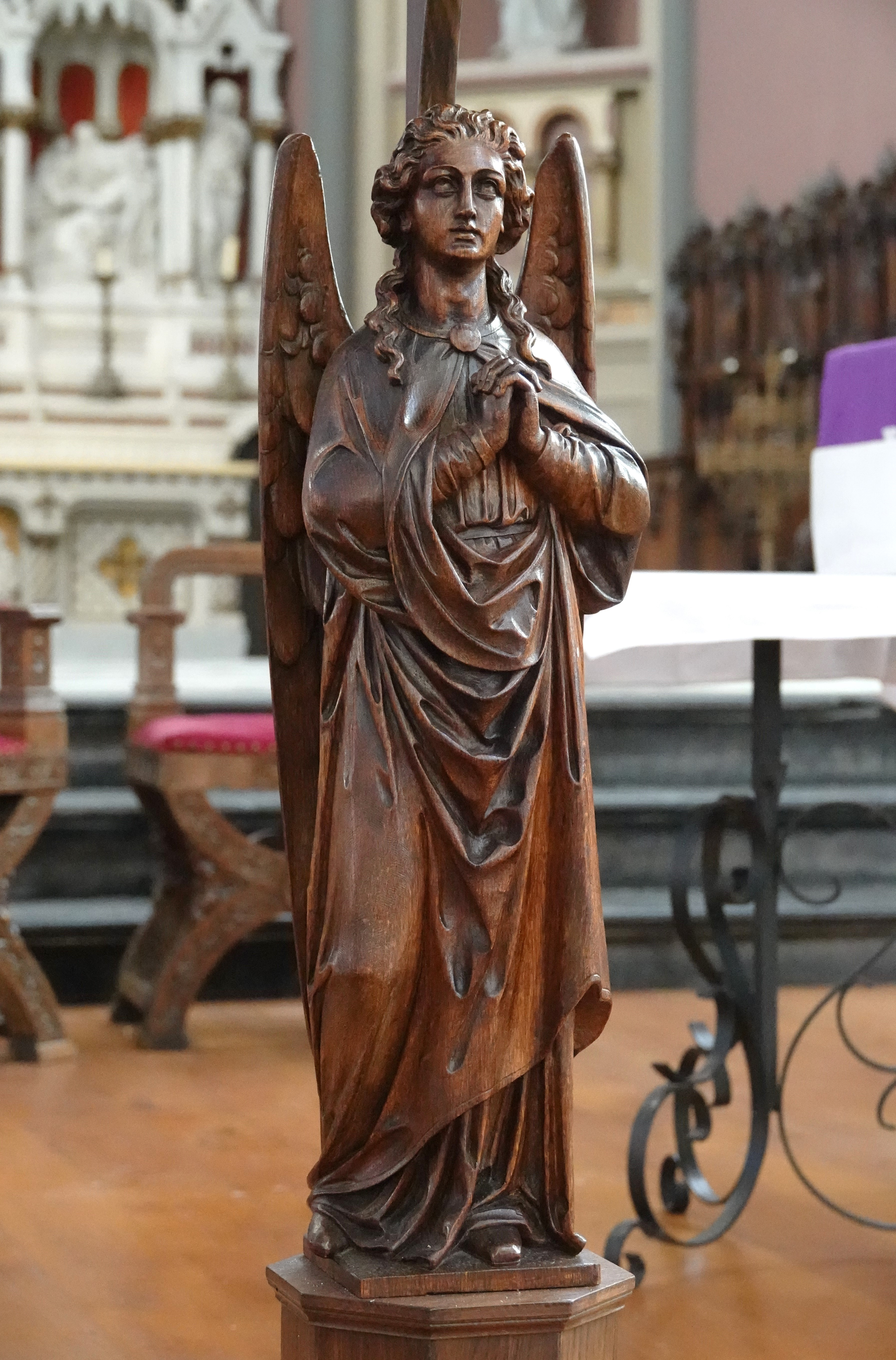
Ange en chêne dans l'église Saint-Piat de Roncq

Une publicité distribuée en 1885 durant l'Exposition universelle d'Anvers mentionne les matériaux travaillés : bois, pierre, marbre et bronze.

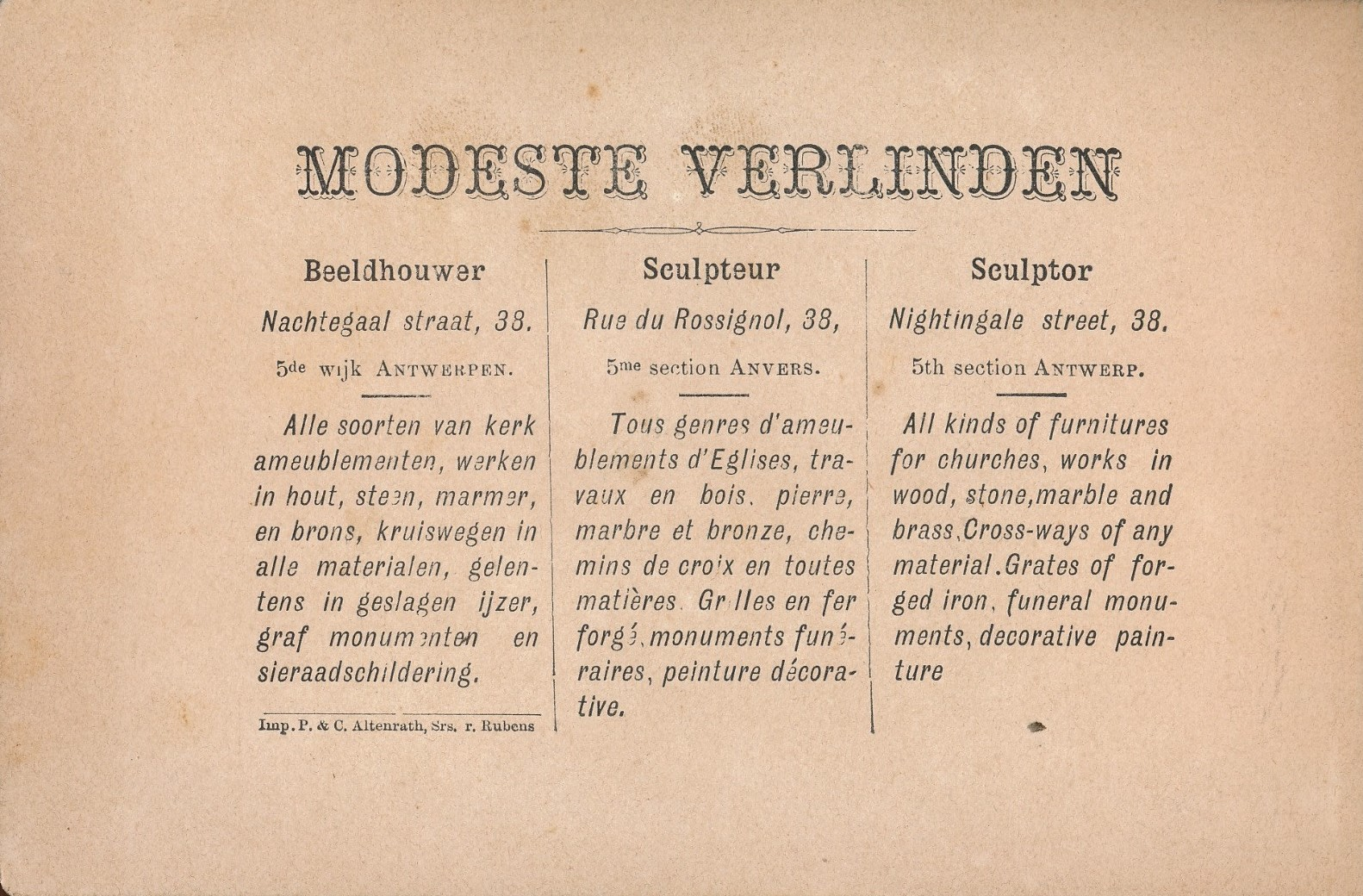
carte publicitaire (1885)

Il est à noter que de nombreux ateliers de sculptures et d'ébénisterie sont présents dans le Nord de la France et la Belgique à cette époque. Nous pouvons citer l'atelier de Charles Buisine-Rigot à Lille, l'atelier de Clermont Collesson à Wormhout, l'atelier de Gustave Pattein à Hazebrouck, l'atelier de Charles Debert à Bailleul, l'atelier de Léopold Lefebvre à Beuvry (Atelier Lefebvre Lenclos) ou encore l'atelier de Clément Carbon à Anvers.

### Liste d'œuvres non exhaustive (par ordre alphabétique des villes)
- Airaines, église Saint-Denis
  - autel de Saint-Roch (1897)[15], en marbre de diverses couleurs et avec retable
- Annœullin, église du Sacré-Cœur (vers 1901)
  - maître-autel en marbre
  - autel de Notre-Dame de Lourdes en marbre
  - autel de Saint Joseph en marbre

Modeste Verlinden et ses fils sont aussi potentiellement les auteurs du reste du mobilier dont la chaire transformée en ambon au XXe siècle. Les statues garnissant les autels sont des œuvres de série, peut-être fournies par Verlinden.
- Anvers (Deurne) cimetière de l'église Saint Frédégand (Sint-Fredegandus Kerk)
  - Stèle funéraire d'Adrianus Van Beynen (1883)[25],[26]
- Armentières, église Notre-Dame-du-Sacré-Coeur (vers 1879)
  - Maître-autel
  - Autel du Sacré-Cœur
  - Chaire (détruite)

Modeste a pu réaliser d'autres éléments de mobilier pour cette église. Cette dernière a été fortement endommagée par la Première Guerre mondiale. Des éléments ont été récupérés et incorporés au mobilier de l'église reconstruite. Ainsi le tombeau du maître-autel a été réutilisé comme tombeau pour le nouveau maître-autel. Le relief représentant la Cène sur l'autel du Sacré-Cœur se trouve désormais en façade du nouveau maître-autel.
- Bousbecque, église Saint-Martin
  - chemin de croix (1887)[27]

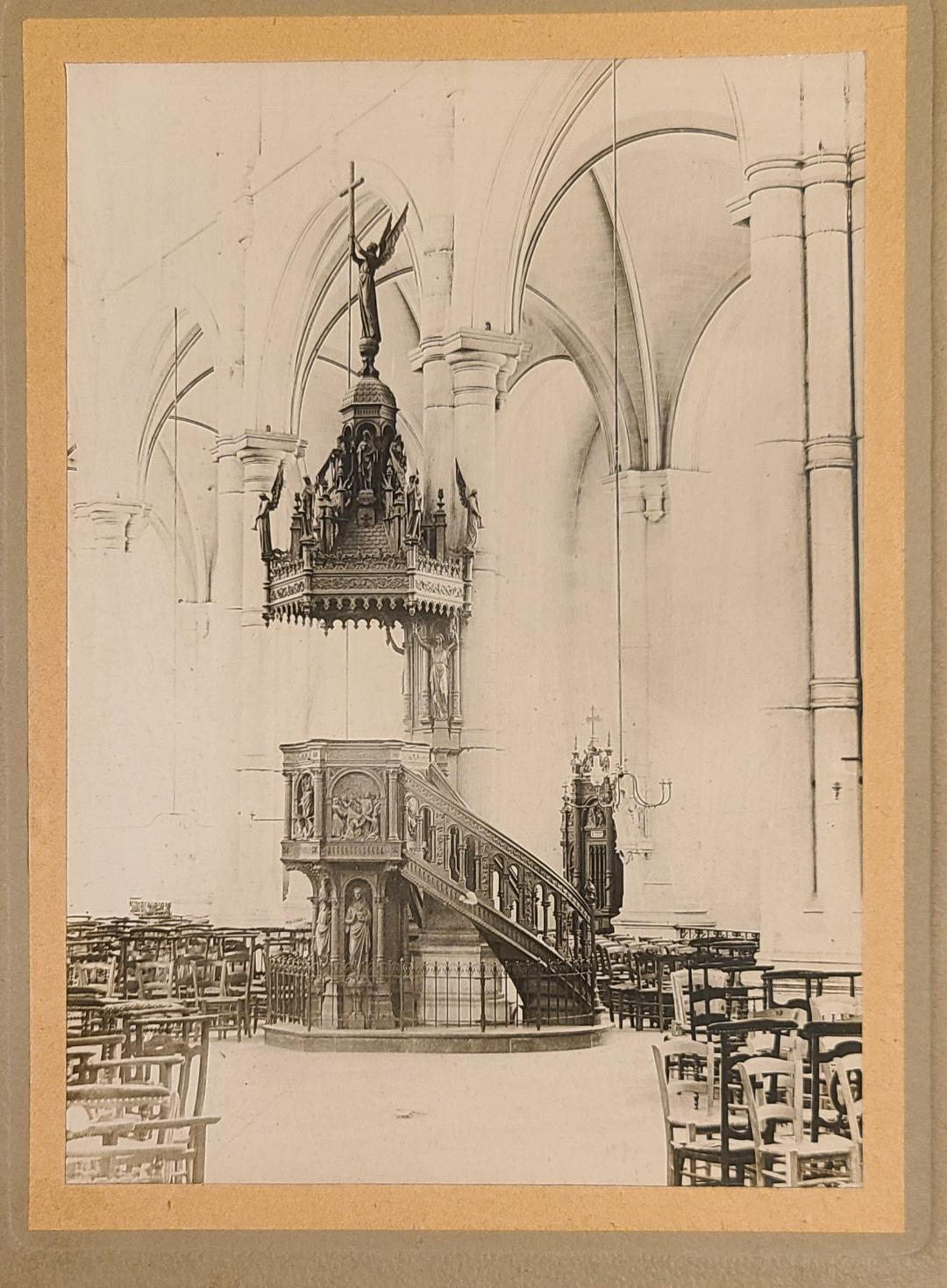
Chaire de l'église Notre-Dame-du-Sacré-Cœur d'Armentières (détruite)

  - maître-autel en marbre et bronze doré (retable aujourd'hui disparu)

Maître-Autel de l'église de Bousbecque
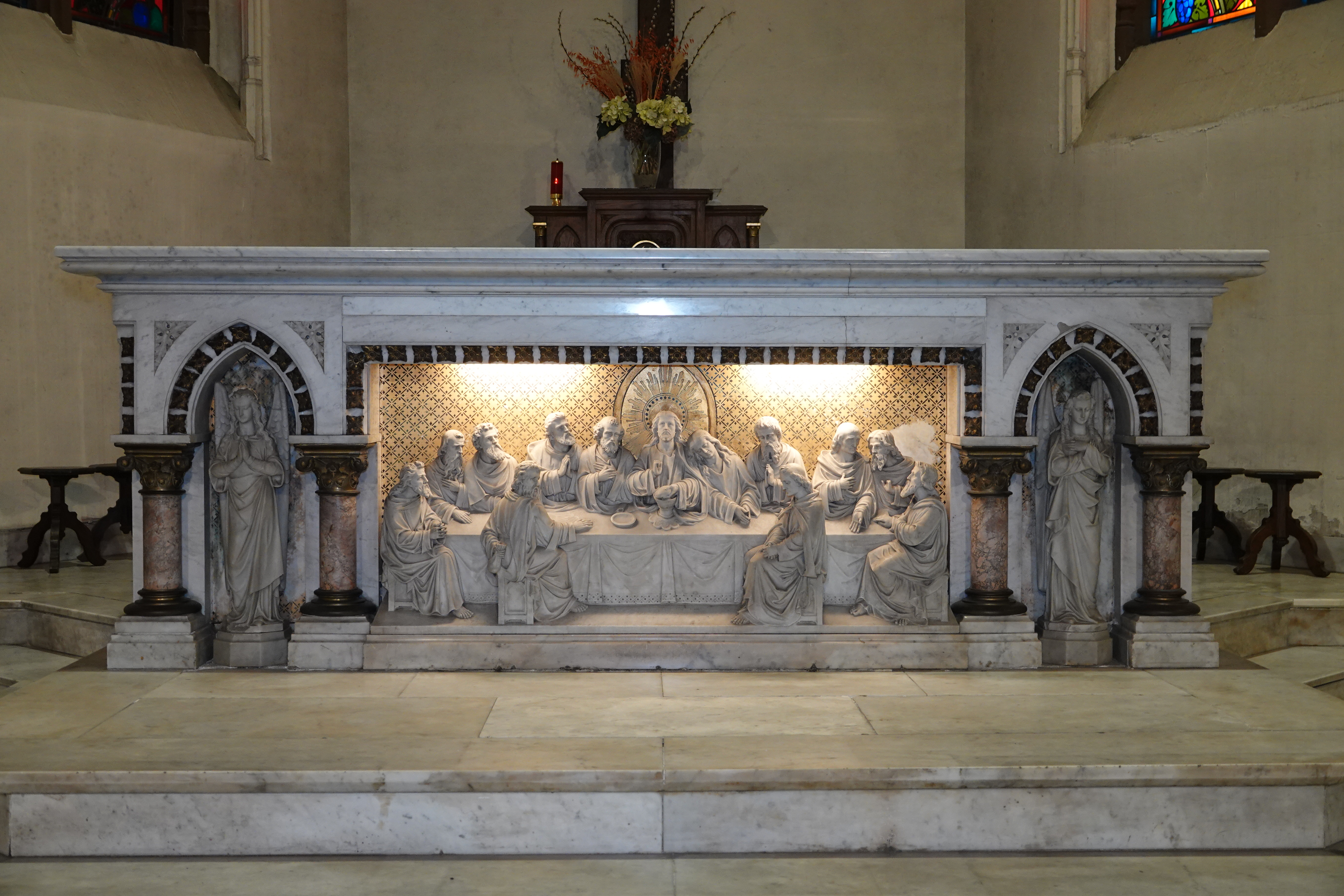
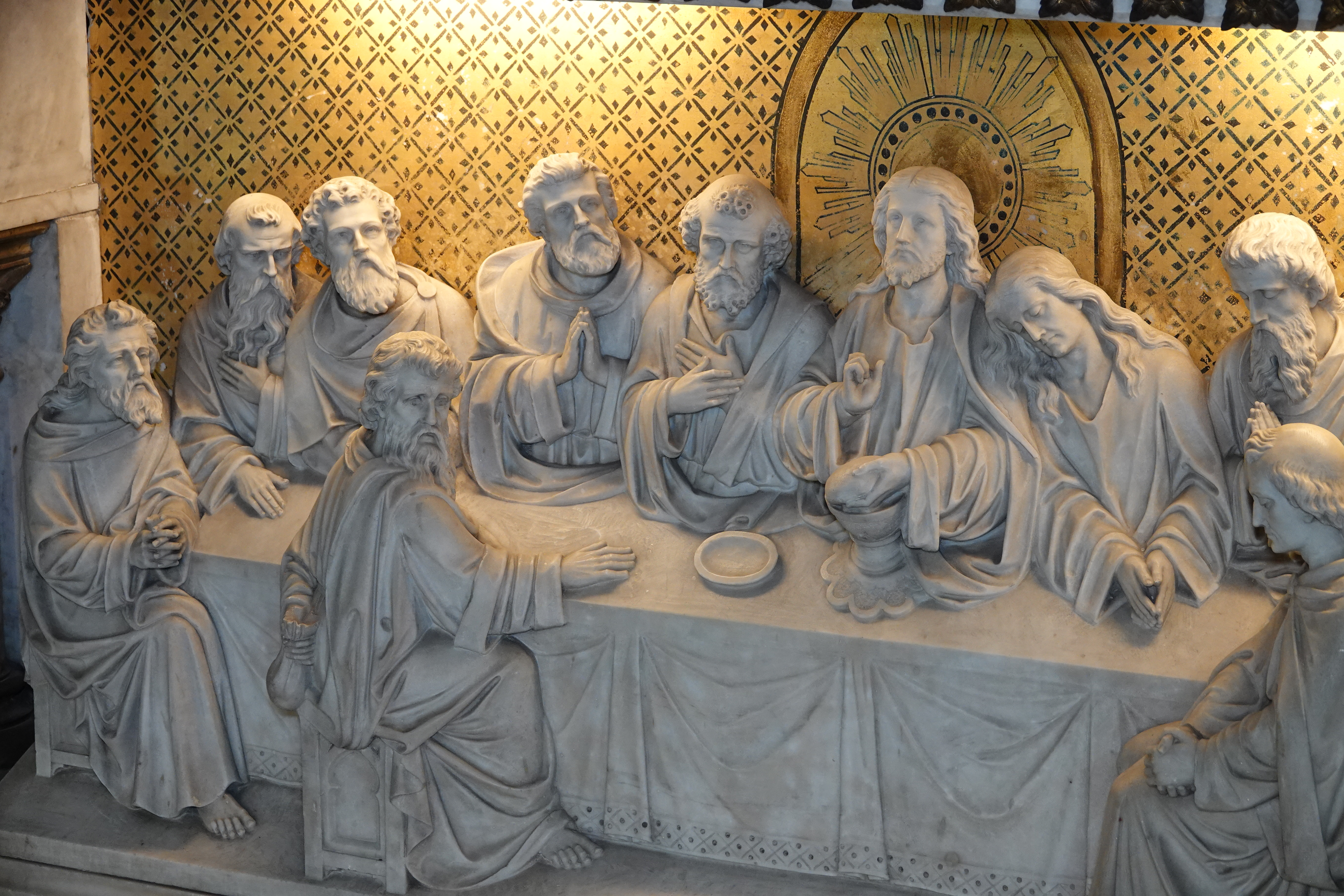
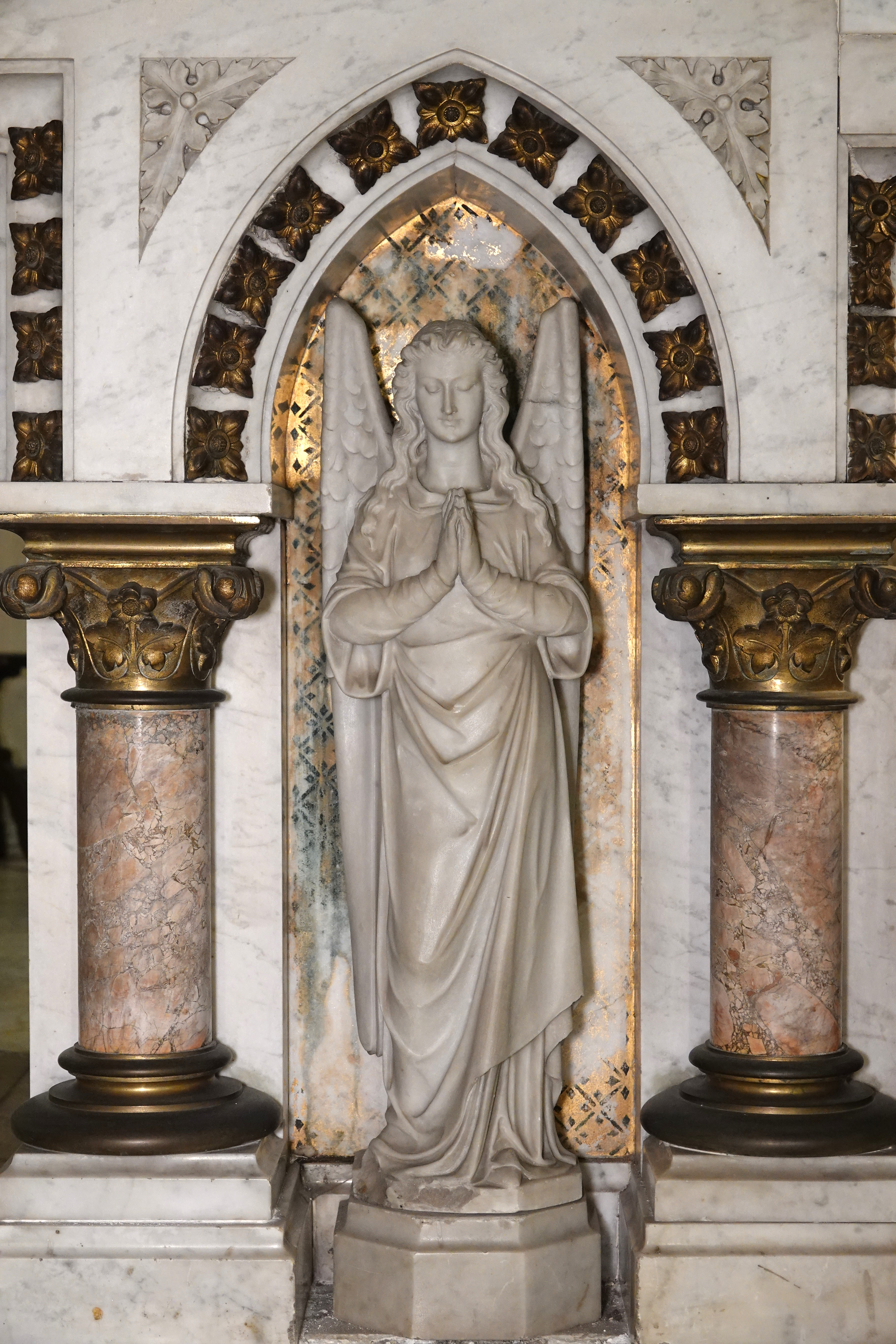
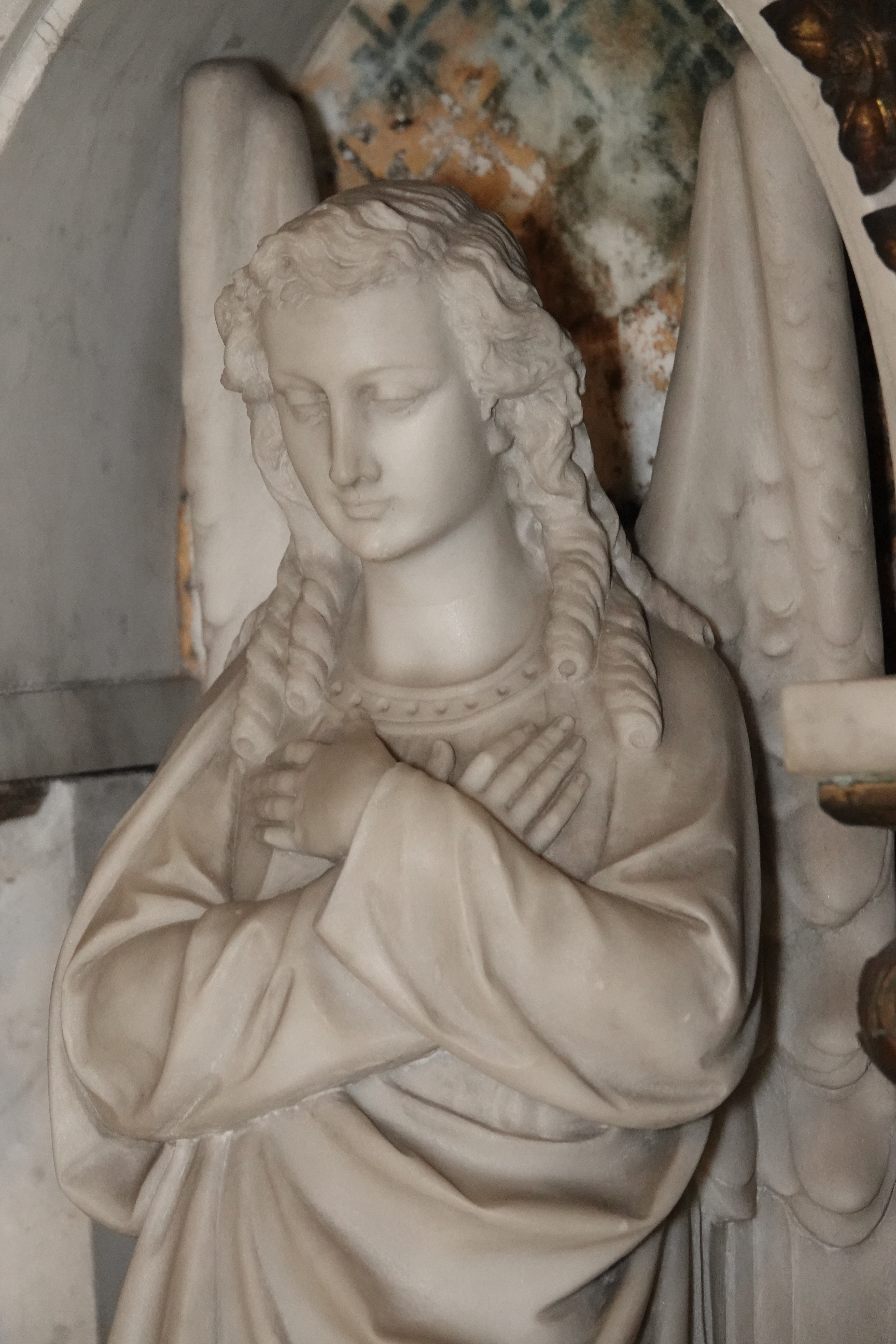

- Bondues, église Saint-Vaast
  - maître-autel
  - deux autels latéraux
  - fonts baptismaux et grilles associées
  - stalles
  - banc de communion
  - chaire (détruite au XXe siècle et transformée en colonne, autel principal et ambon)

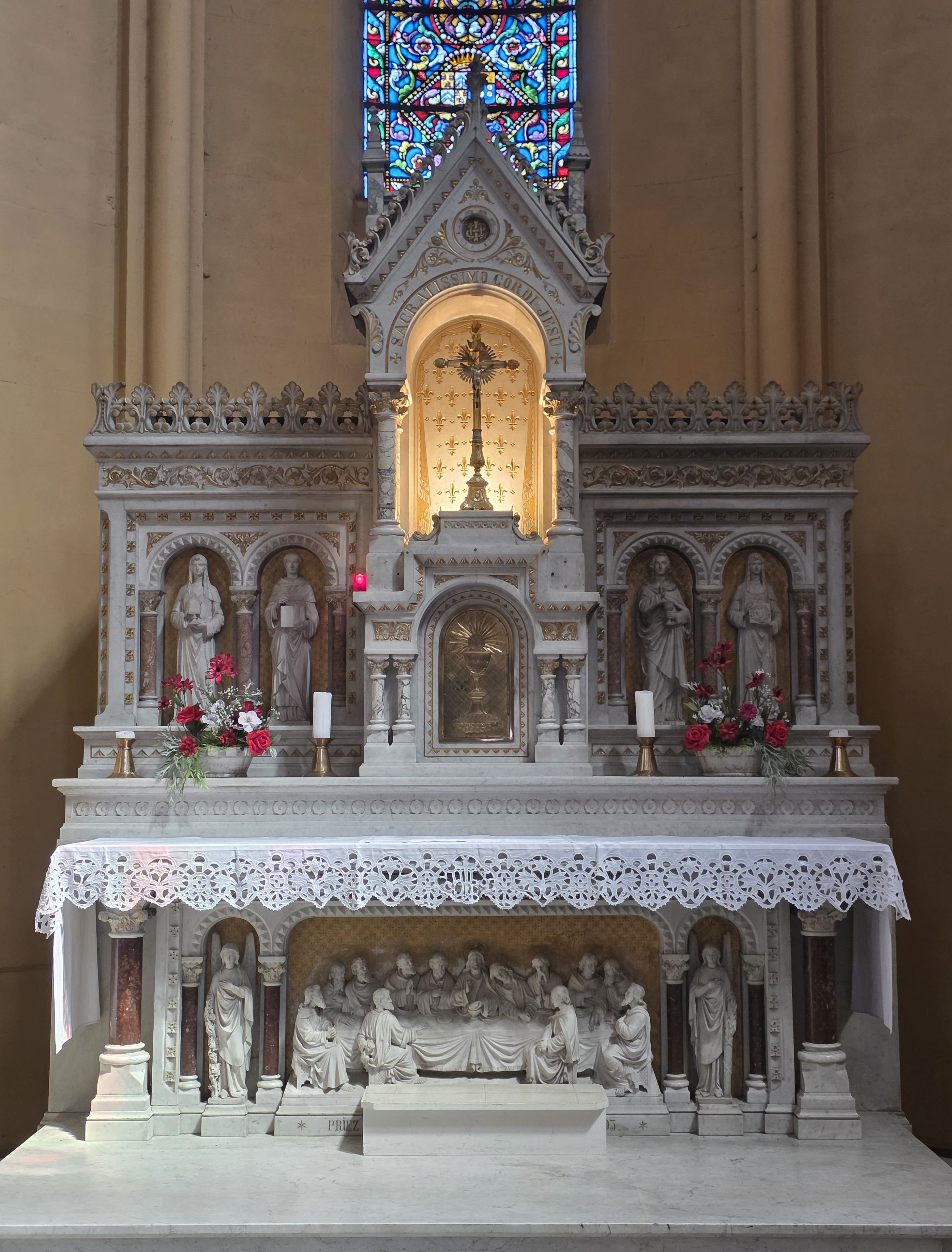
Maître-Autel de l'église Saint-Vaast de Bondues

- Cappelle-en-Pévèle, église Saint-Nicolas
  - trois autels[28]
  - baptistère[28]
  - chaire[28]
  - banc de communion[28]
- Dechy, église Saint-Amand
  - maître-autel
  - autels latéraux
  - autel de la pietà
  - fonts baptismaux et grilles associées

Modeste a pu réaliser d'autres éléments de mobilier pour cette église construite en 1894. Une étude reste à mener.
- Douai, église Notre-Dame
  - autel de Notre-Dame du Rosaire, dit aussi autel du Rosaire (détruit).
  - chaire (détruite)

Mobilier pour l'église de Notre-Dame de Douai (clichés datant de 1893)
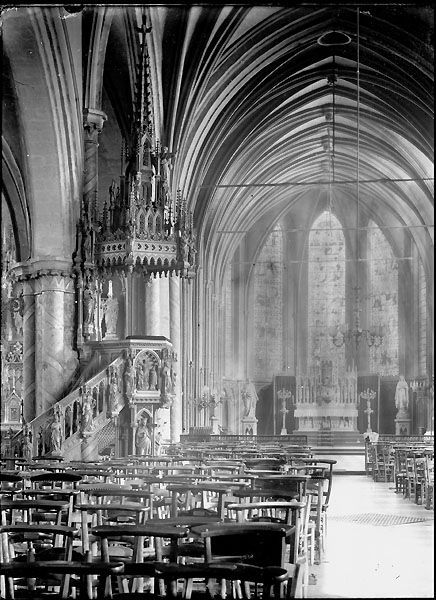
chaire
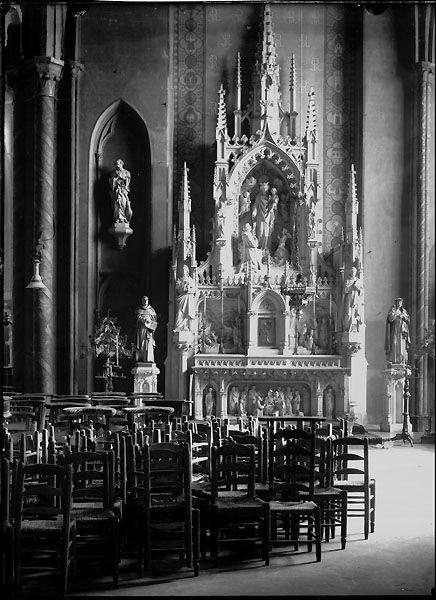
autel du rosaire

L'église Notre-Dame de Douai est très endommagée en 1944. Les clichés de 1893 montre une chaire proche de celle de Saint-Piat de Roncq mais en style gothique. 
- Douai, église Saint-Jacques
  - mausolée de Monseigneur Bataille adossé au maître-autel (1879-1881)[29],[30],[31]
- Hersin-Coupigny, église Saint-Martin
  - maître-autel en chêne et marbre. Une inscription dédicatoire à l'arrière mentionne qu'il a été bâti à Roulers en 1892.
- Lambersart, église Saint Calixte
  - maître-autel en marbre et bronze doré
  - autel de la Vierge en marbre et bronze doré

L'autel de la Vierge comprenait autrefois un retable en chêne qui a disparu

Maître-autel de l'église Saint-Calixte de Lambersart
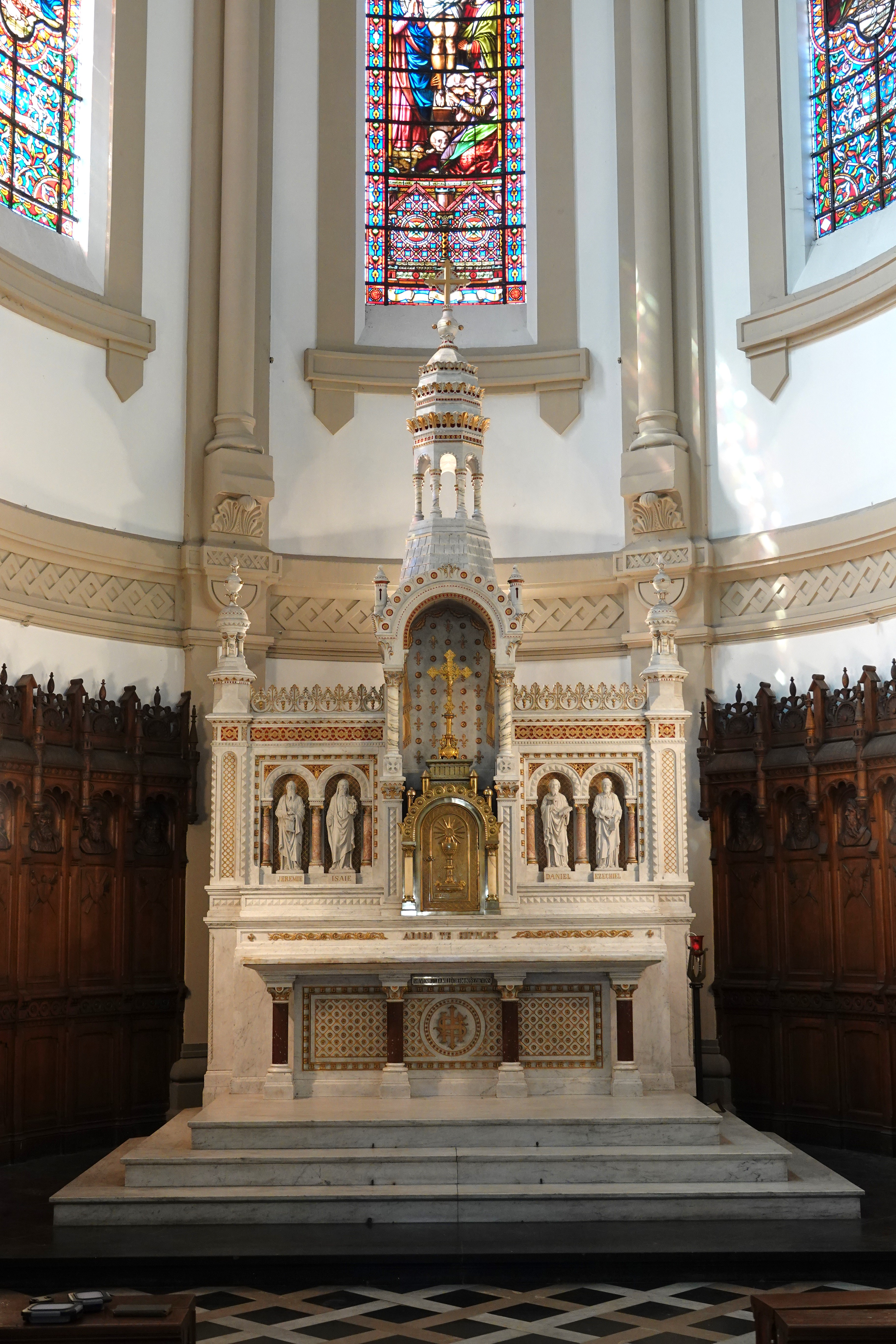
Maître-Autel
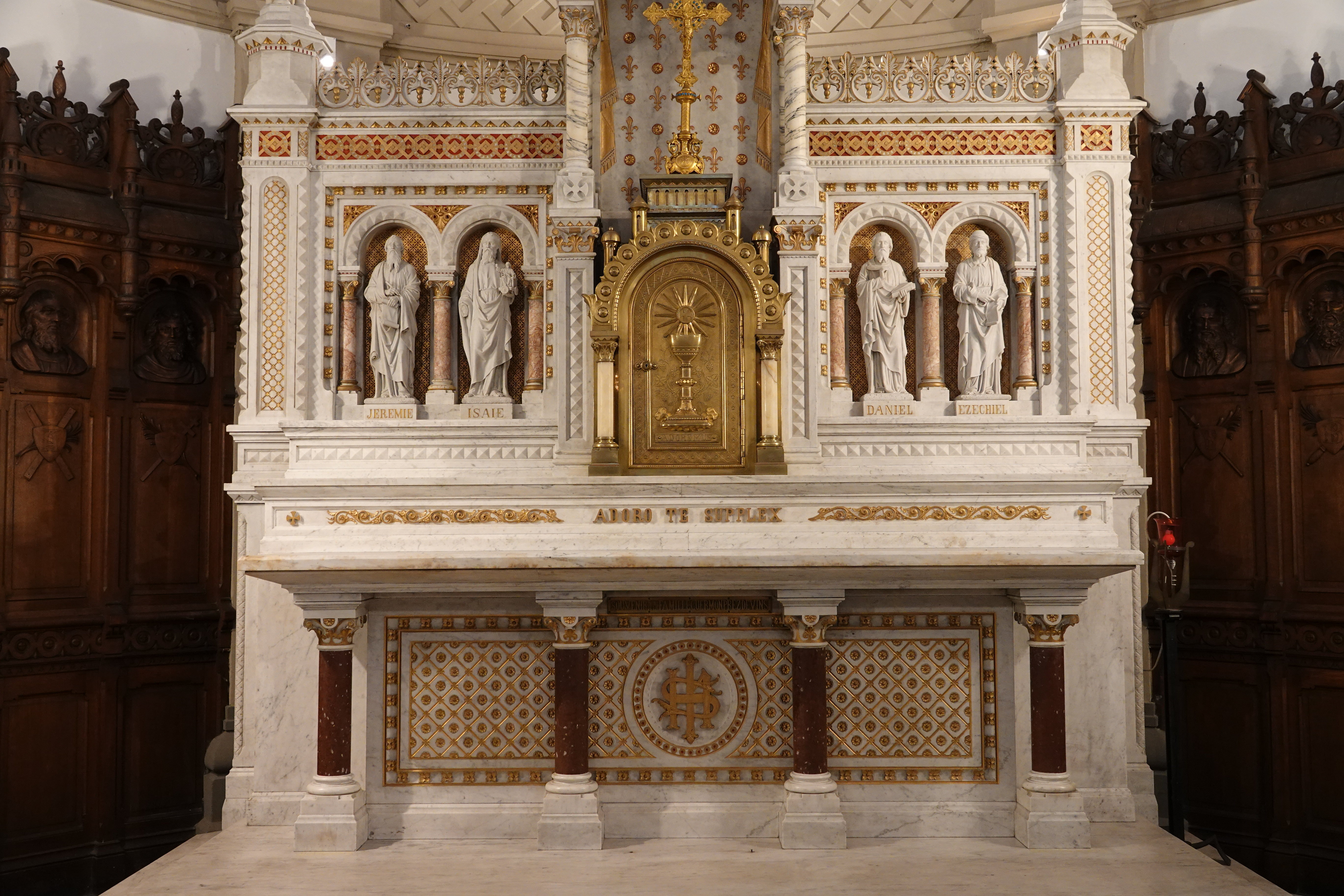
Maître-Autel (détail)
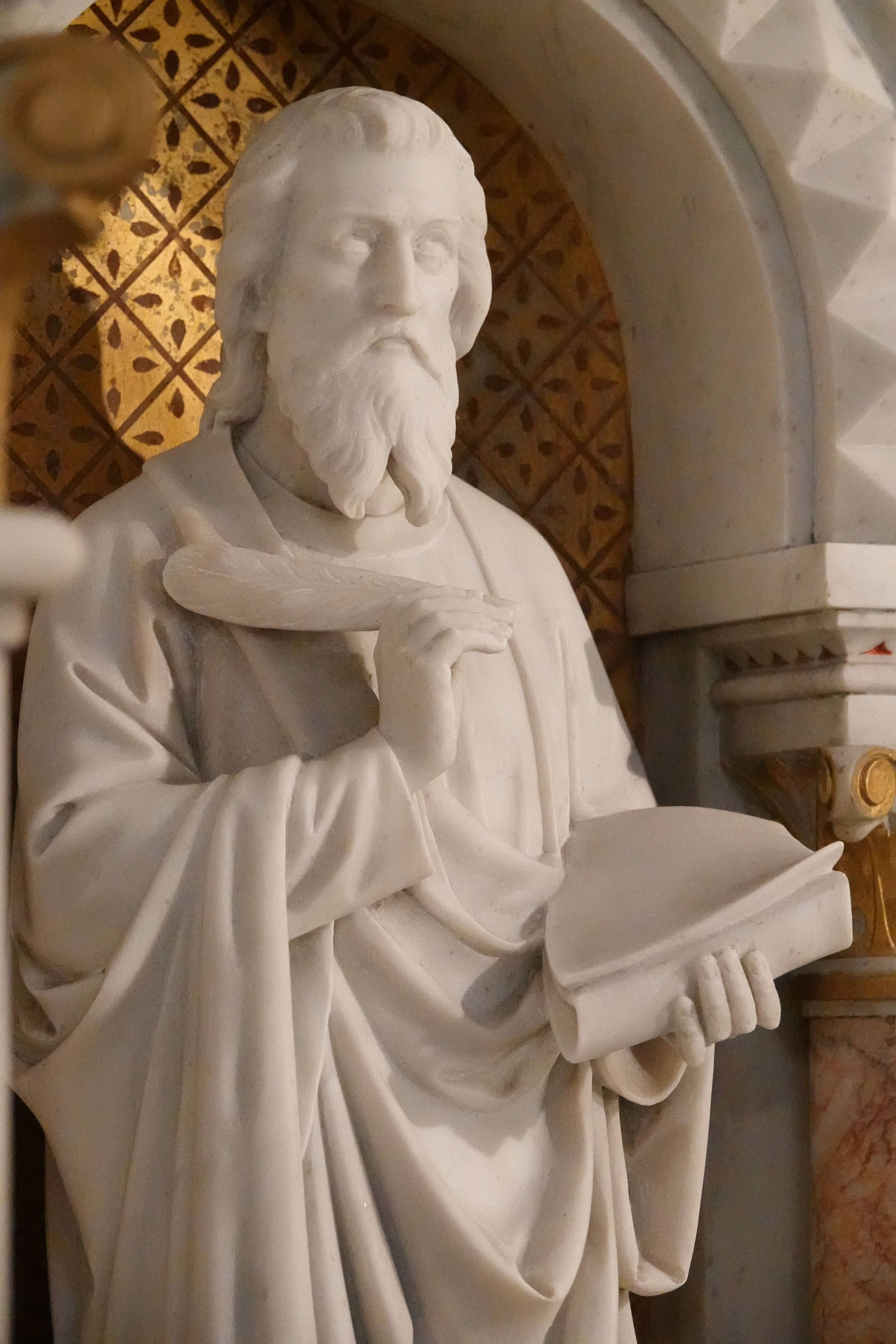
Prophète Daniel
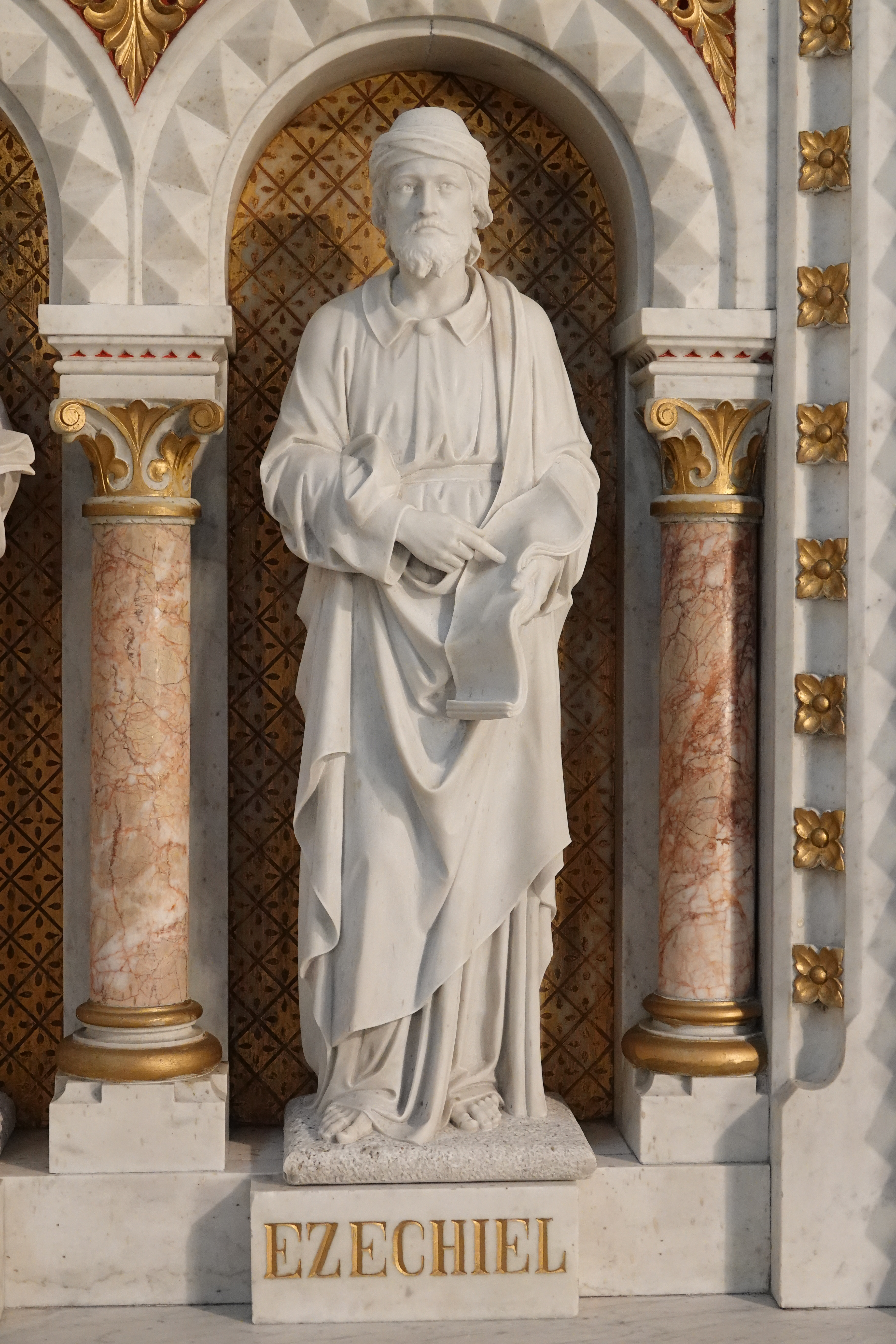
Prophète Ezéchiel
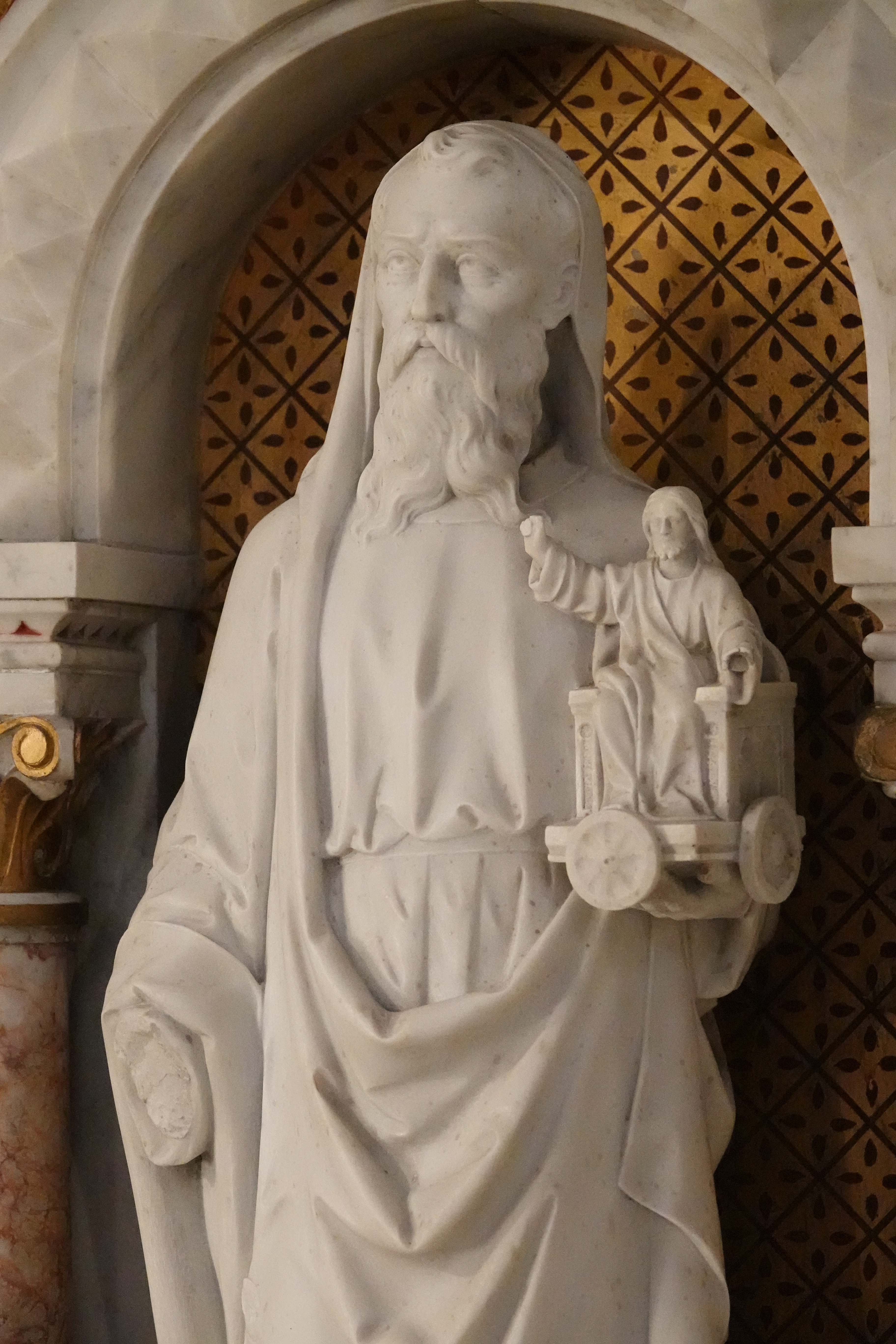
Prophète Isaïe
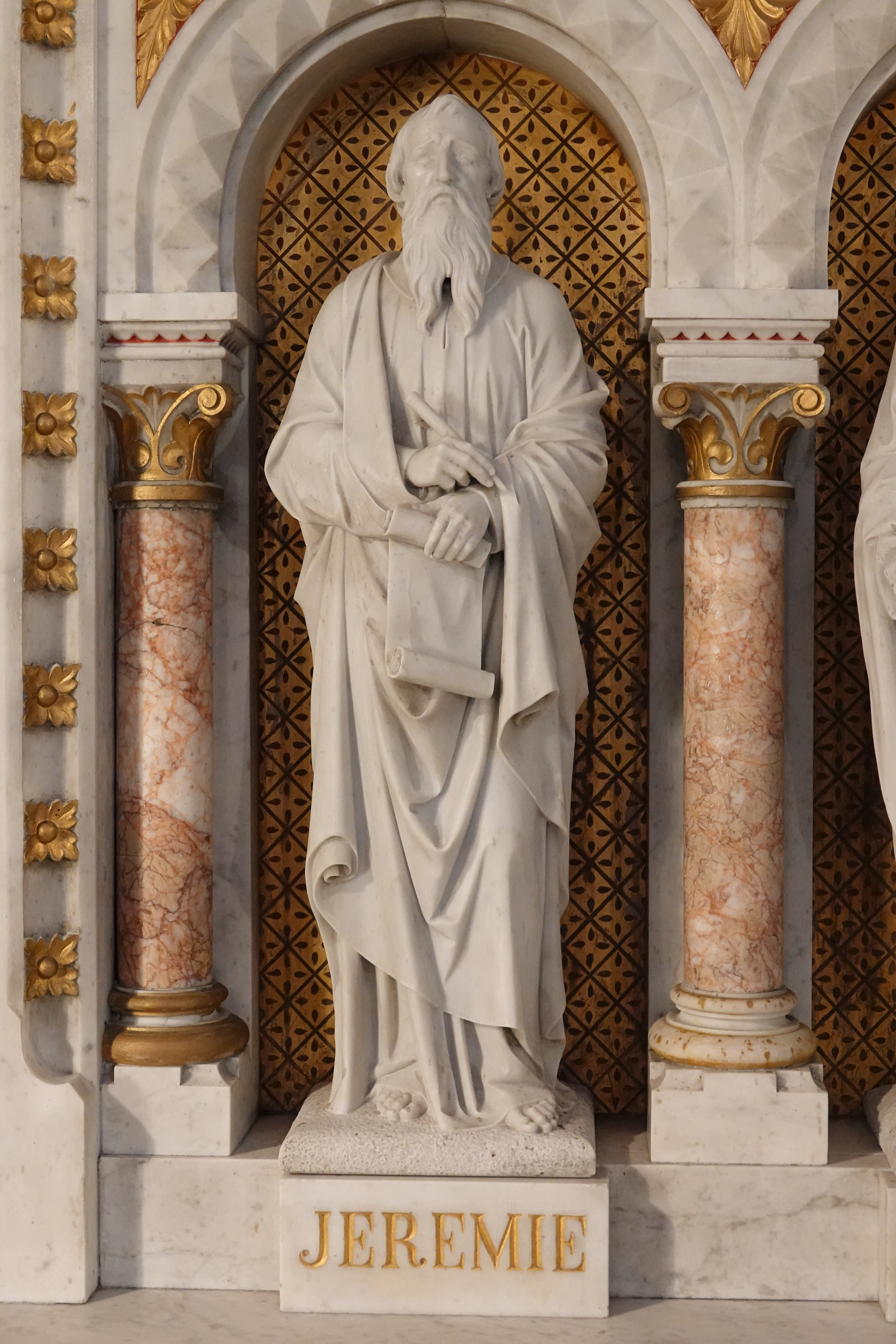
Prophète Jérémie

- Libercourt, église Notre-Dame
  - Maître-Autel en pierre
  - Autel de Saint Joseph en pierre
  - Autel du Sacré-Cœur en pierre
  - Stations du Chemin de Croix
  - Deux bénitiers muraux en marbre autour de la grande porte

Mobilier de l'Église Notre-Dame de Libercourt
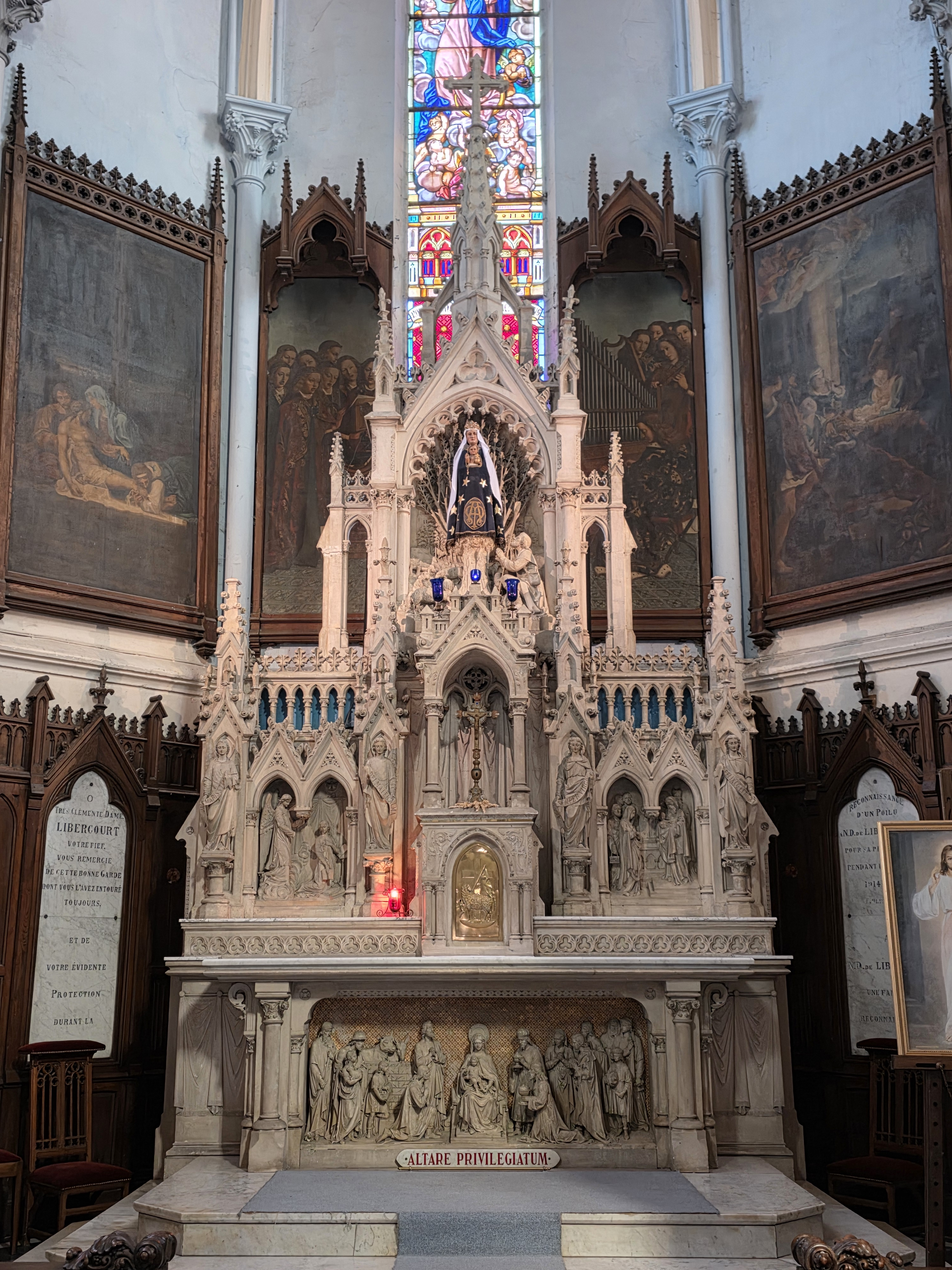
Maître-autel
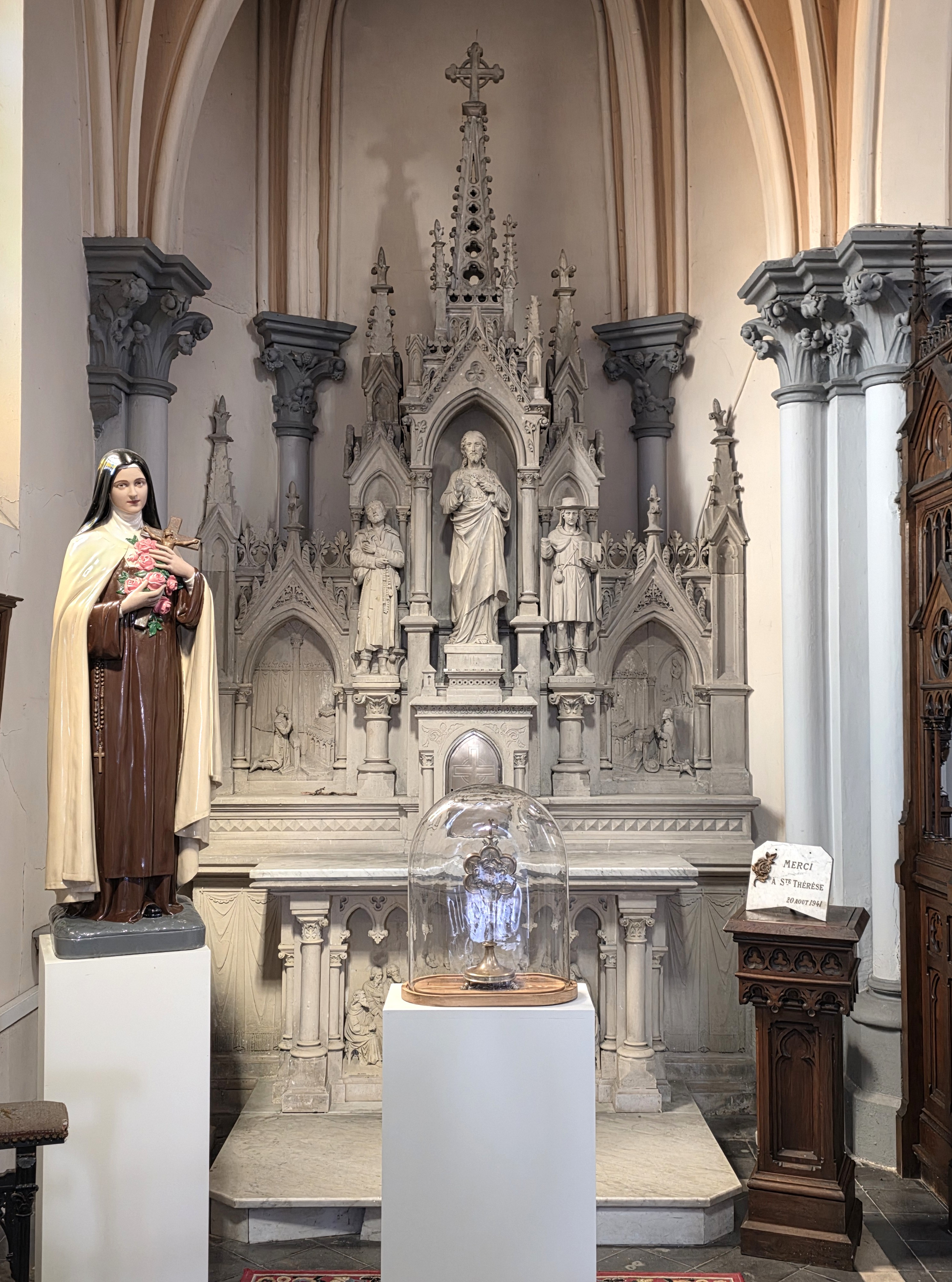
Autel du Sacré-Coeur
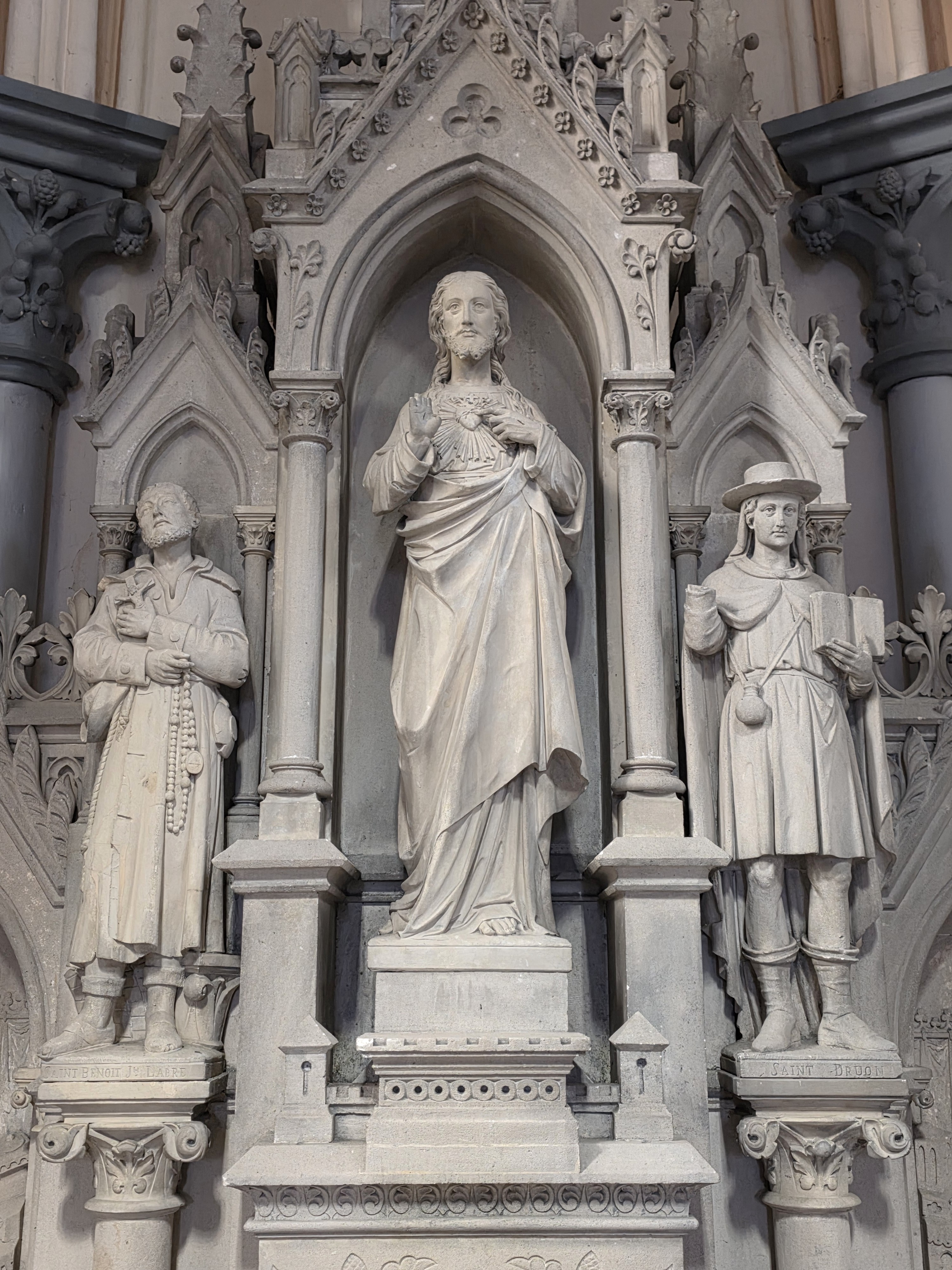
Statues du Sacré-Cœur, de Saint Benoît Labre et de Saint Druon
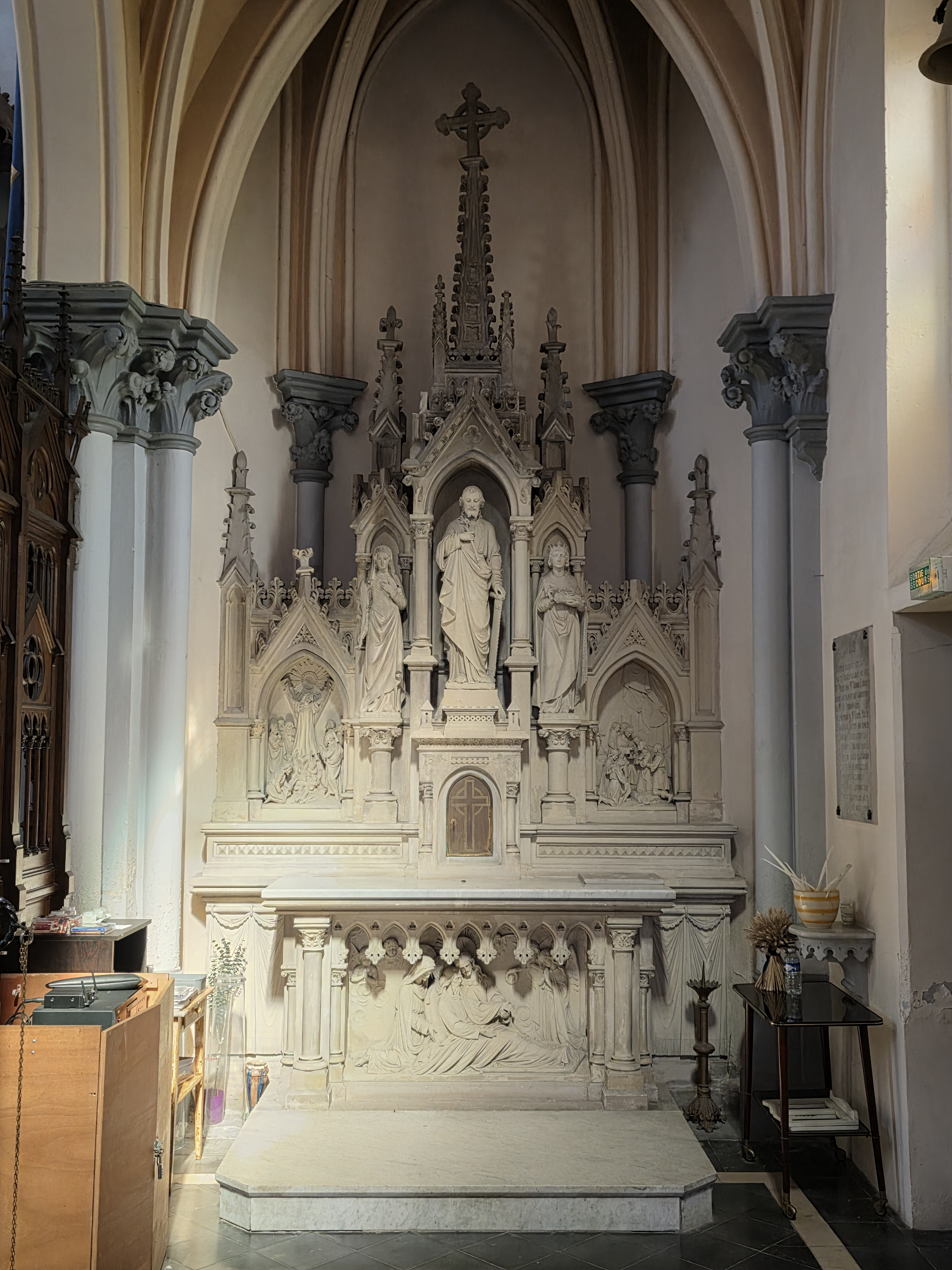
Autel de Saint Joseph
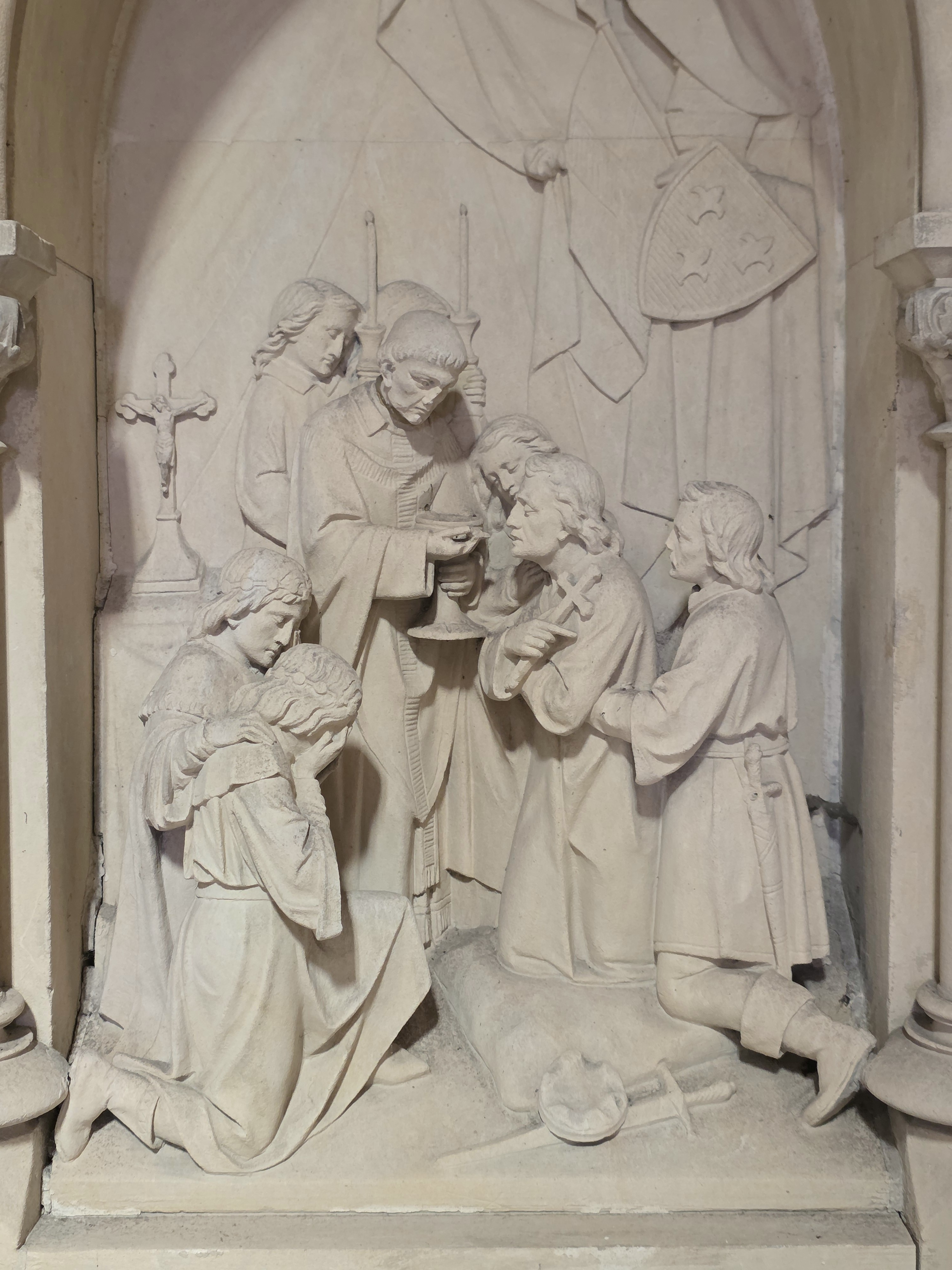
Relief "Communion de Saint Louis"
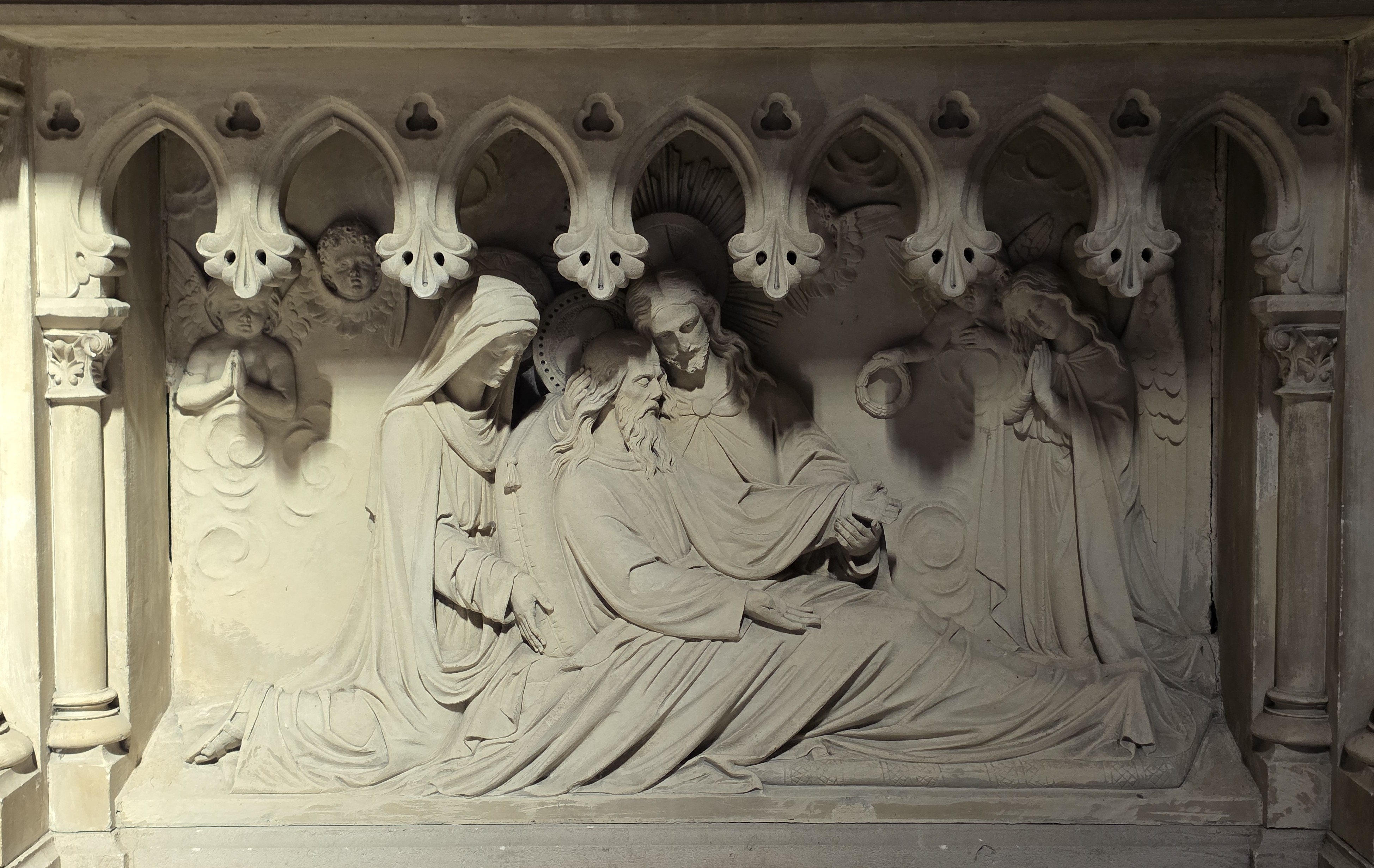
Relief "Mort de Saint Joseph"
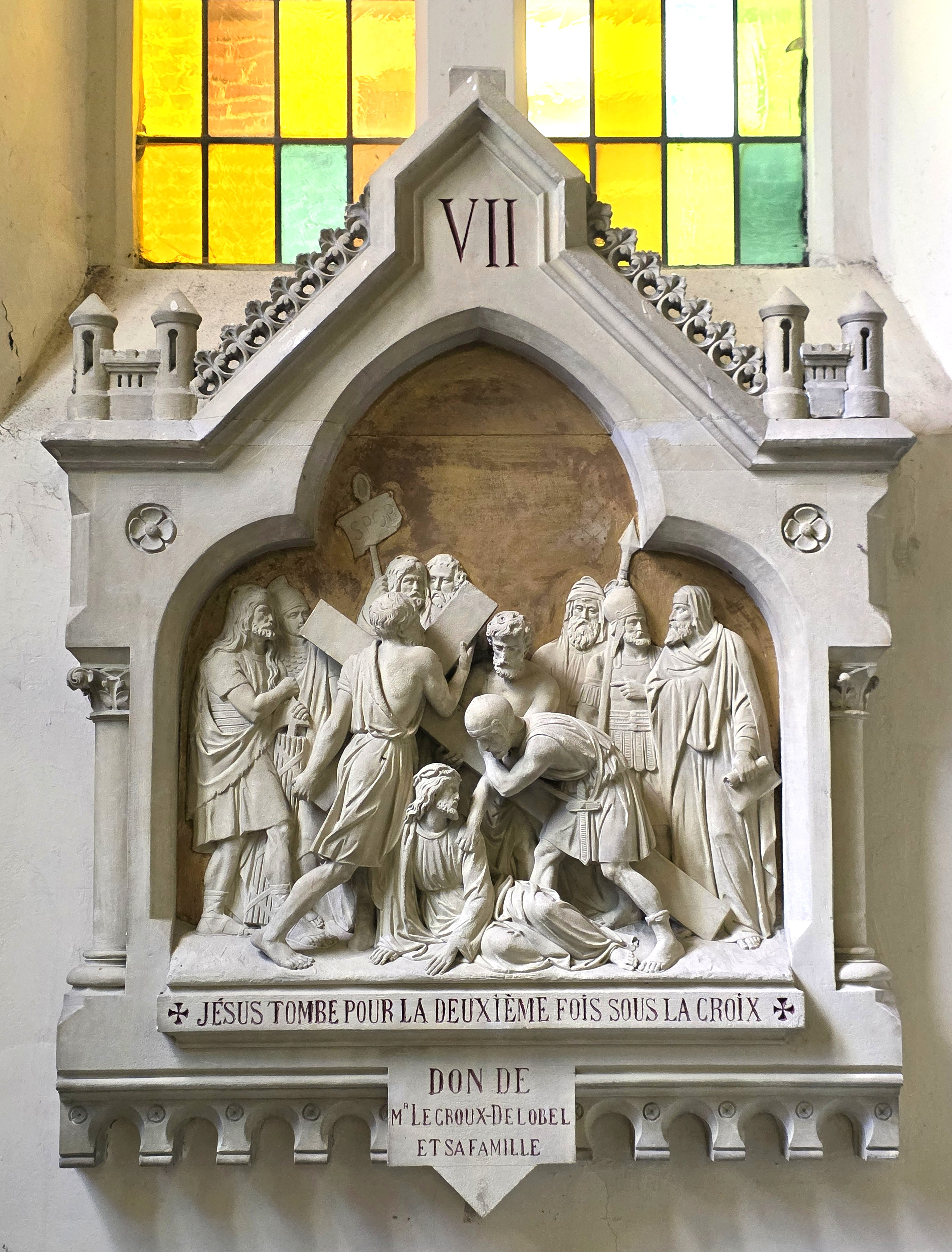
Station VII du Chemin de Croix
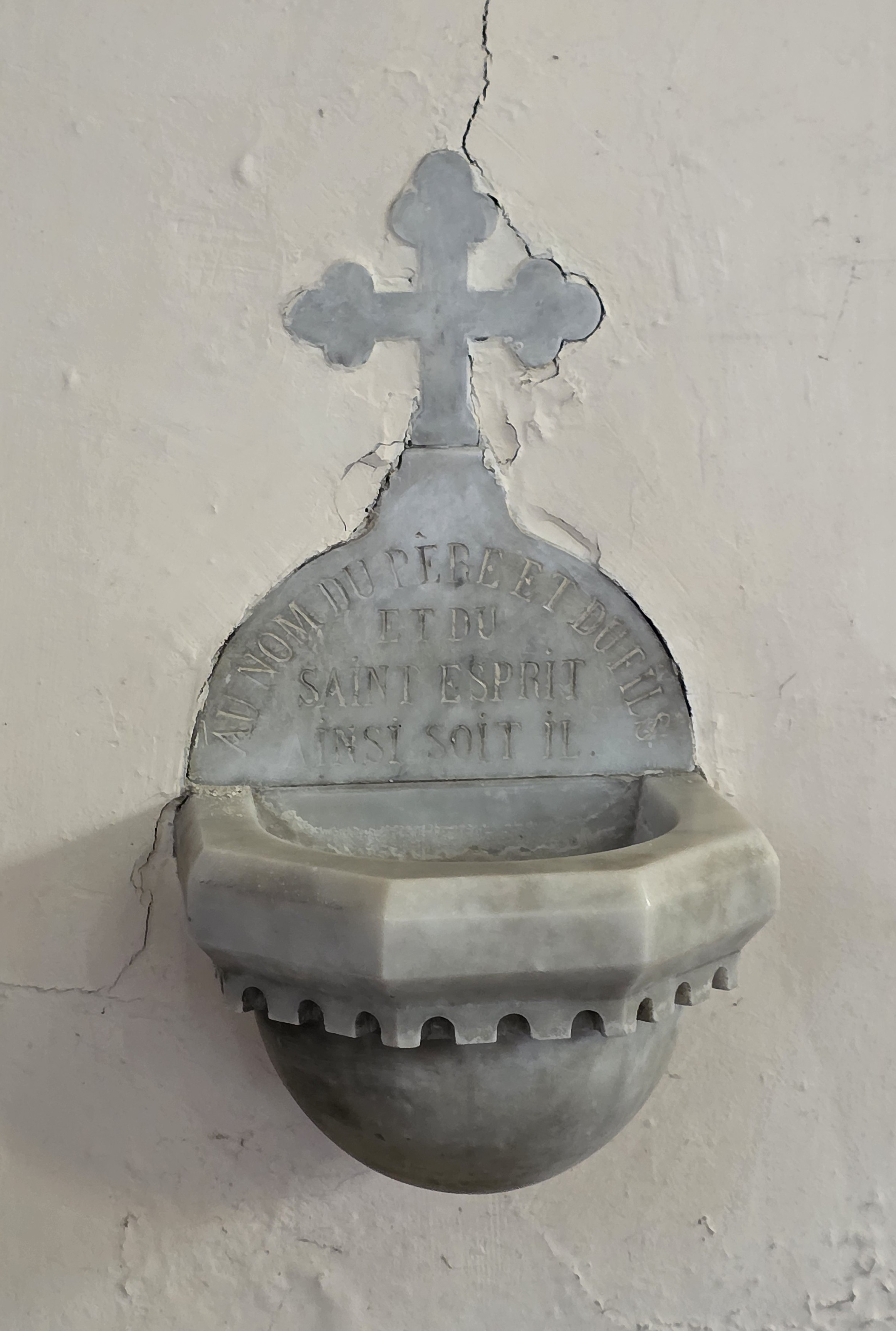
Bénitier mural

- Lille (Lomme), église Notre-Dame-de-la-Visitation
  - 2 confessionnaux dont les tympans représente le "Bon Pasteur" et le "Retour du fils prodigue"

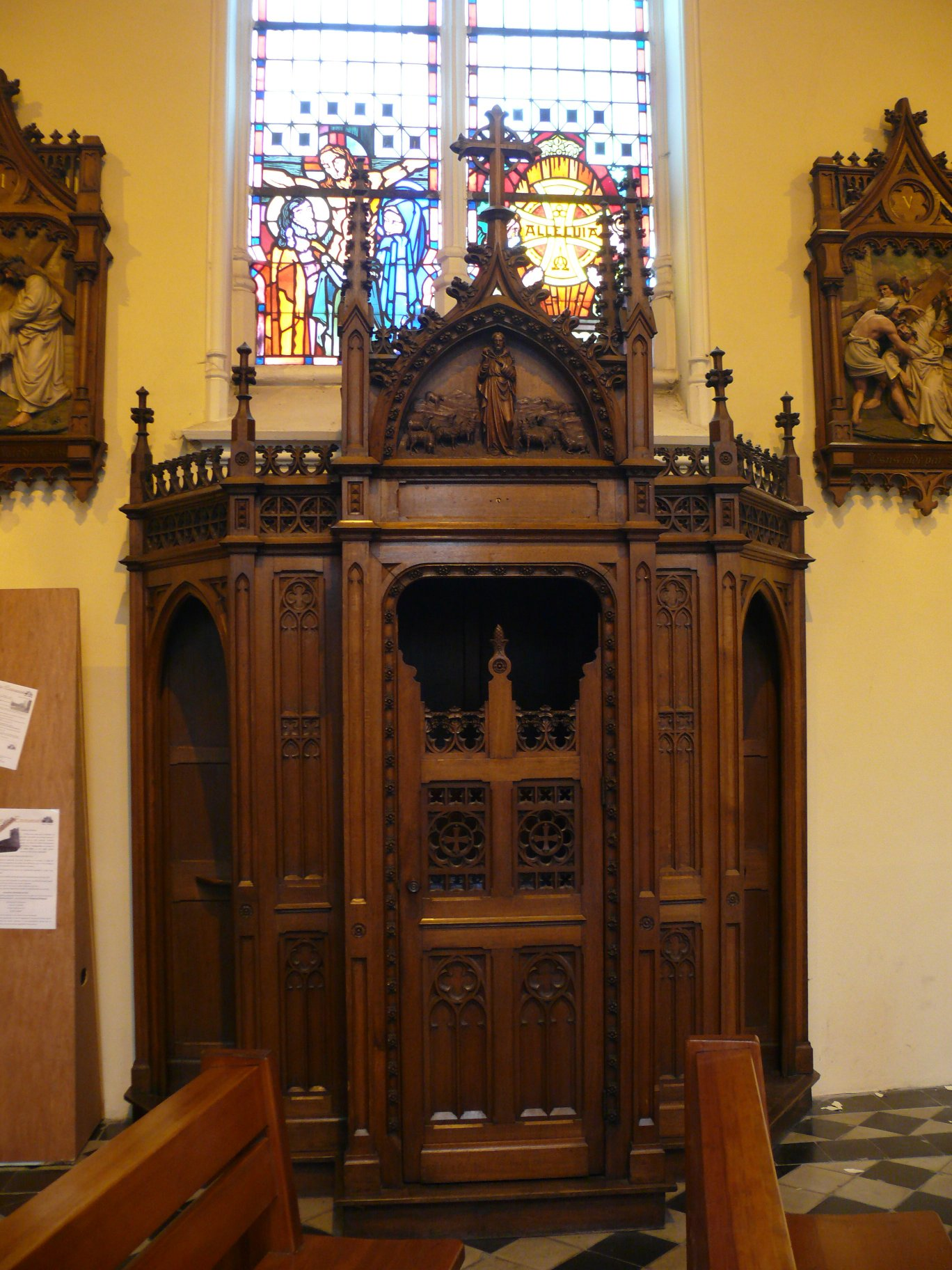
Confessionnal du "Bon Pasteur"
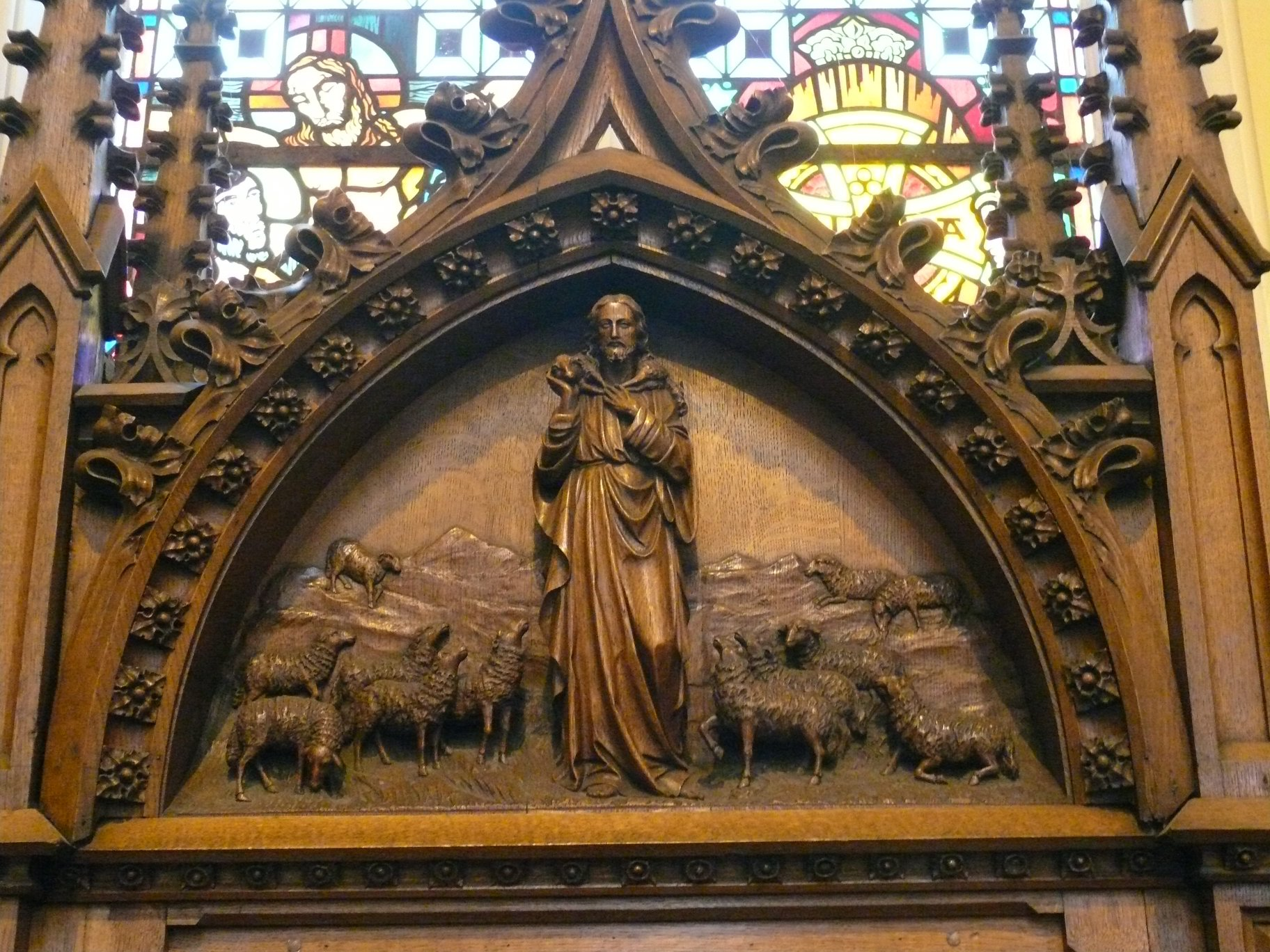
Tympan "Bon Pasteur"

- Lille (Lomme), église Notre-Dame-de-Lourdes
  - Maître-autel en marbre et pierre (vers 1893)
  - 2 autels latéraux (vers 1893)
  - encadrements du chemin de croix (1896)
  - Fonts baptismaux
  - Grille des fonts baptismaux
  - Banc de communion
  - Confessionnal
  - Chaire
  - Bénitiers muraux à l'entrée
  - Fauteuil de célébrant et sièges d'acolyte

Les statues sur les tabernacles des autels latéraux ne sont pas de Modeste Verlinden mais sont issues de la maison Raffl pour le Sacré-Coeur et de la Sainterie de Vendeuvre-sur-Barse pour Saint Joseph. Les fonts baptismaux sont actuellement remisés en morceaux dans la nef. La partie supérieure du maître-autel a été modifié. La chaire a été découpée, sa partie centrale a été transformée en ambon et le pilier soutenant la cuve est devenu un pilier-tronc.

Mobilier de l'église Notre-Dame-de-Lourdes de Lille (Lomme)
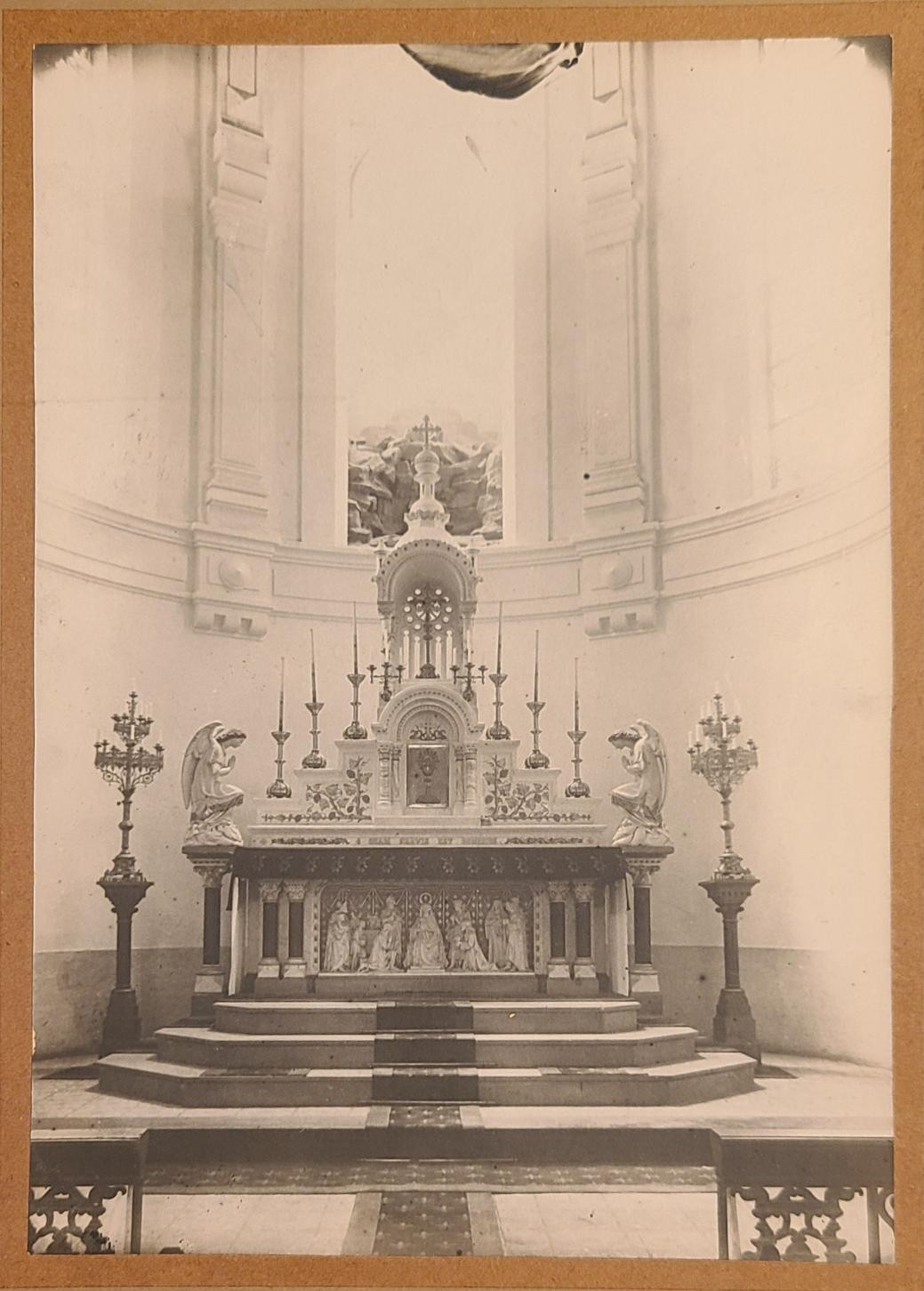
maître-autel peu après sa création
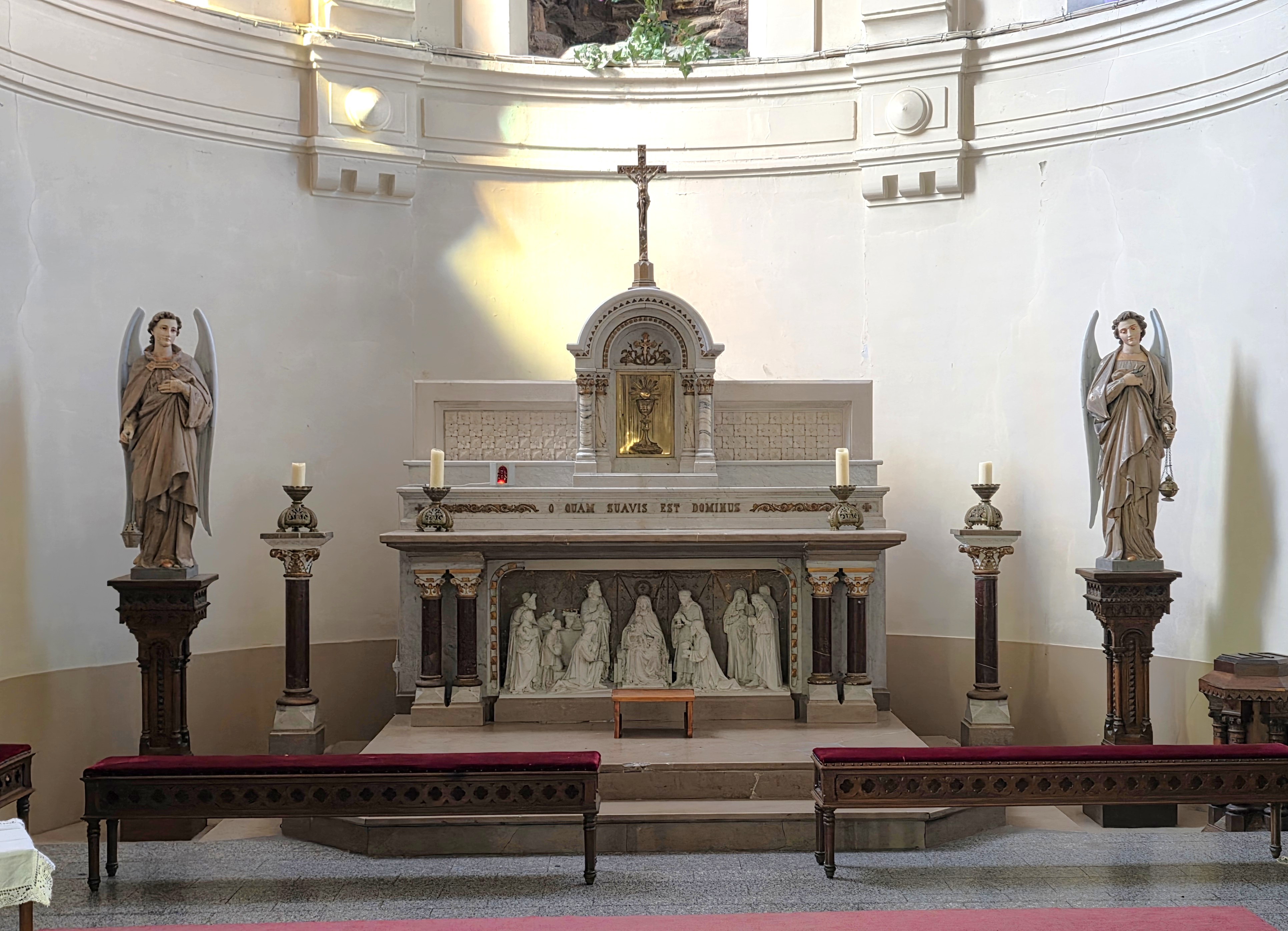
maître-autel en 2025 (modifié)
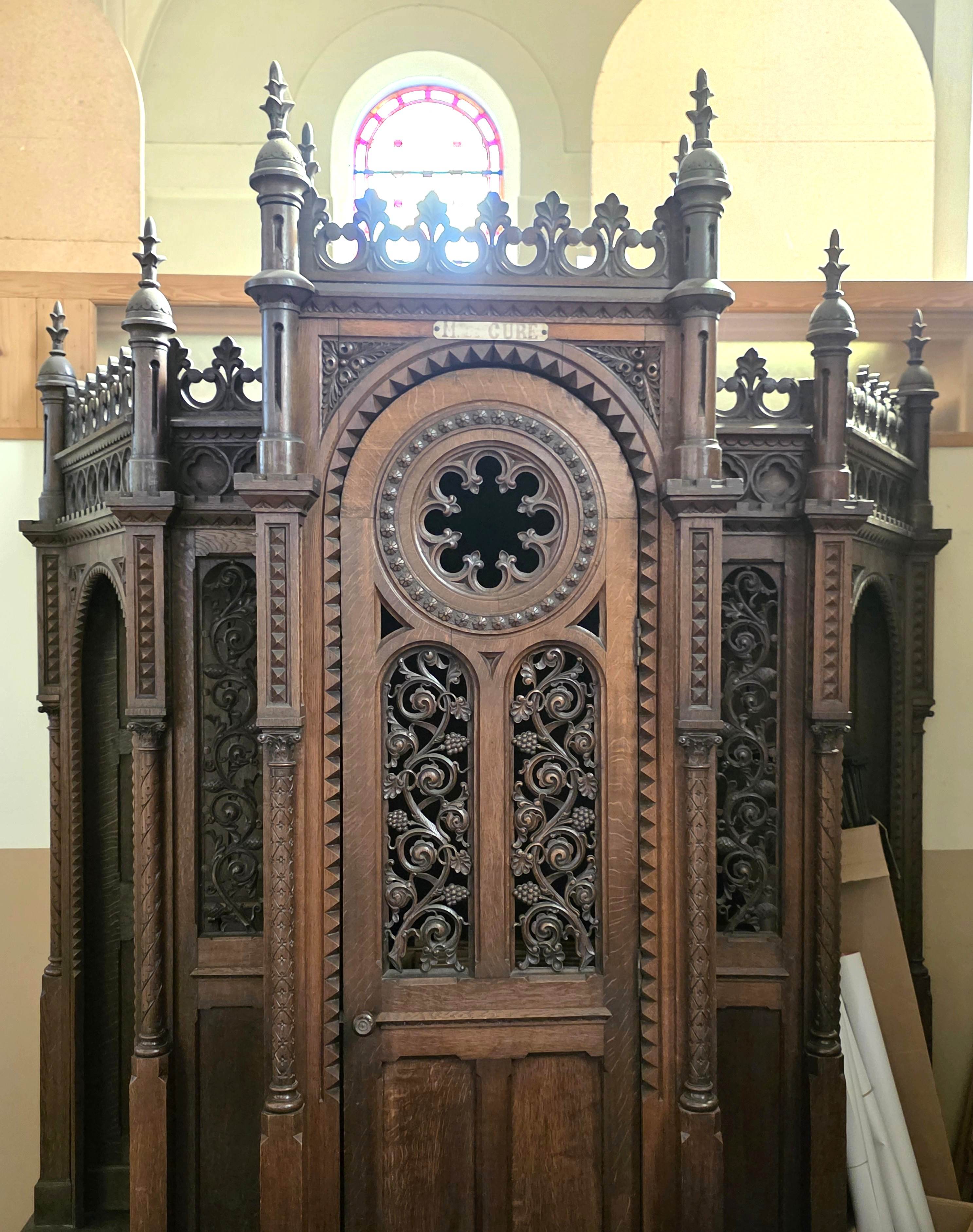
confessionnal
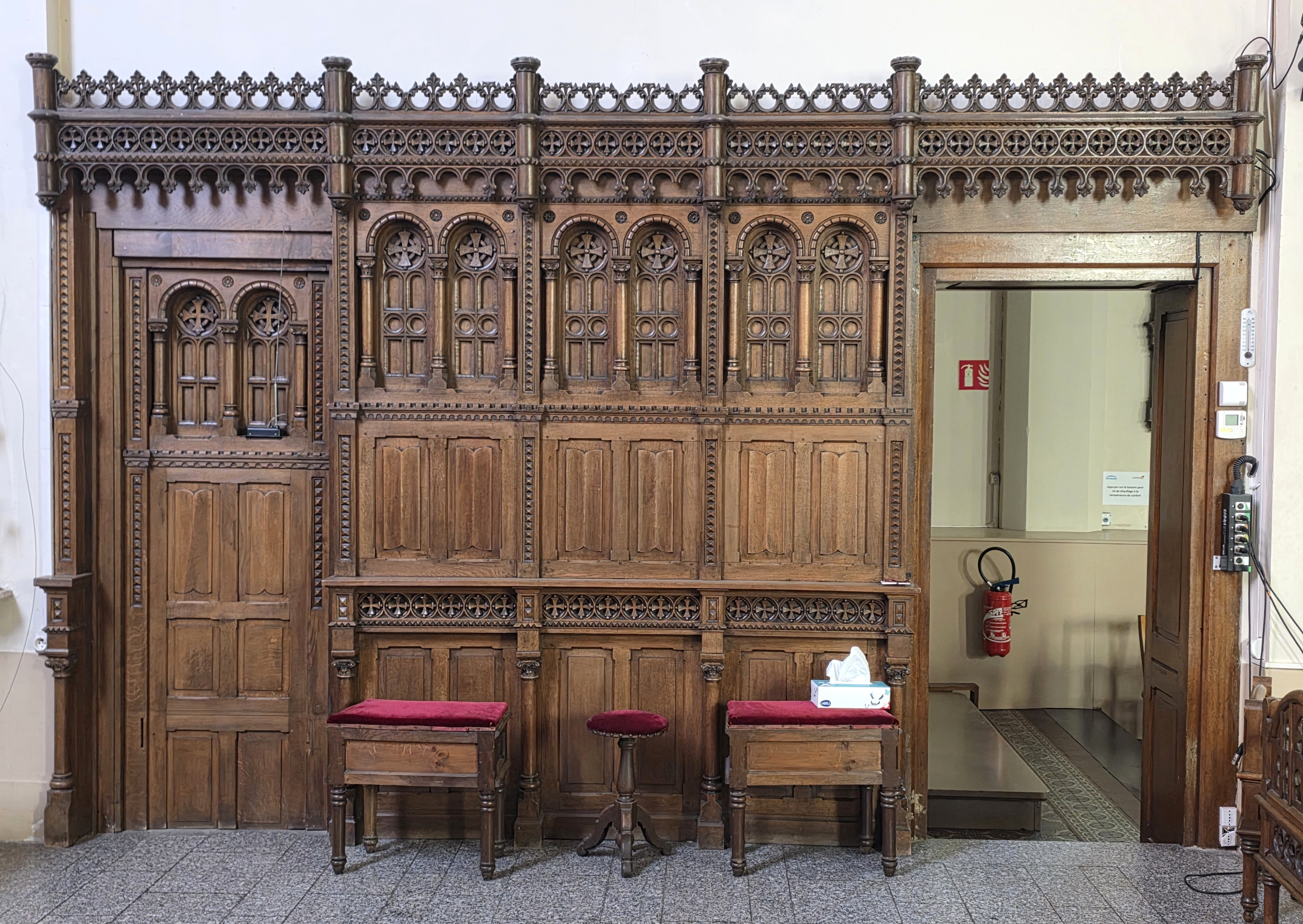
stalles
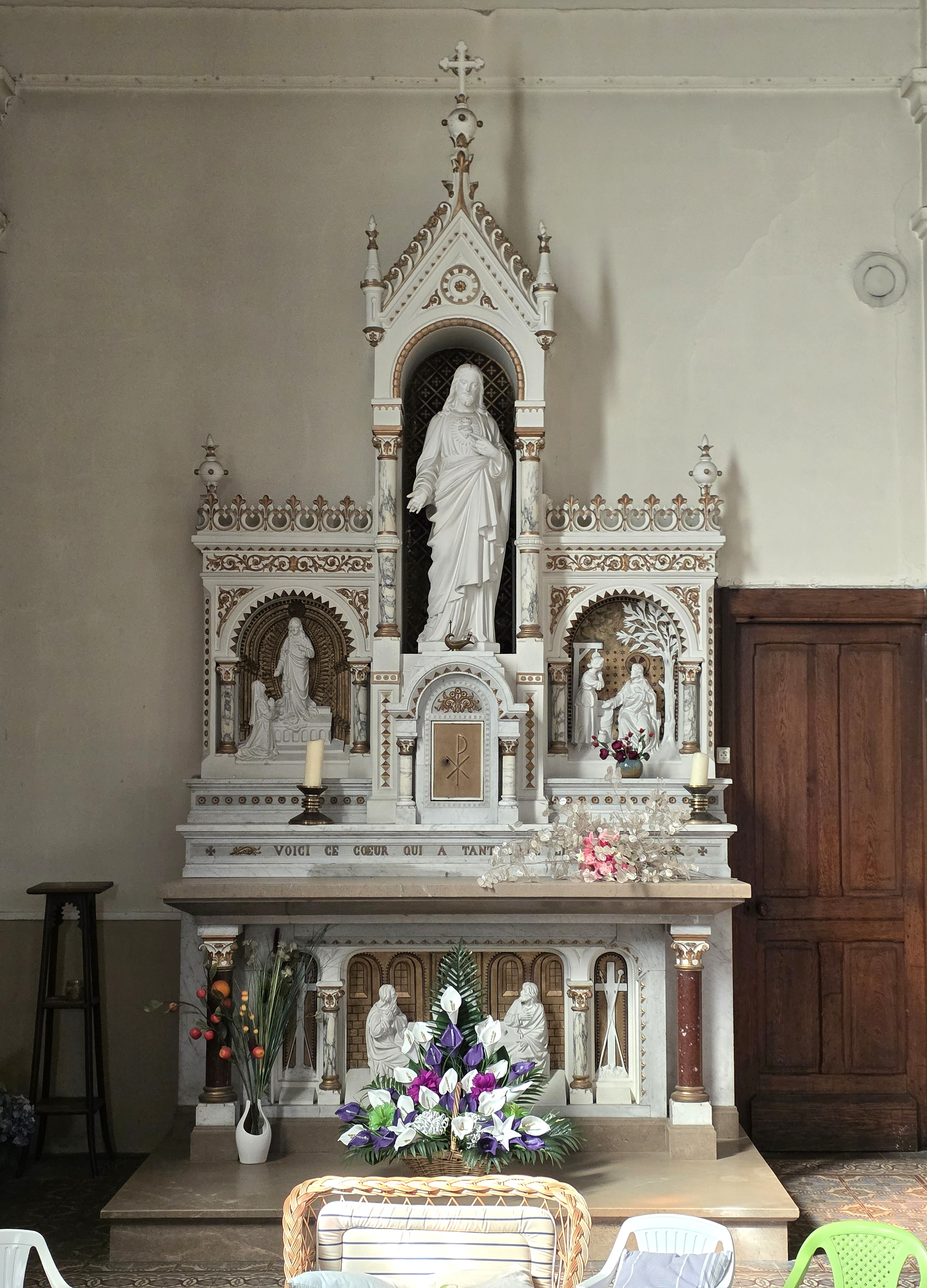
autel du Sacré-Coeur
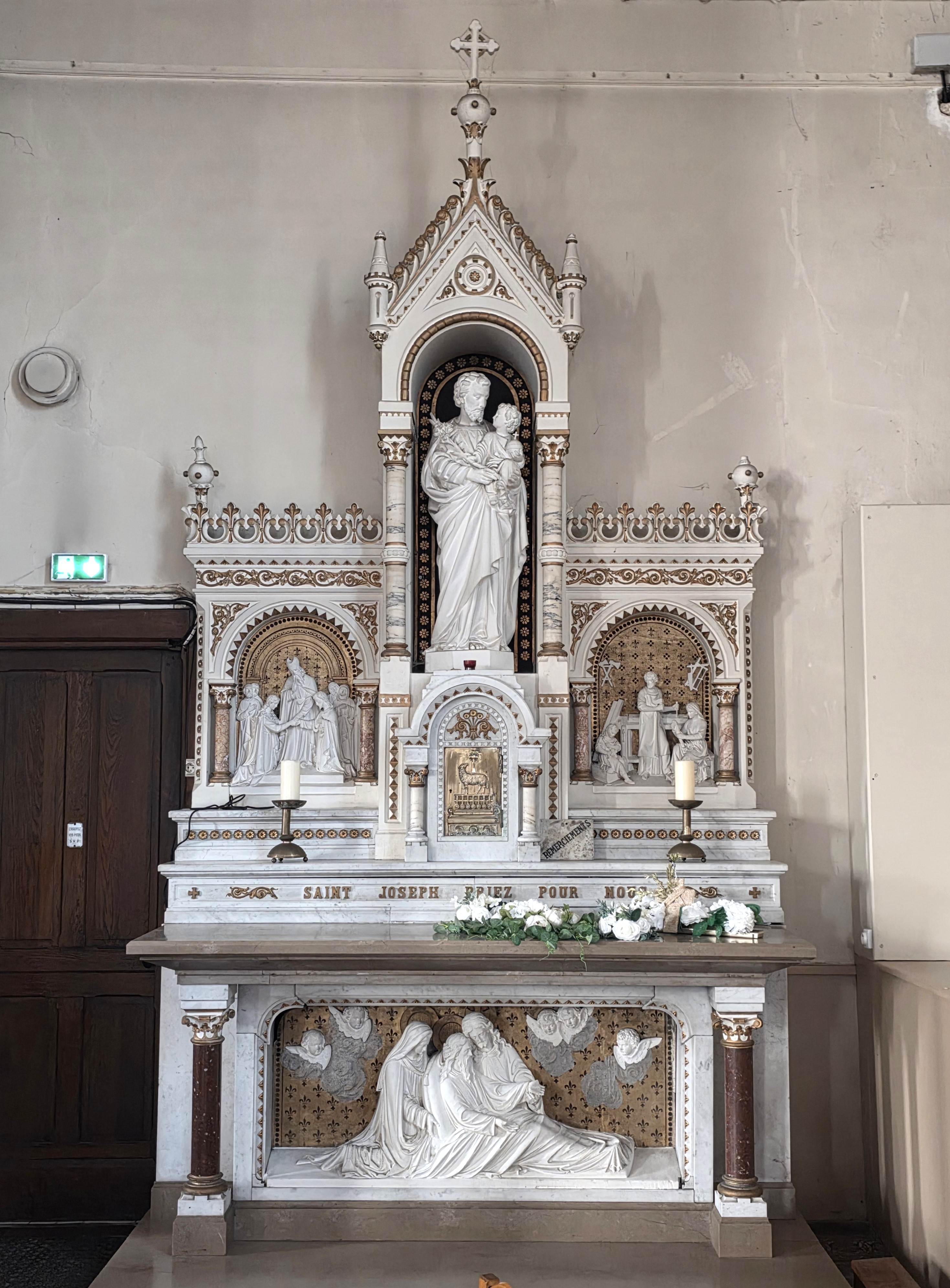
autel de Saint Joseph
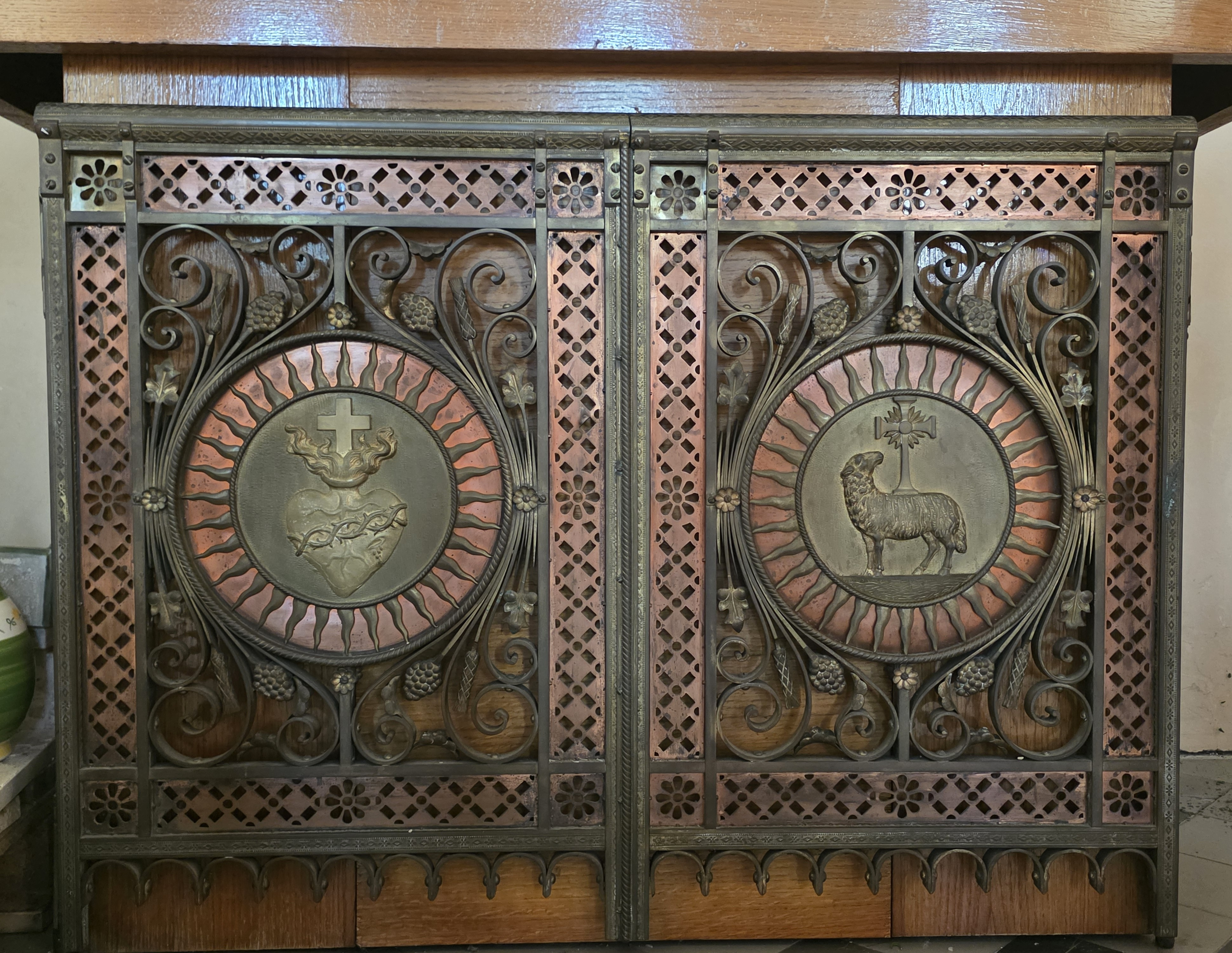
portes du banc de communion
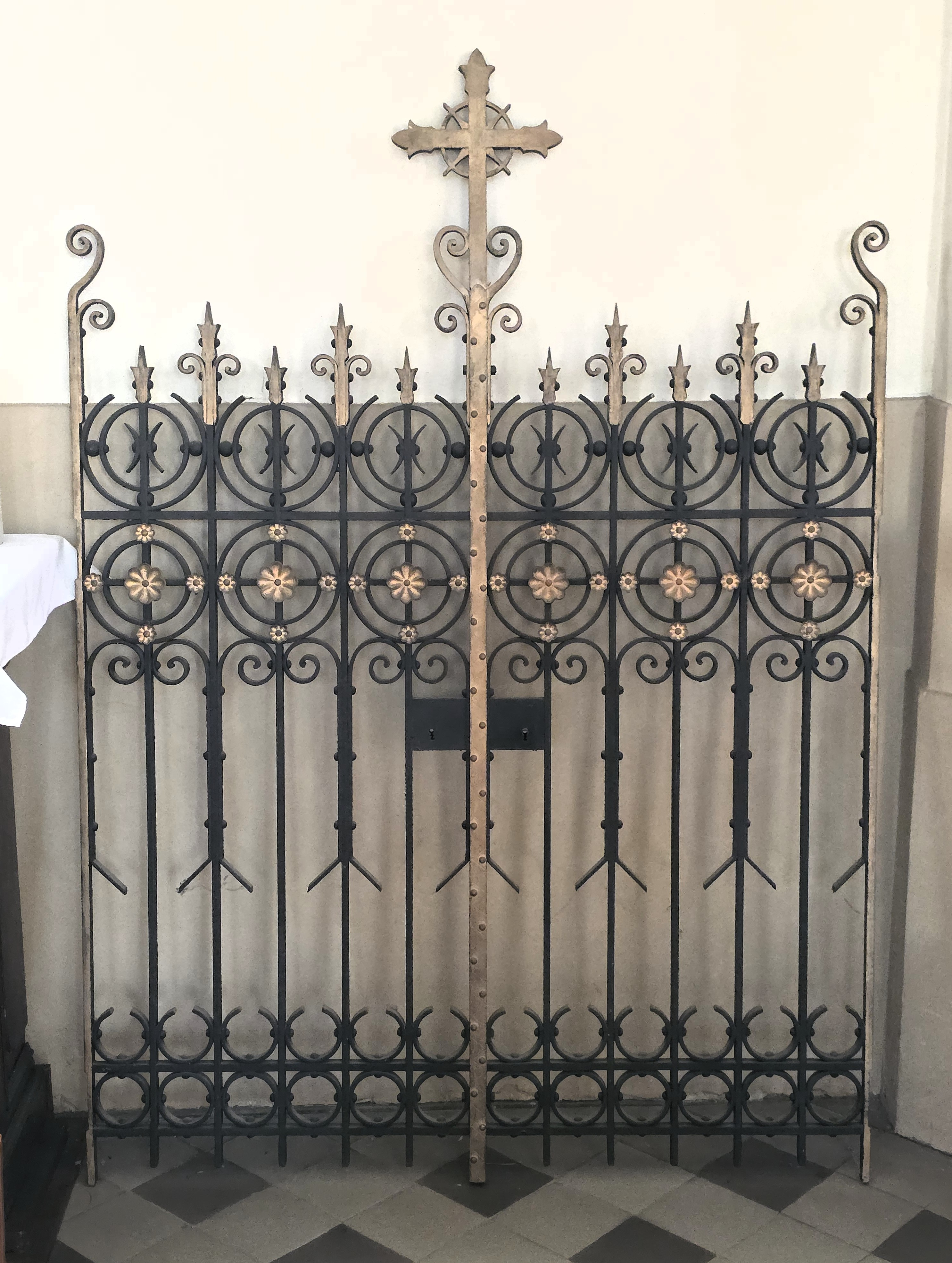
grille des fonts baptismaux
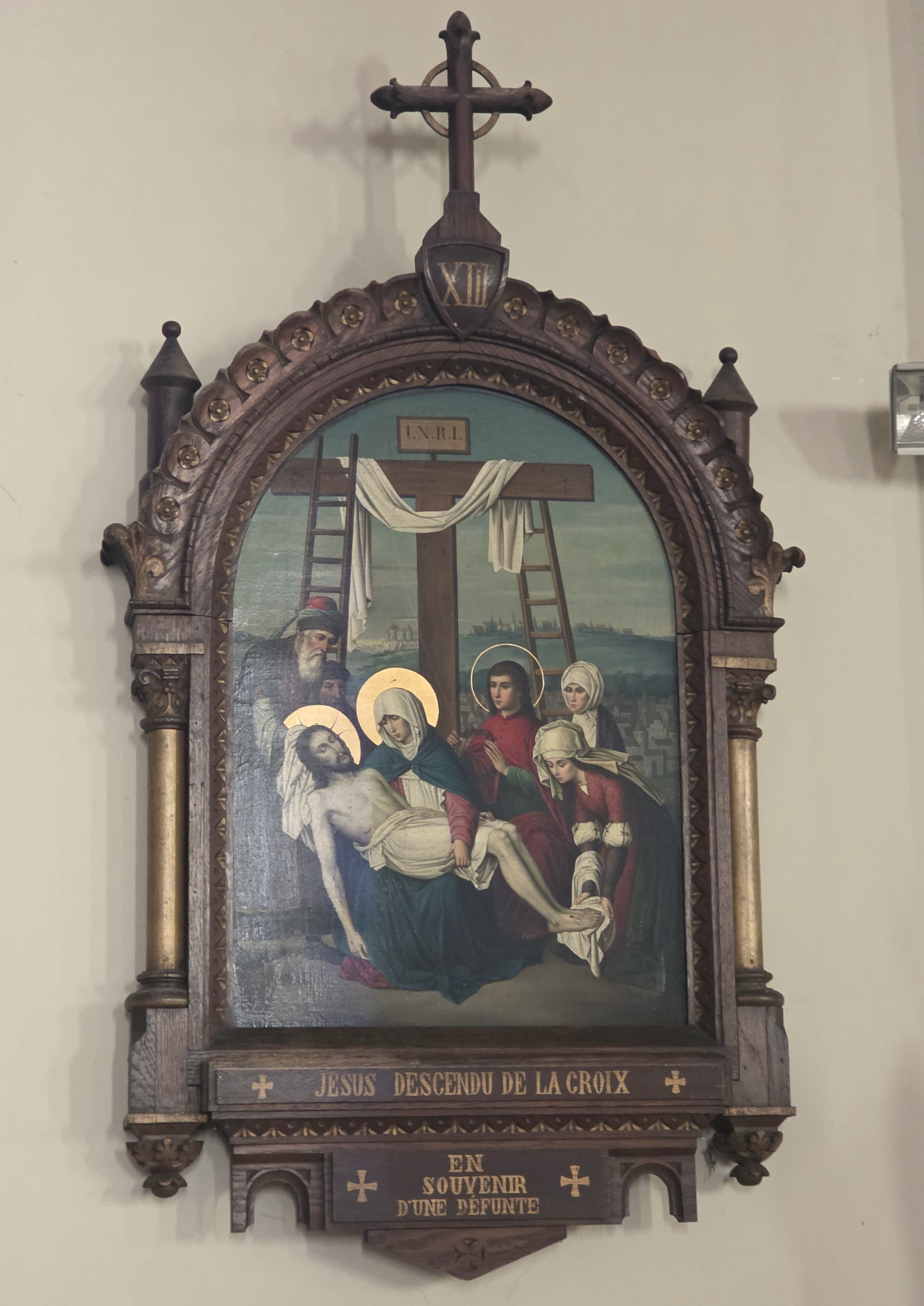
encadrement du chemin de croix
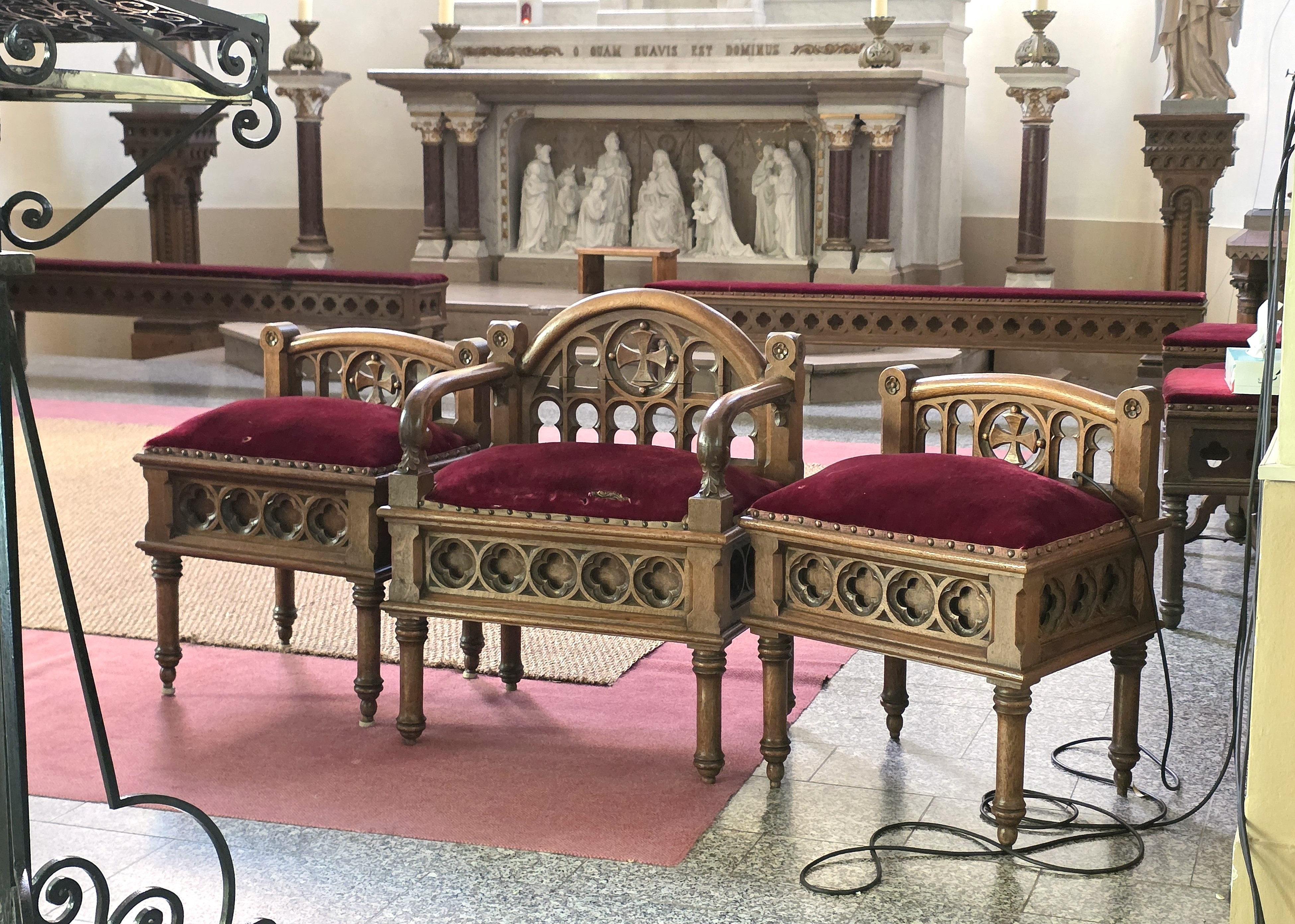
fauteuils
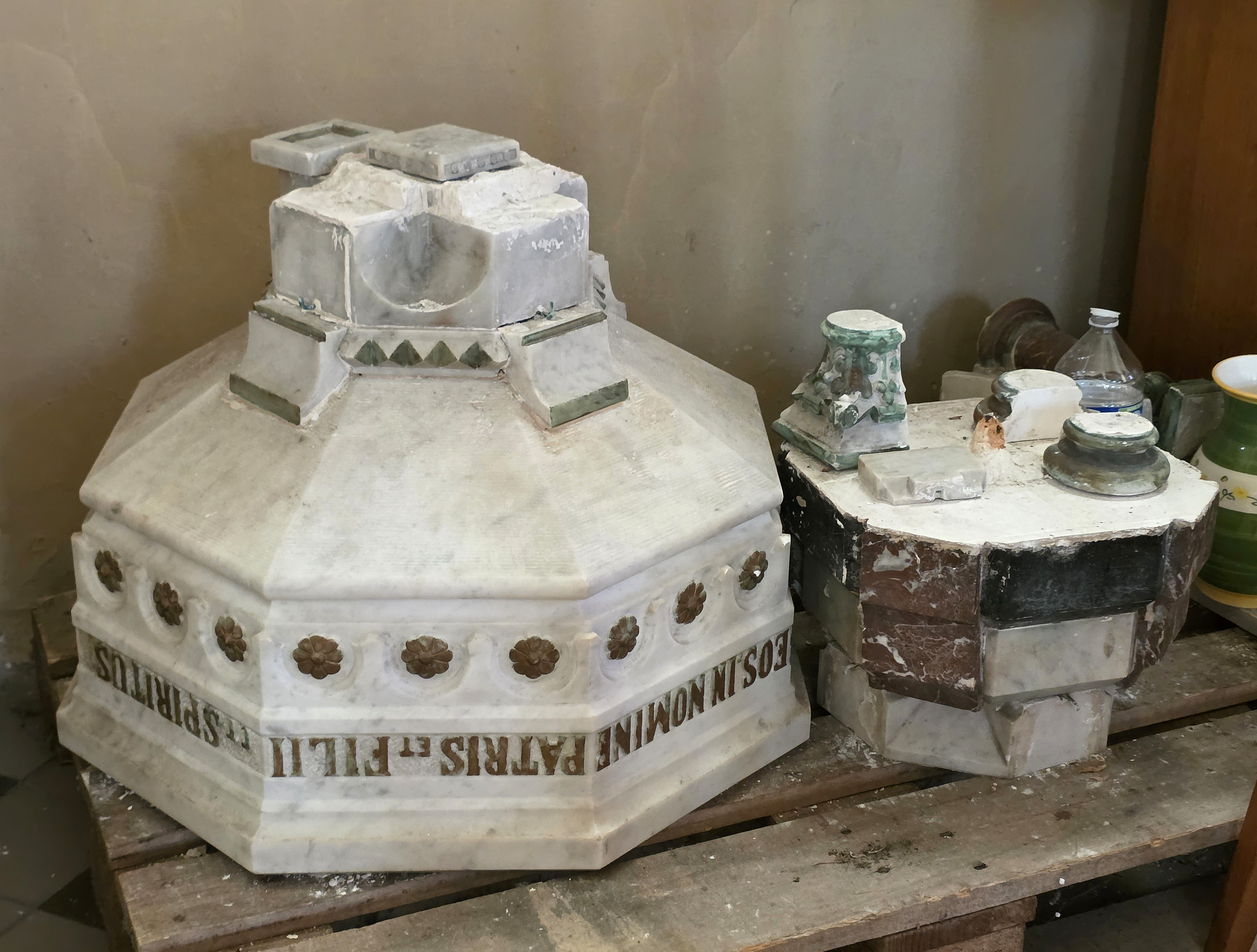
fonts baptismaux
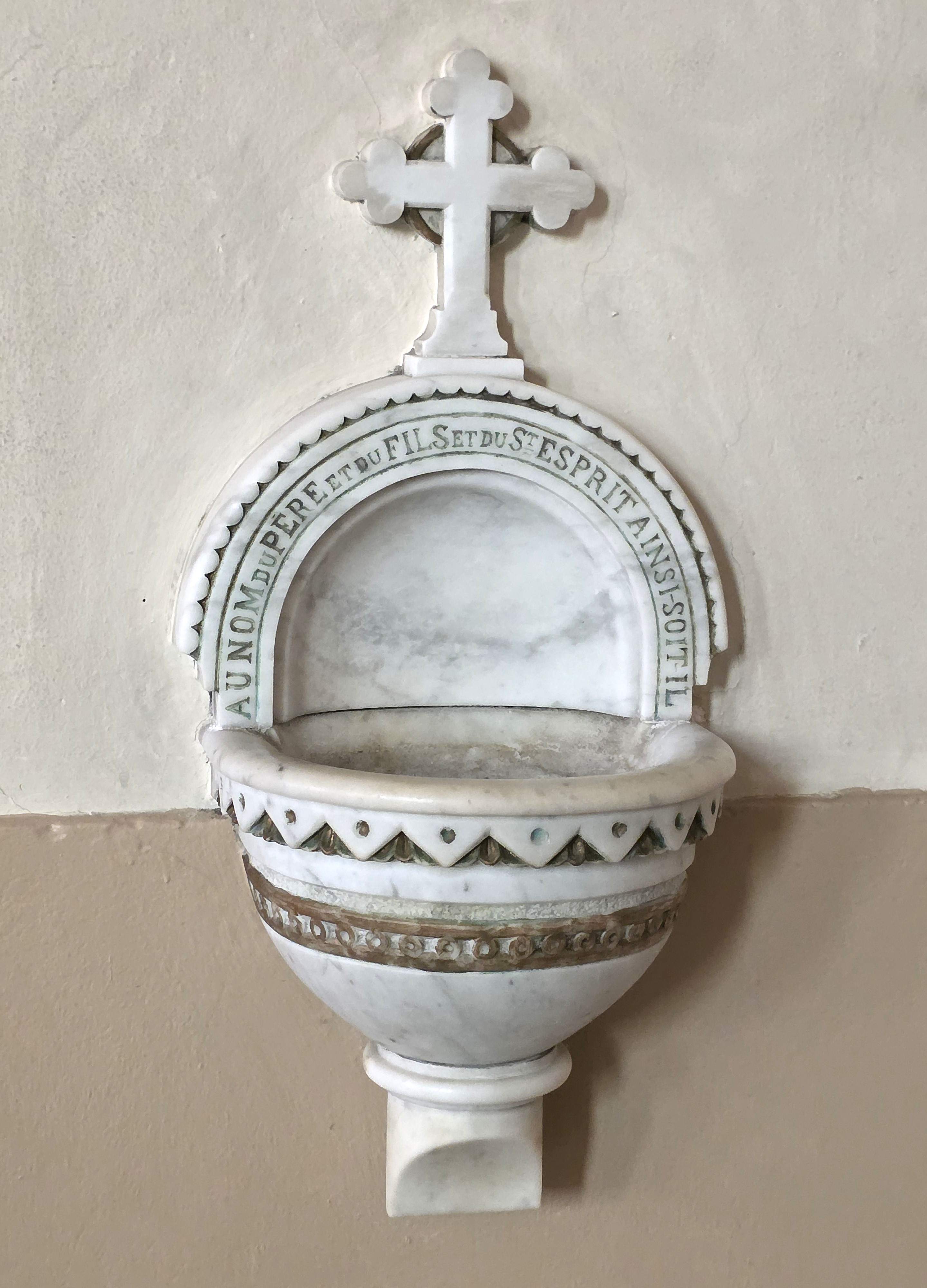
bénitier mural

- Lille, église Saint-Sauveur, aux extrémités du transept
  - maître-autel (1879-1882)[32],[33]
  - autel des Saints Anges (1884) : dégradé de manière importante par l'incendie de l'église en 1896. Il est ensuite restauré profondément par Edouard Buisine, fils de Charles Buisine-Rigot[33].
  - calvaire (1886) : probablement détruit lors de l'incendie de 1896[33].

Autel des saints anges de l'église Saint-Sauveur de Lille
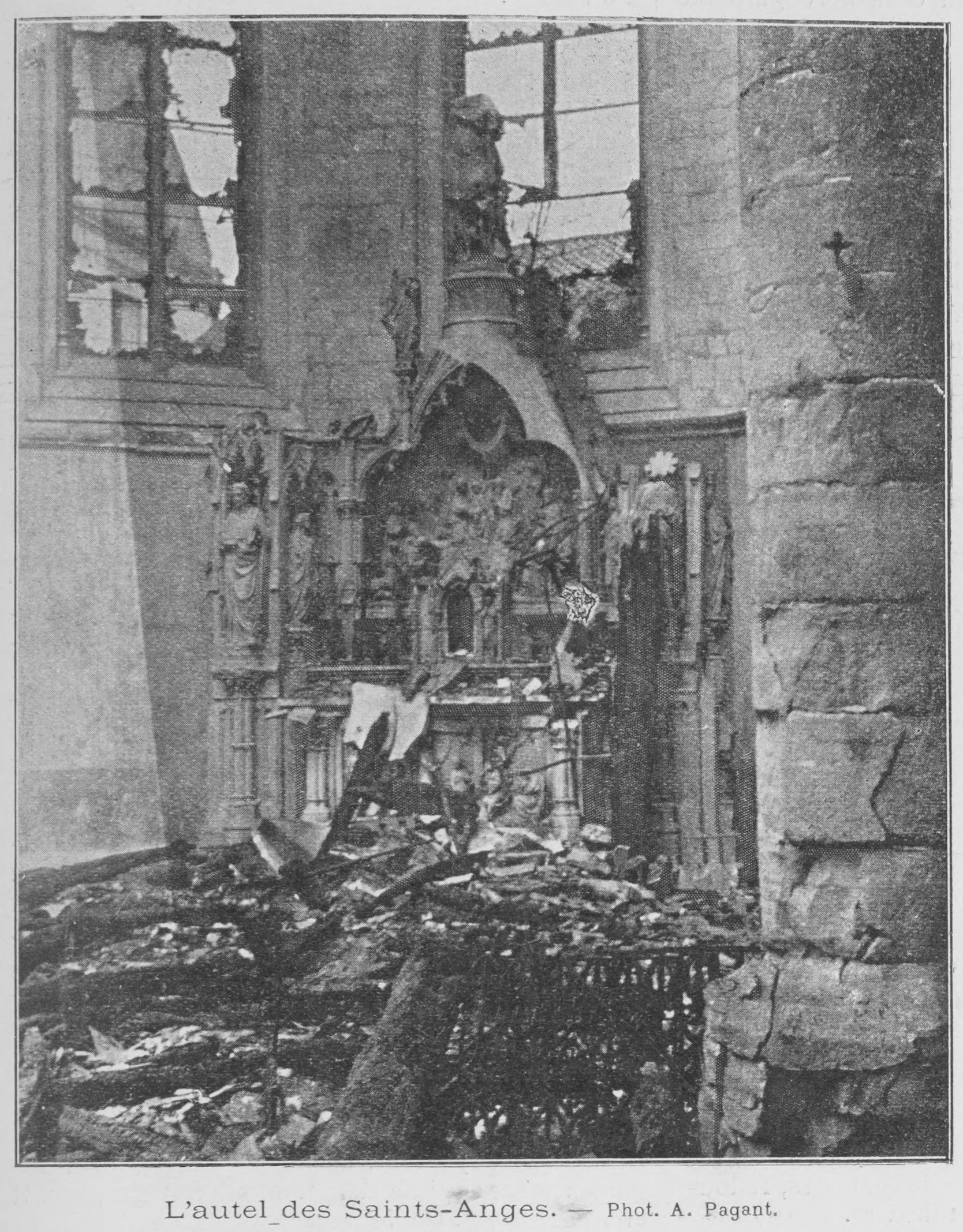
Après l'incendie en 1896
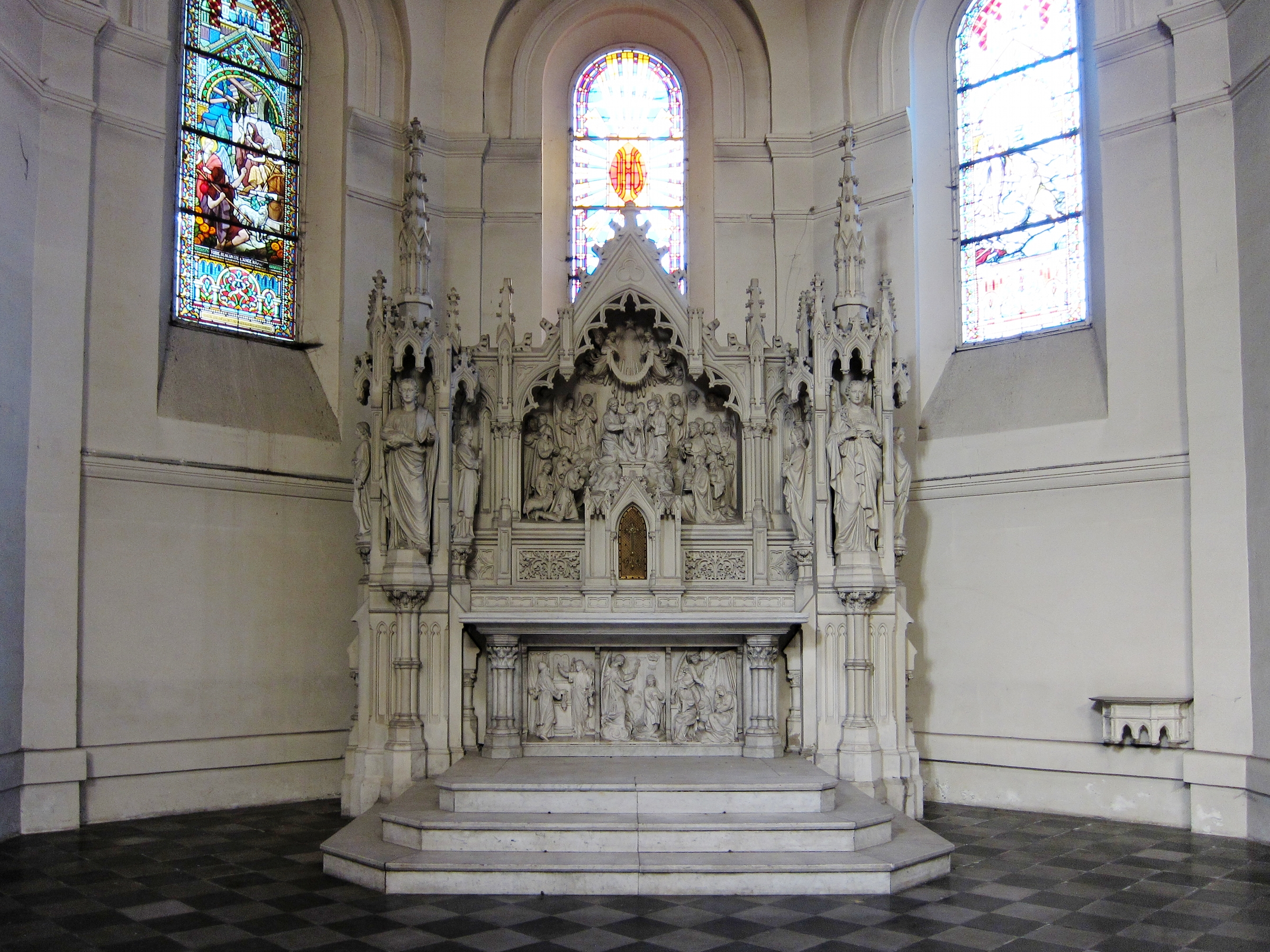
Après restauration par Edouard Buisine

- Longpont-sur-Orge, basilique Notre-Dame-de-Bonne-Garde
  - Maître-autel en marbre blanc[34]. Offert en 1899 par Henry Say, directeur de la société Henry Say et Cie (ancêtre de Béghin-Say)

- Namur, église Saint-Joseph

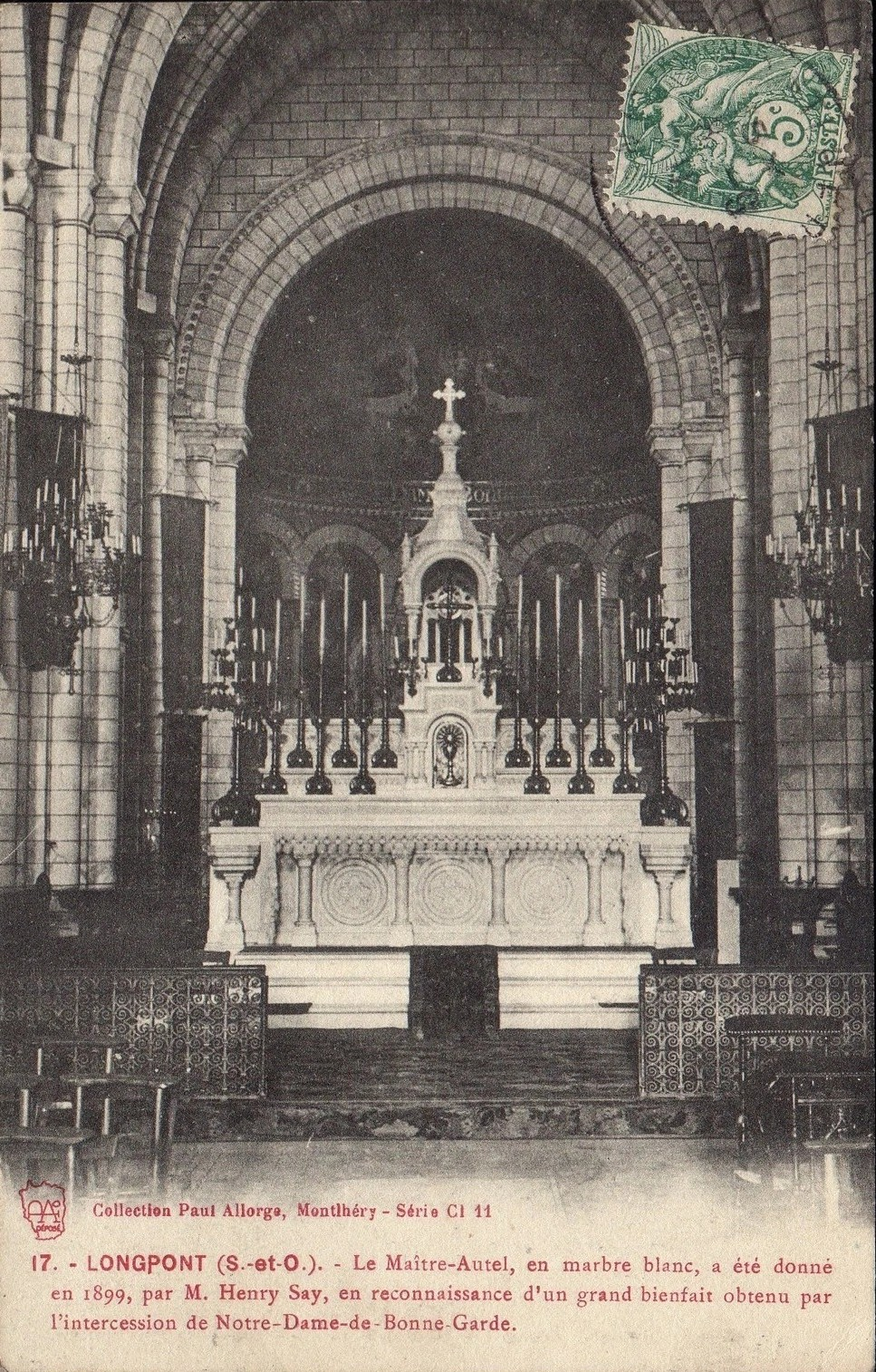
Maître-autel de la basilique Notre-Dame-de-Bonne-Garde (1899)

  - banc de communion en marbre (1897)[17]
- Provin, église Saint-Martin
  - bénitiers muraux en marbre autour de la grande porte d'entrée
  - statues de Saint-Martin et du Sacré-Coeur

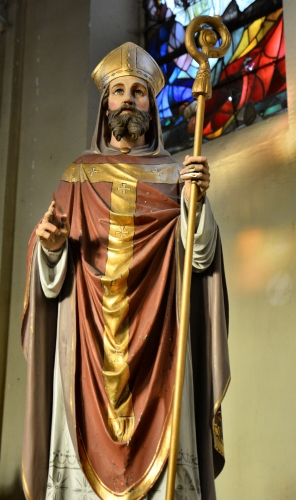
Statue de Saint Martin dans l'église de Provin

Il est possible que Modeste Verlinden ait réalisé l’ensemble du mobilier initial de cette église, édifiée en 1895 par l’architecte Paul Destombes. Gravement endommagée pendant la Première Guerre mondiale, l’église n’a conservé que quelques éléments de son ameublement d’origine. Une étude plus approfondie de l’édifice permettrait d’en savoir davantage.
- Roncq, église Saint-Piat
  - chaire[16]. Le dais surmontant la chaire a été supprimé après le concile Vatican II.
  - deux confessionnaux[16]. Un des deux n'a eu que la devanture de réalisé directement par Verlinden
  - chemin de croix (1881)[16]
  - buffet et tribune de l'orgue (1885)[16]
  - banc de communion en marbre (1896)[16]. Il a été détruit après le concile Vatican II mais quelques éléments ont servi à créer un pilier pour la statue de Notre-Dame de Lourdes.
  - autel du Sacré-Coeur en marbre
  - autel de Saint Joseph en marbre
  - autel de Saint Gérard Majella en marbre avec retable en chêne
  - statue de Saint Roch et sa niche
  - niche portant une statue de Saint Vincent de Paul

Les autels du Sacré-Coeur et de Saint Joseph, autrefois situés aux extrémités du transept, ont été dépouillés de leurs retables après la réforme liturgique du Concile Vatican II. Ils sont désormais dans les absidioles. L'autel du Sacré-Coeur sert aujourd'hui d'autel de Notre-Dame-de-Lourdes et de réserve eucharistique.

Œuvres de Modeste Verlinden pour l'église Saint-Piat de Roncq
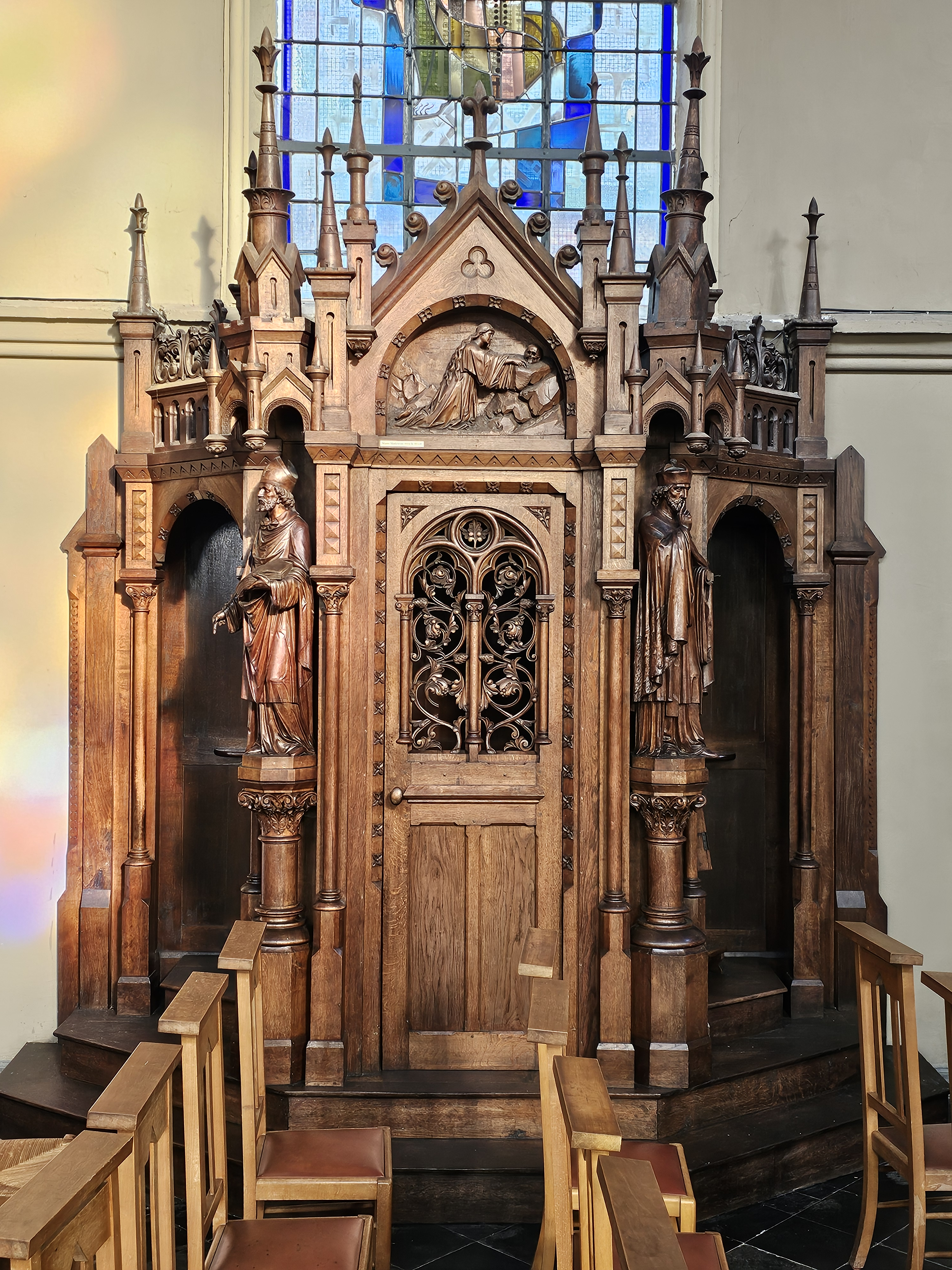
Confessionnal gauche
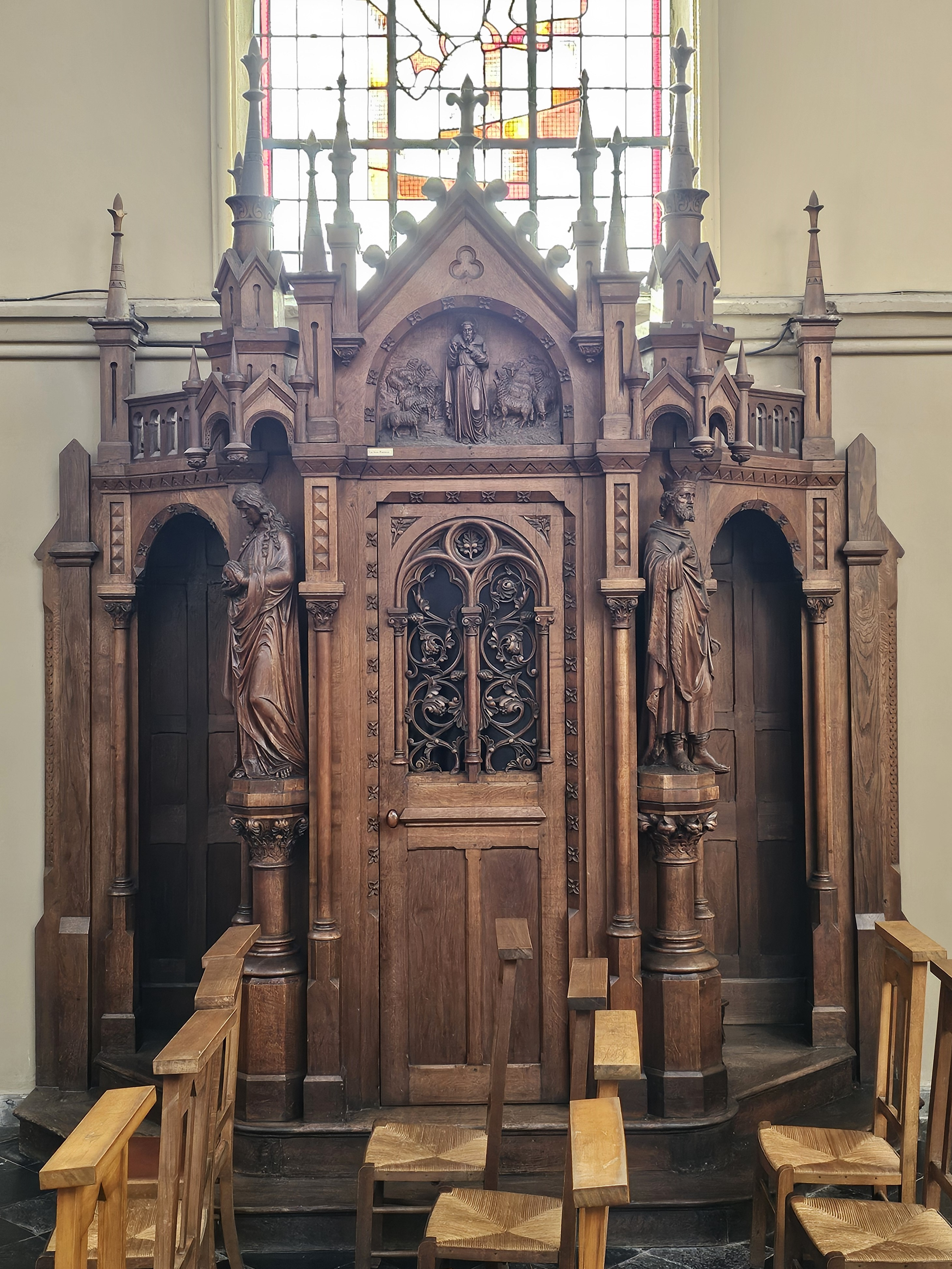
Confessionnal droit
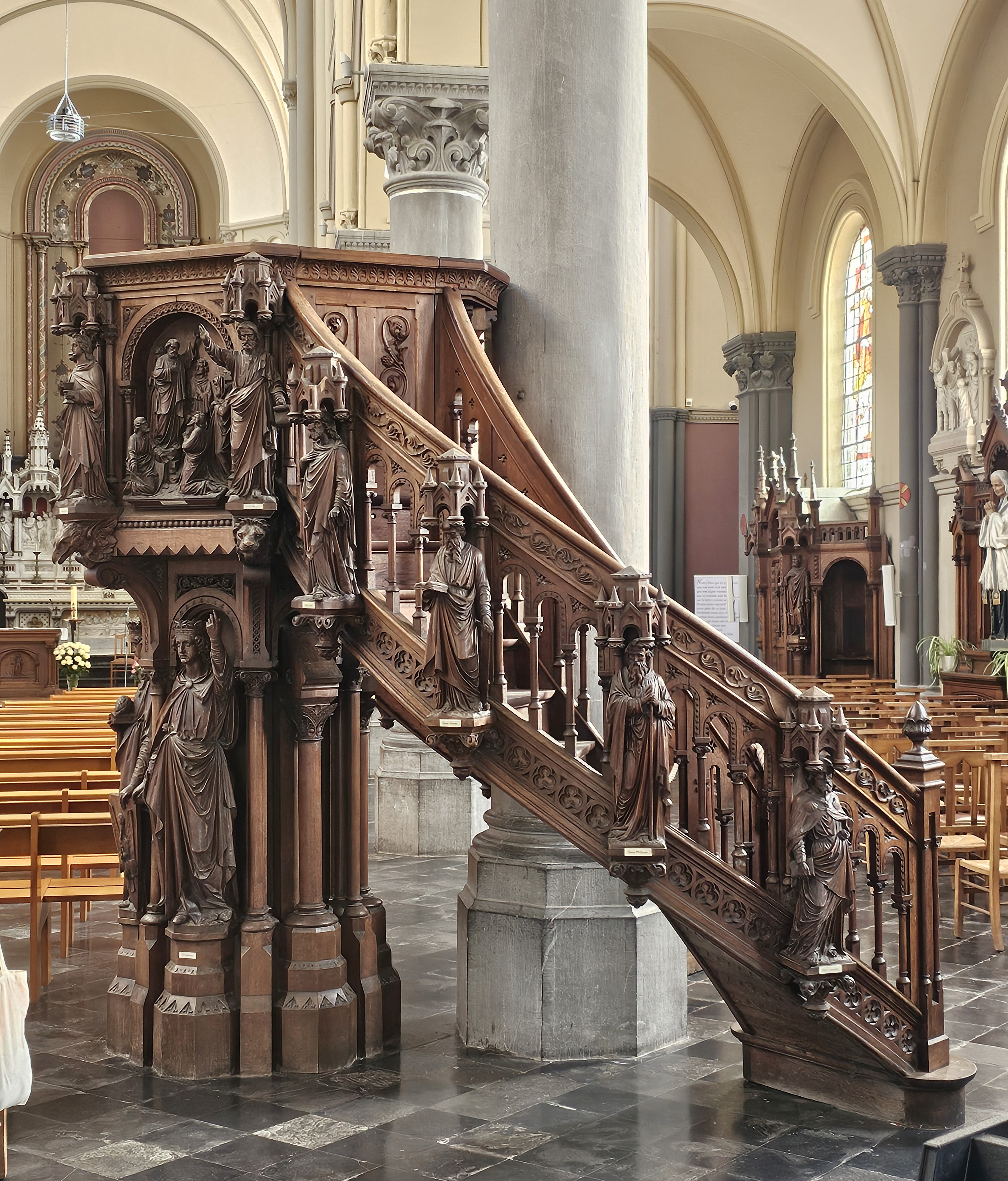
Chaire
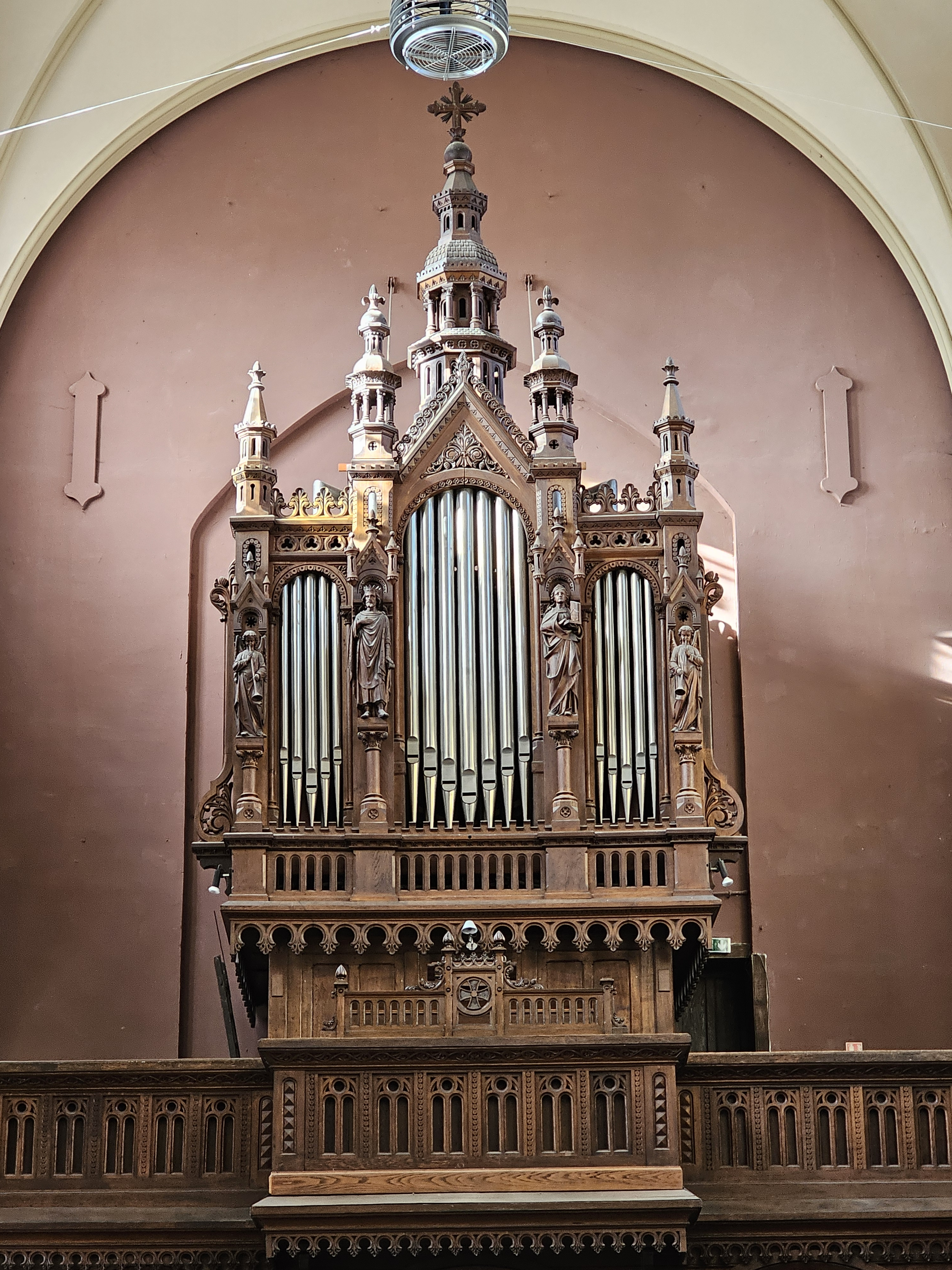
Buffet d'orgue
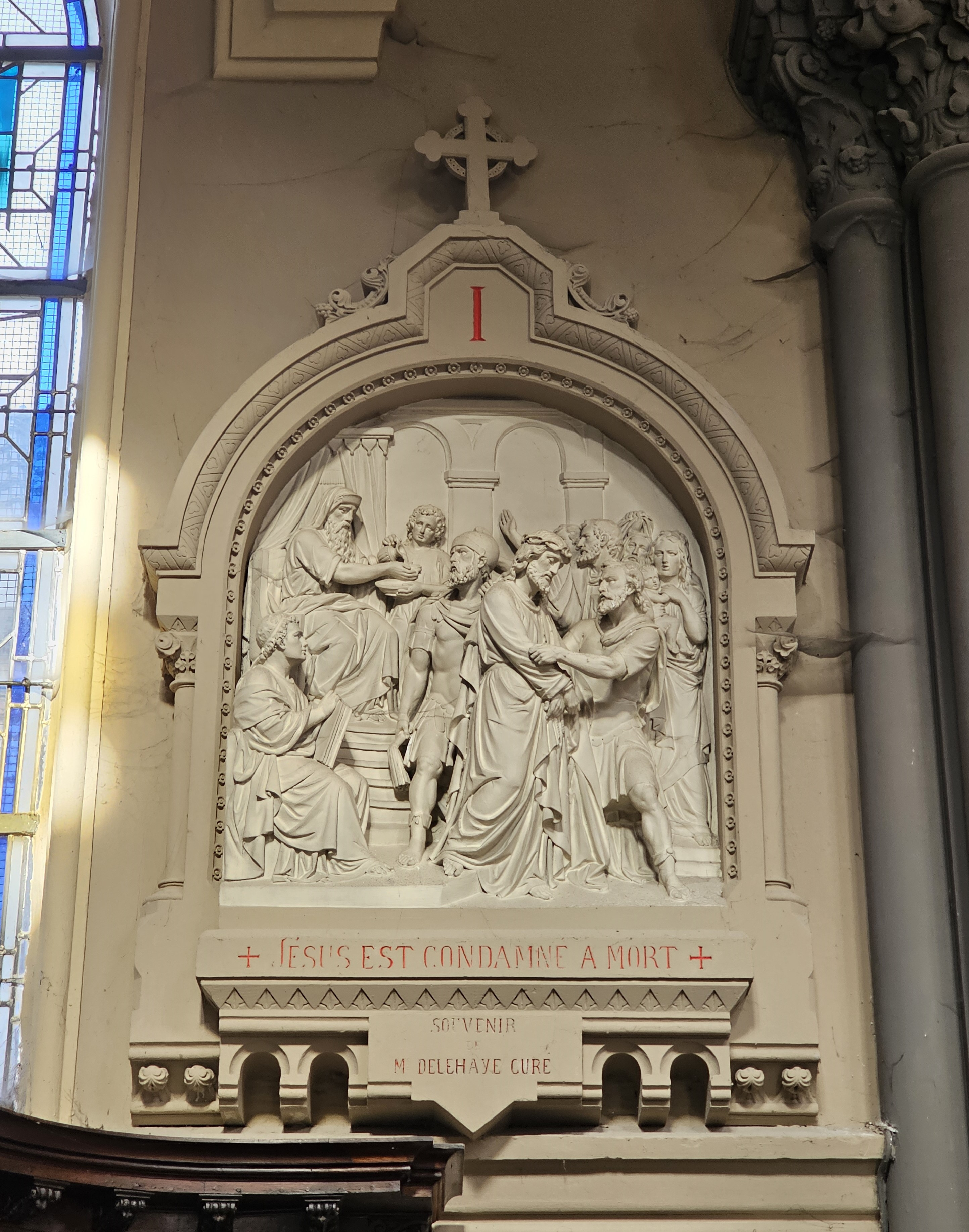
Chemin de croix
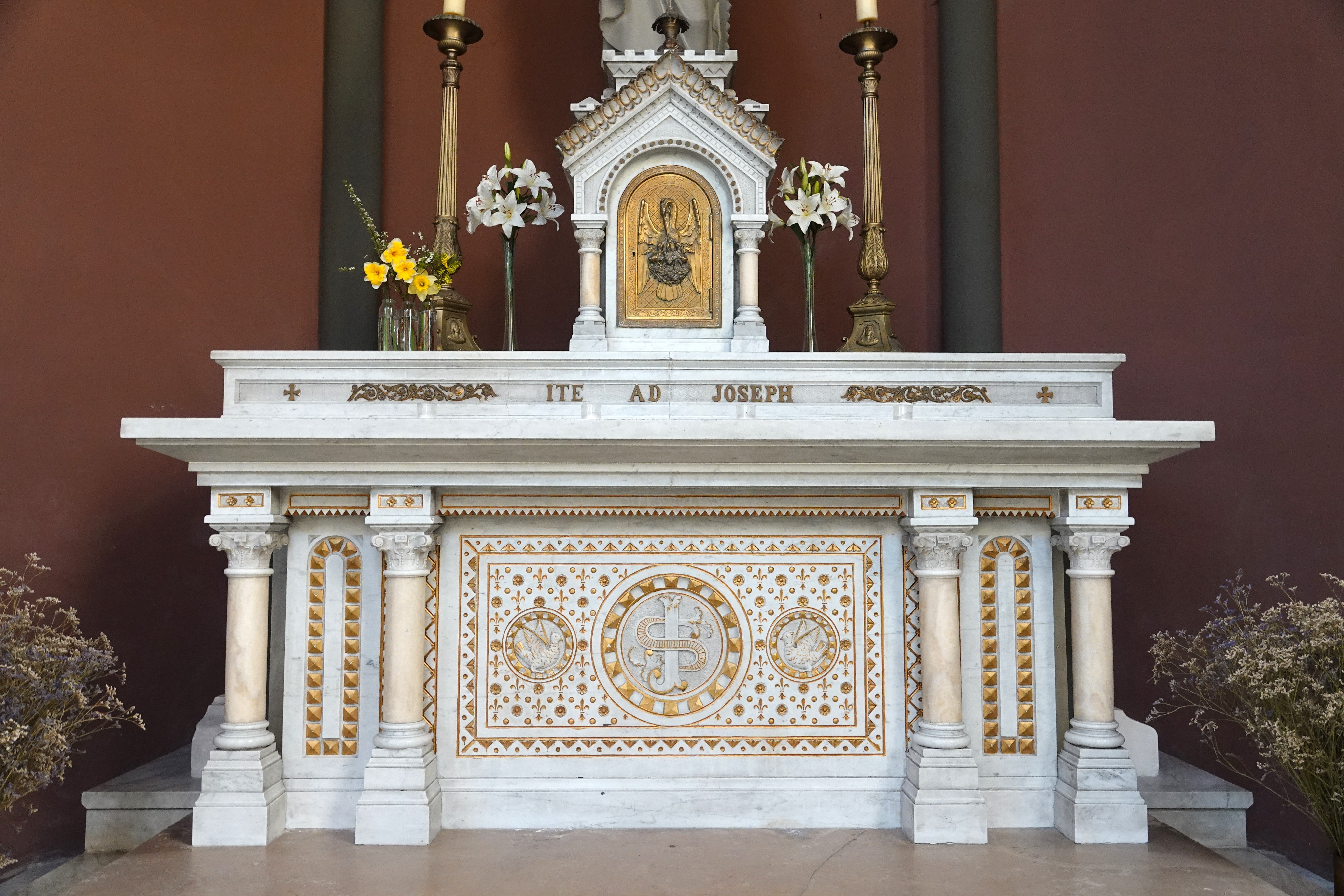
Autel de Saint Joseph (sans le retable)
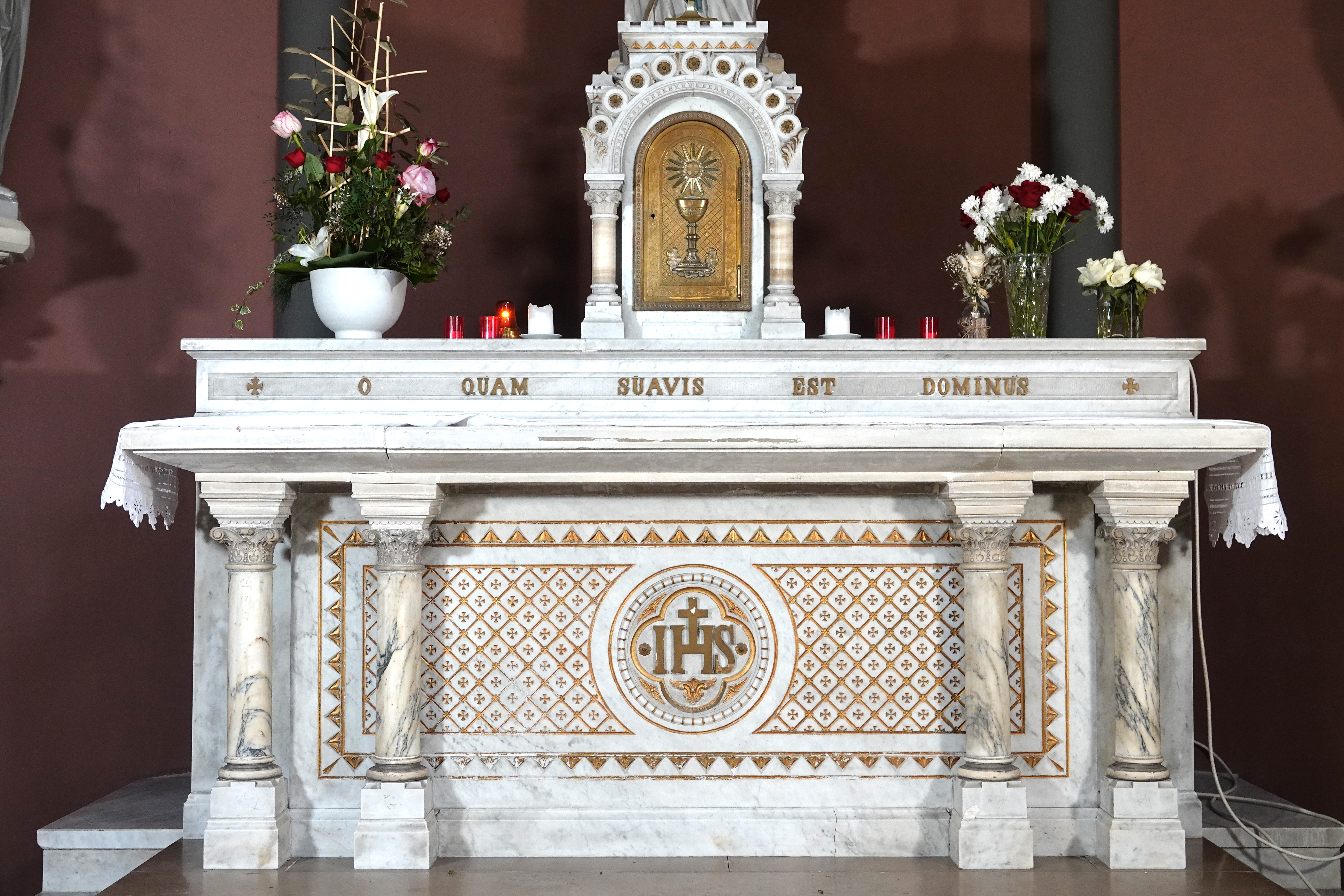
Autel du Sacré-Coeur (sans le retable)
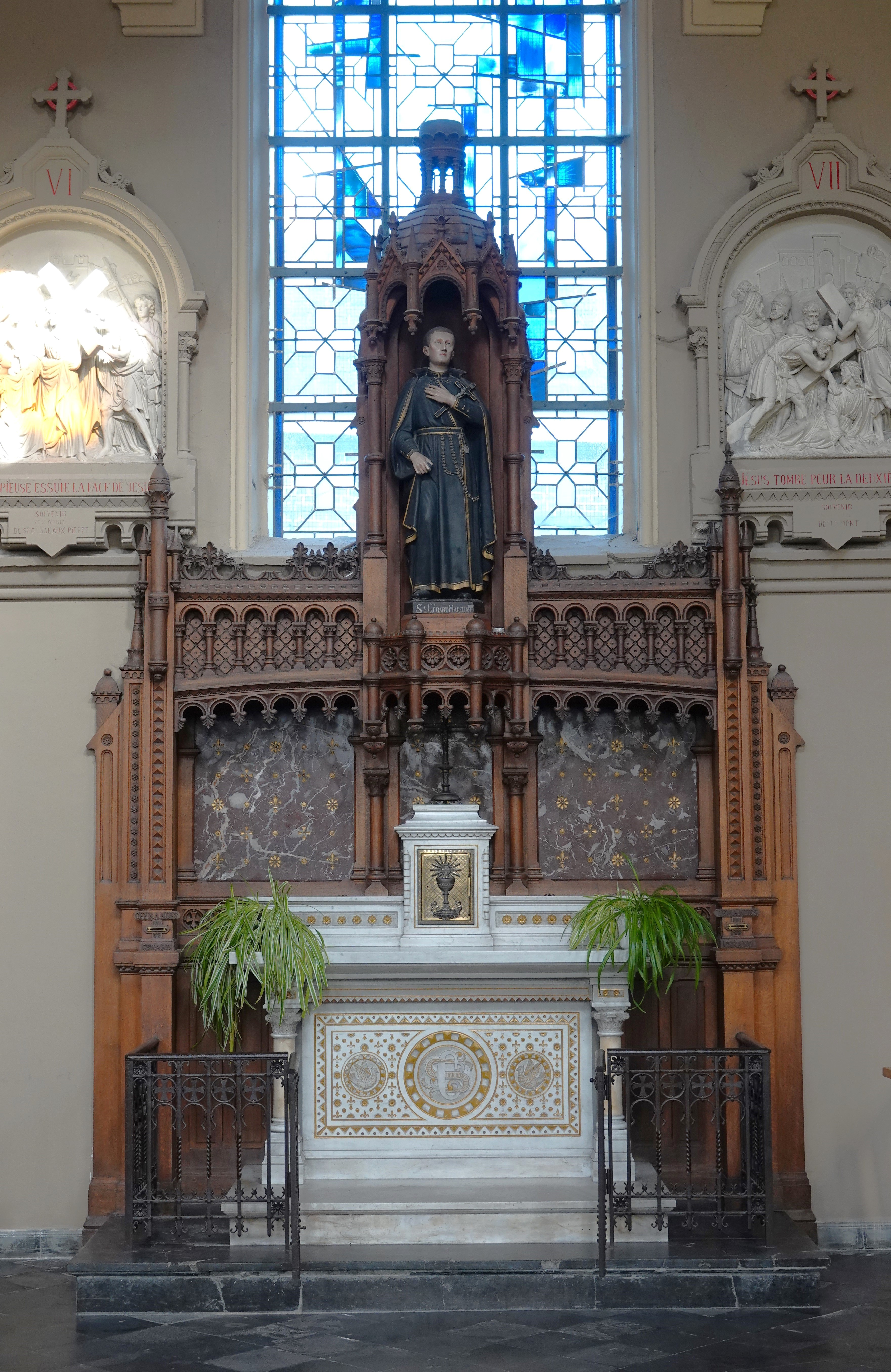
Autel de Saint Gérard Majella

- Roncq, église Saint-Roch
  - maître-autel en pierre, marbre et bronze doré
  - autel latéral de Saint Roch en pierre
  - autel latéral de la Vierge en pierre
  - autel de Saint Joseph en pierre
  - stalles
  - portes menant à la sacristie depuis le chœur

- Roubaix, église Sainte-Elisabeth
  - tribune de l'orgue[35],[36],[37] (1885)

- Roulers, église Notre-Dame
  - chaire[38]
- Roulers, église Saint-Amand
  - deux confessionnaux[39]
  - autel de Saint Liévin[40]

L'église est désacralisée en 2014. Les confessionnaux ont été revendus à un antiquaire spécialisé.

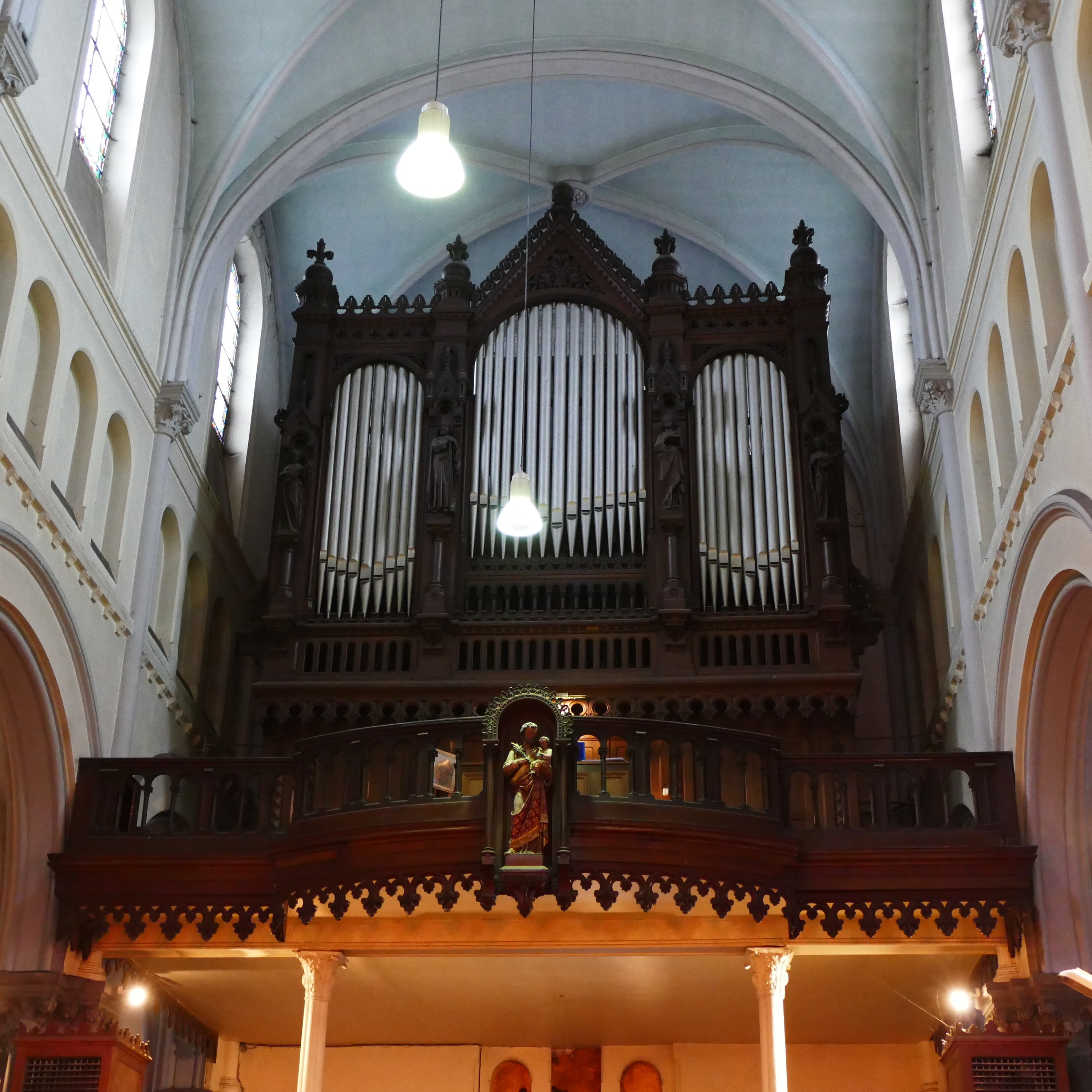
Buffet de l'orgue de l'église Sainte-Élisabeth de Roubaix

- Saint-Just-sur-Dive, église Saint-Just 
  - éléments de mobilier[41]
- Seclin, collégiale Saint-Piat
  - Retable du maître-autel et les deux anges adorateurs l'encadrant
  - Autel de Saint Antoine
  - Autel de Saint Joseph
  - Plaque de marbre représentant le cœur de Jésus sur l'autel du Sacré-Cœur
  - Trois confessionnaux dont les tympans représentent Marie-Madeleine pénitente, le Fils prodigue et le Bon Pasteur.

Œuvres de Modeste Verlinden pour la collégiale de Seclin
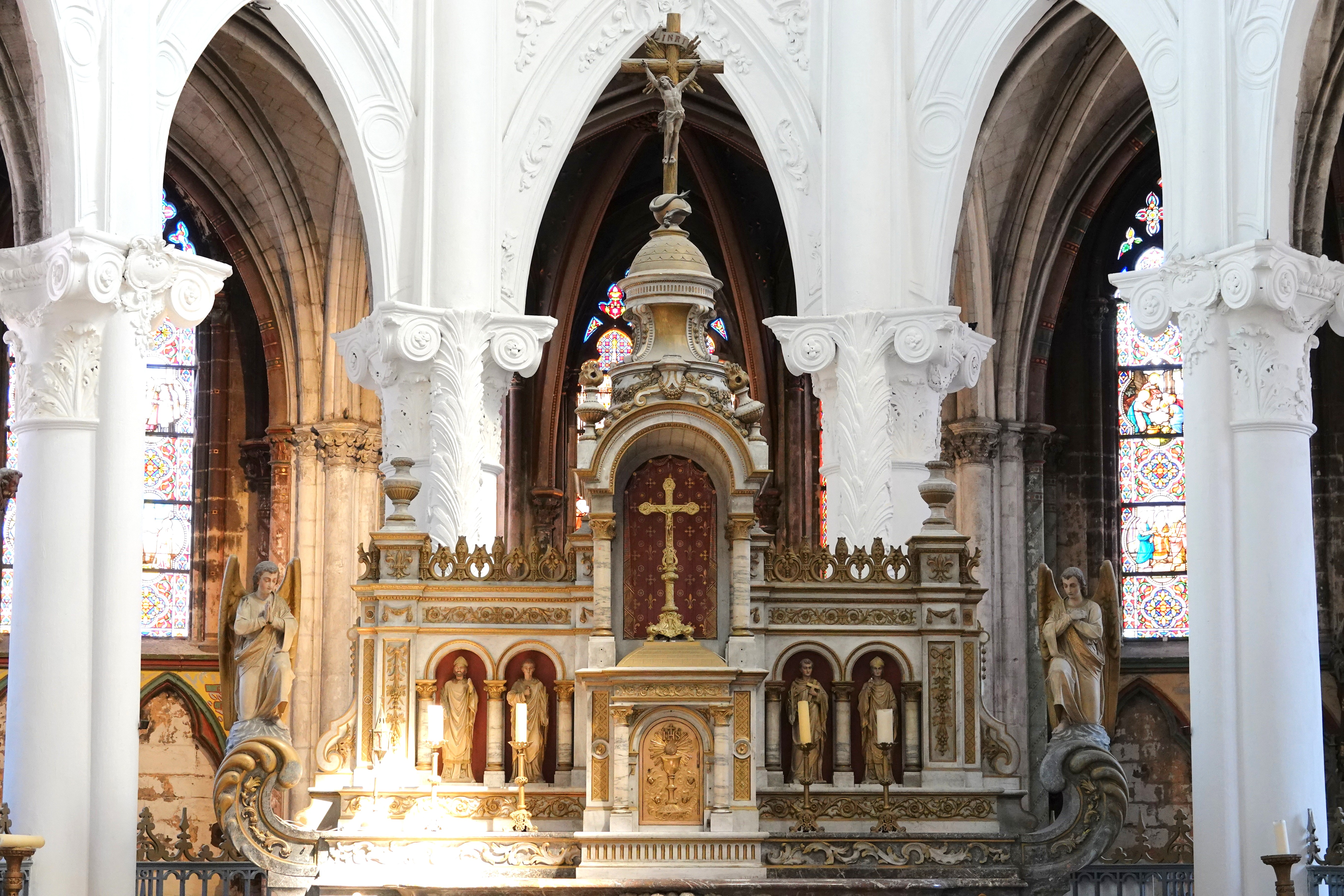
Retable du maître-autel
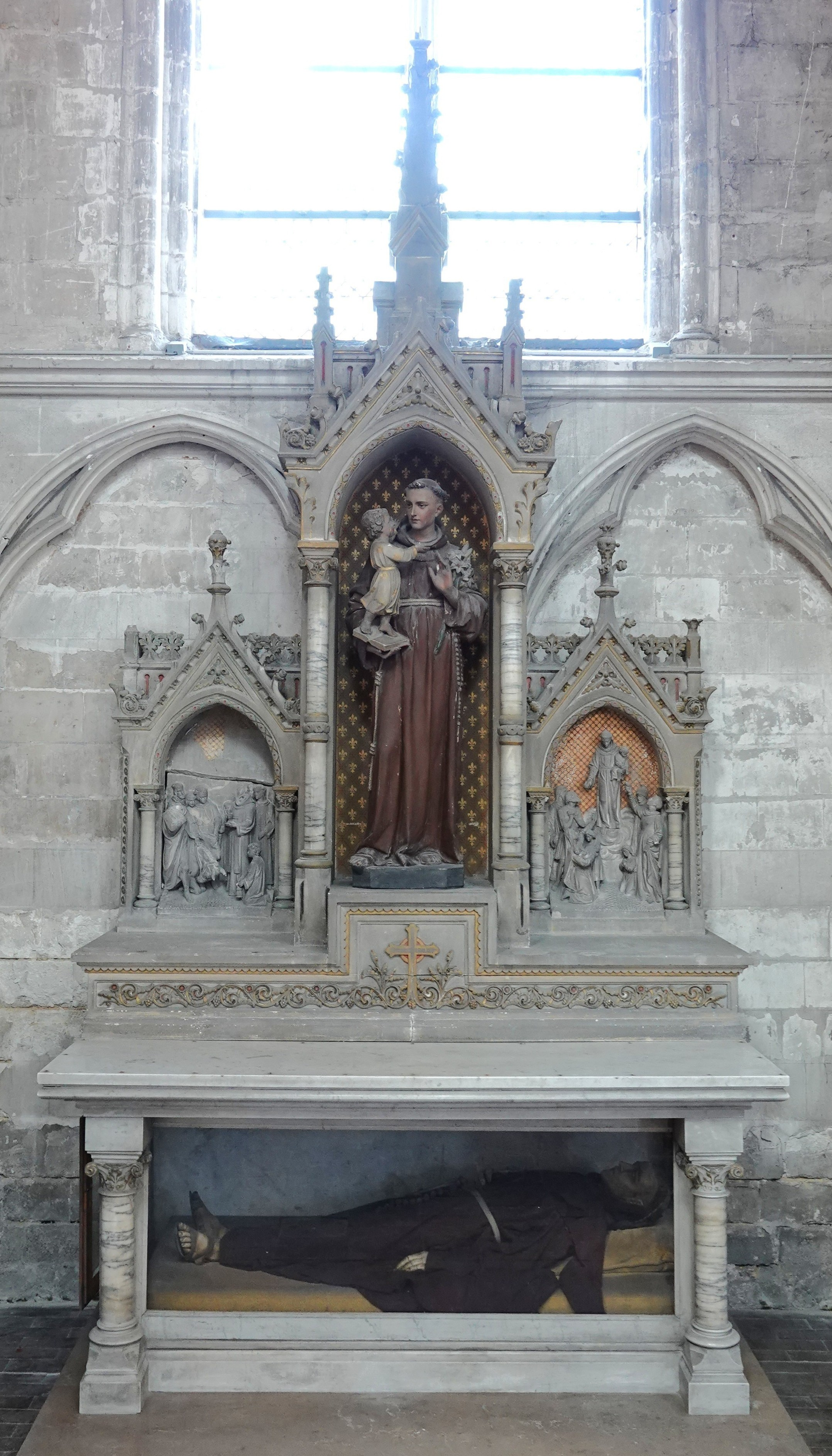
Autel de Saint Antoine de Padoue
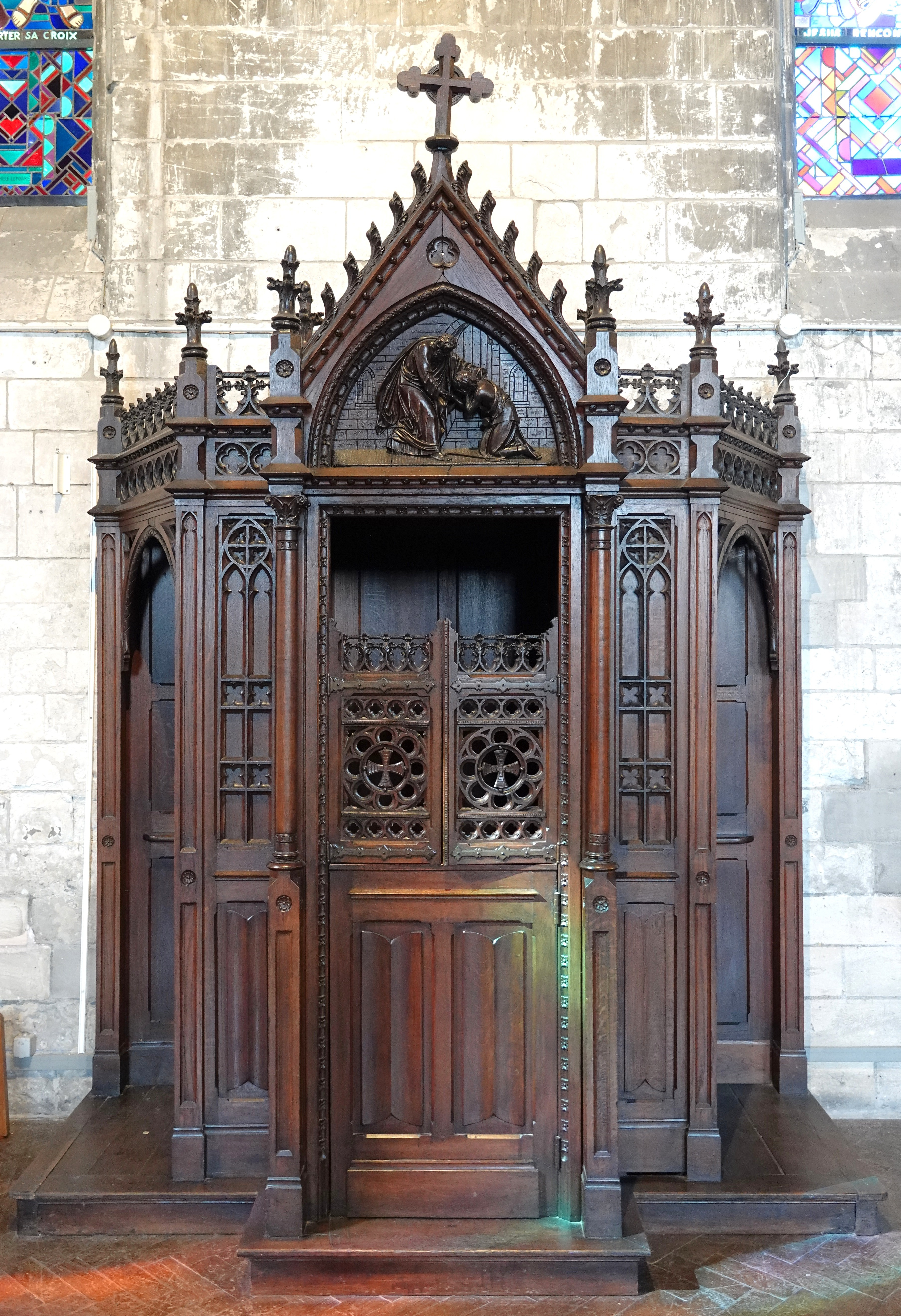
Confessionnal "Fils prodigue"
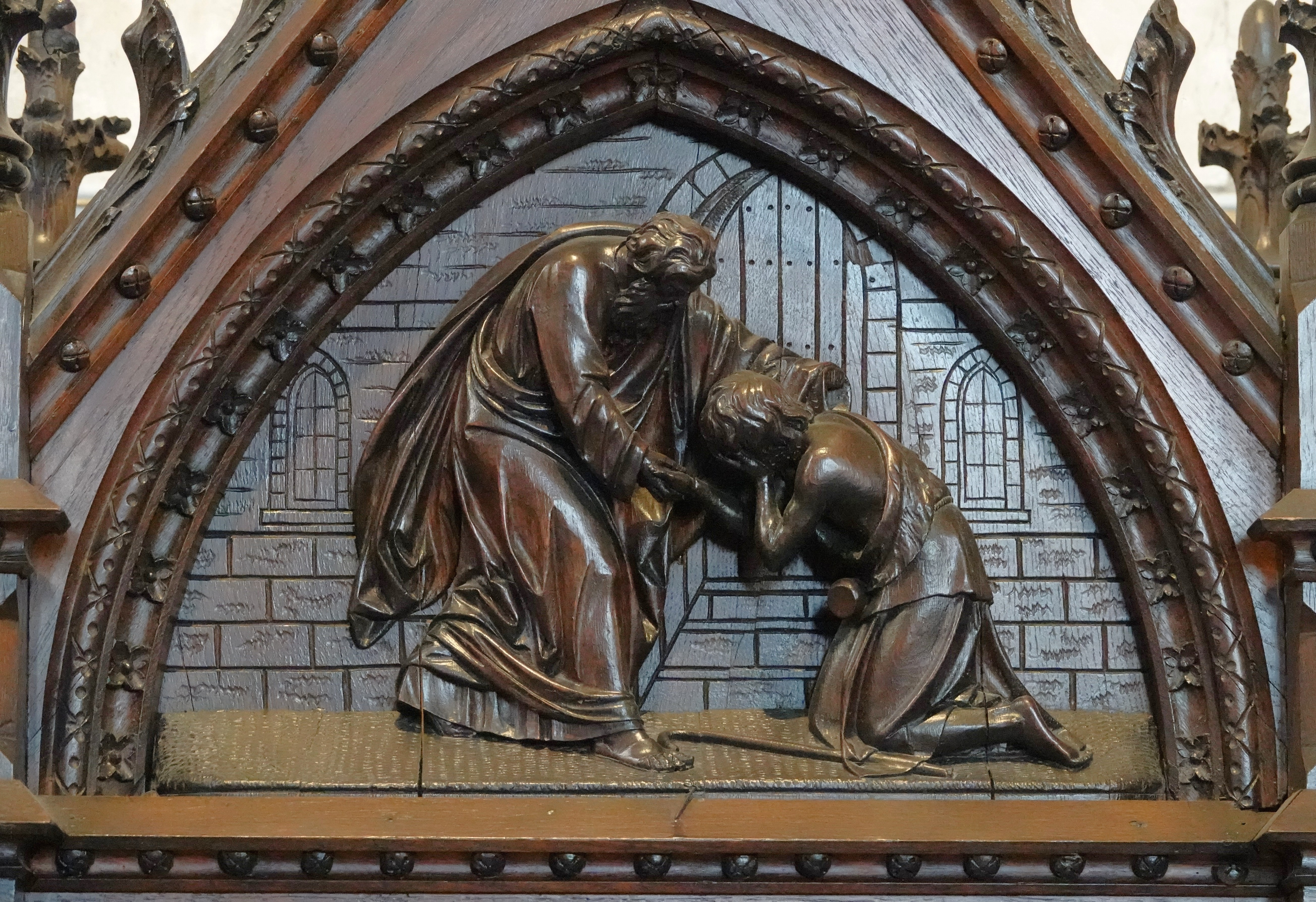
Retour du fils prodigue (tympan d'un confessionnal)
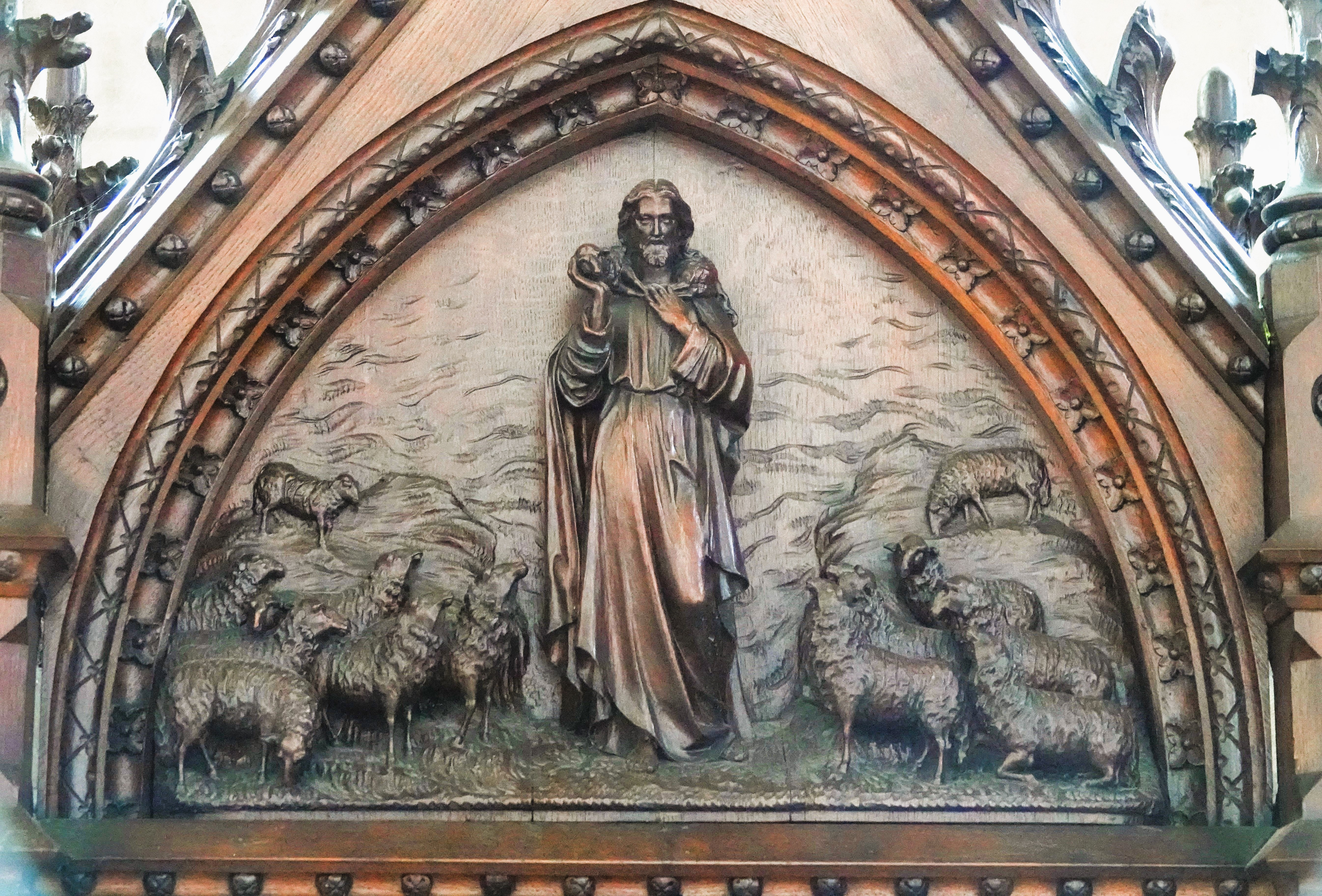
Christ Bon Pasteur (tympan d'un confessionnal)
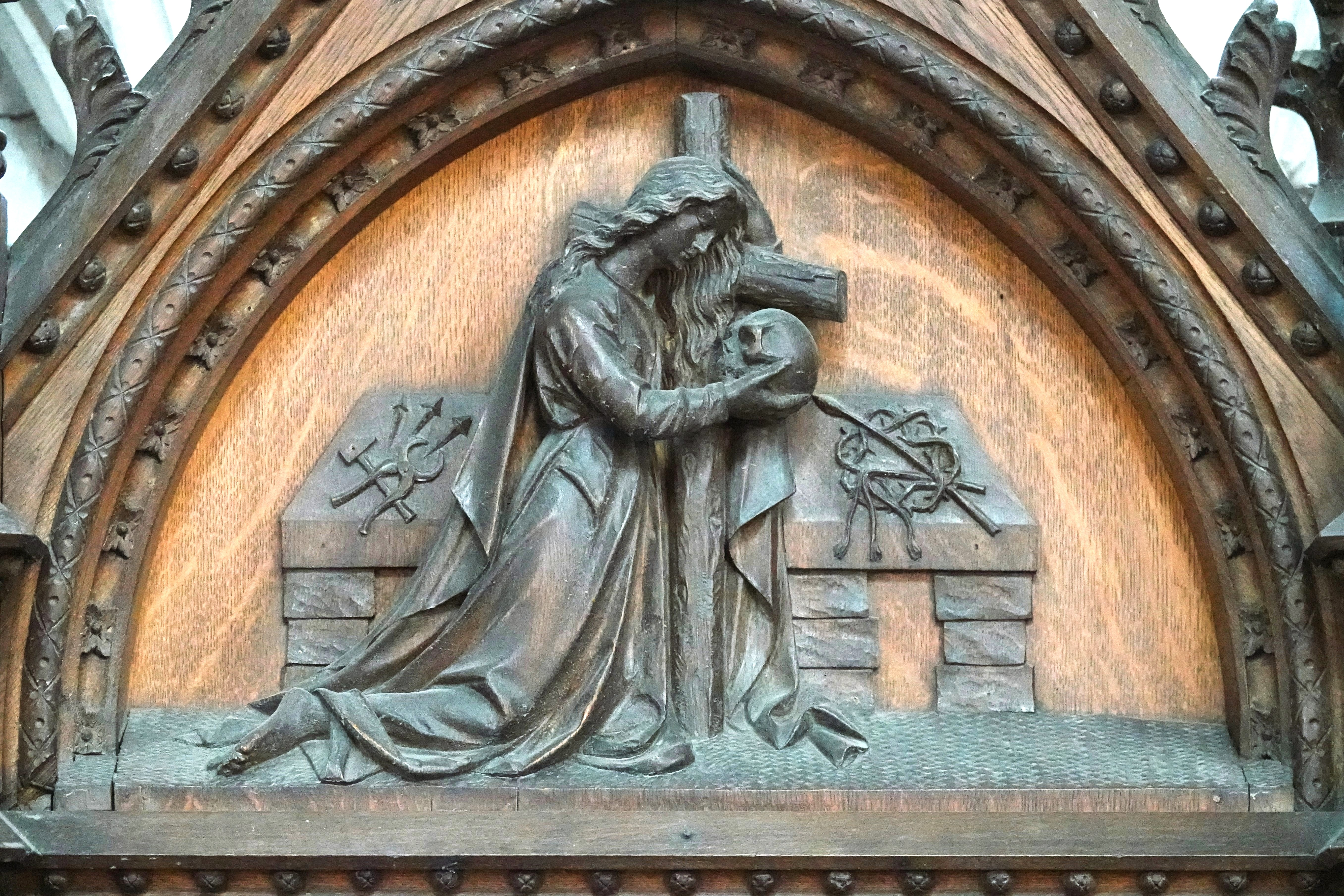
Sainte Marie Madeleine (tympan d'un confessionnal)

- Templemars, église Saint-Martin
  - maître-autel

Le maître-autel est détruit après la réforme liturgique. Le tabernacle a été conservé et se trouve désormais dans la chapelle située à droite du chœur.
- Tourcoing, église Notre-Dame-de-la-Marlière
  - maître-autel en marbre et bronze (vers 1880)
  - chaire
  - stalles
  - fonts baptismaux

Verlinden est aussi probablement l'auteur des autels latéraux de même facture que le maître-autel.
Le maître-autel présente des statues de Saint Jean et de Saint Luc (en marbre) similaires à celles de la chaire de l'église Saint-Piat de Roncq (en bois). La chaire a été détruite après la réforme liturgique du concile Vatican II. 
Le panneau de la cuve représentant le Christ en trône est désormais inclus dans un petit autel.

Maître-autel de l'église Notre-Dame-de-la-Marlière de Tourcoing
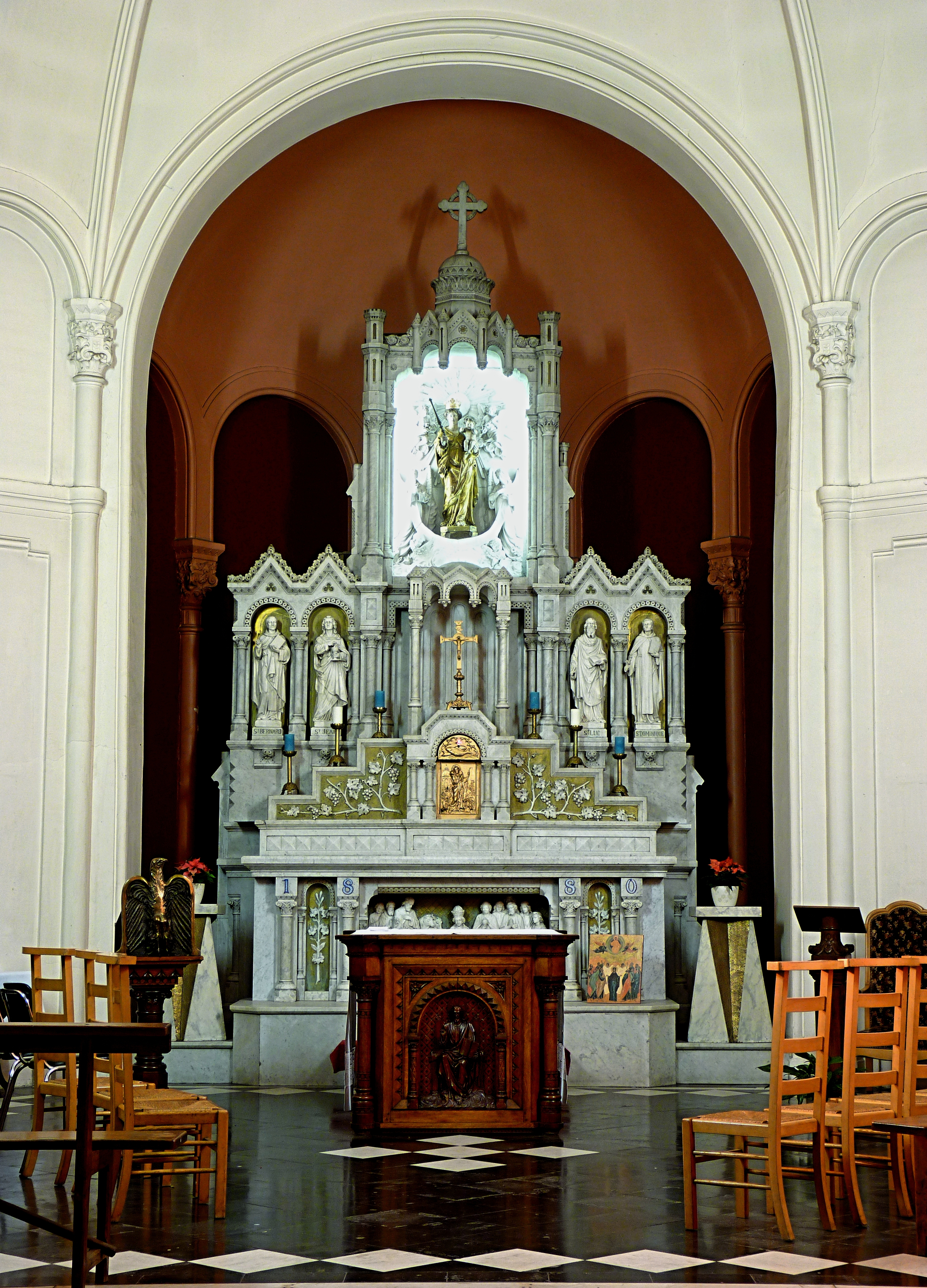
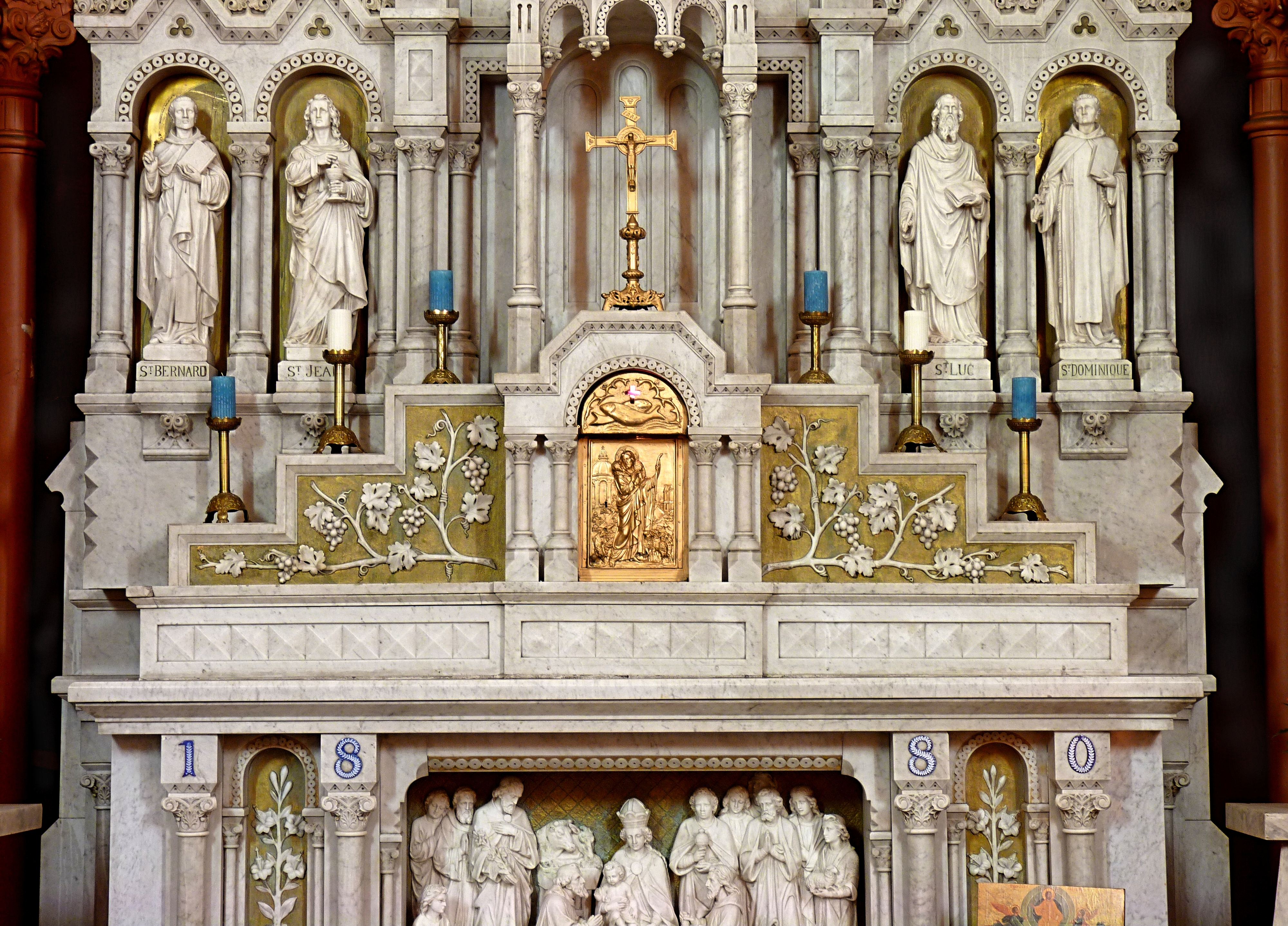
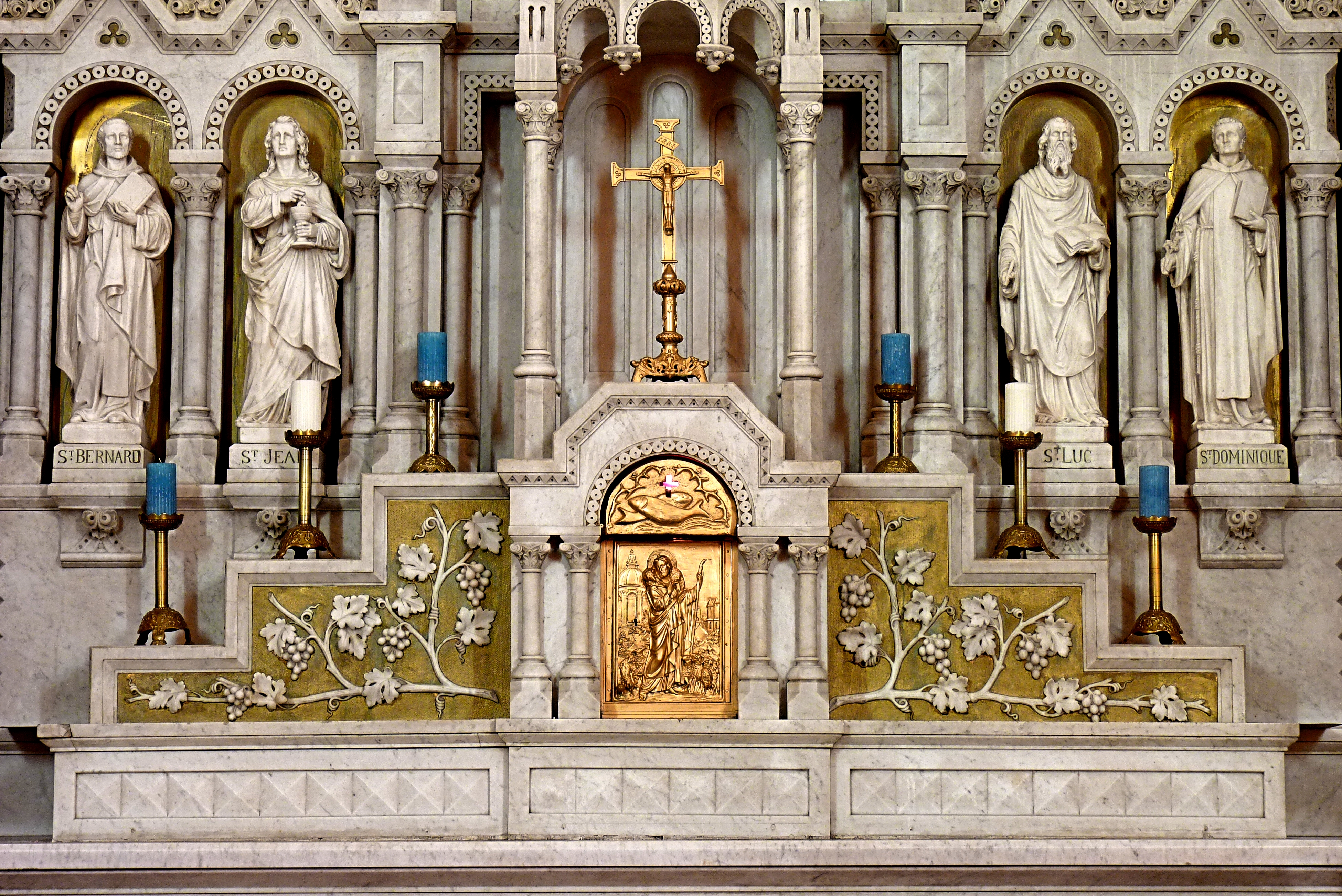

- Wasquehal, église Saint-Nicolas
  - chaire (disparue).

La chaire est détruite après le concile Vatican II. La cuve a été transformé en autel post-Vatican II et les statues des évangélistes aux angles de la cuve ont servi à orner un nouvel ambon. Ces éléments ne sont plus utilisés aujourd'hui.
- Wattrelos, église Saint-Maclou
  - maître-autel en marbre de Carrare et bronze (1885)[7]
- Wervicq-Sud, église de l'Immaculée Conception
  - maître-autel en marbre et bronze
  - deux autels latéraux avec retable dont un dédié à Notre-Dame-de-Lourdes (1889) et l'autre au Sacré-Cœur
  - fonts baptismaux et arc le surplombant. Le couvercle a été réalisé par la Cuivrerie Saint-Eloi de Roubaix.
  - deux confessionnaux (ceux qui n'ont pas de statues)

## Elèves, ouvriers et apprentis
Les artistes Josué Dupon et Albert Baggen ont travaillé et développé leurs compétences dans l'atelier de Verlinden.